# 영국 외교 관계의 역사
영국의 대외 관계의 역사는 대략 1500년부터 2000년까지의 잉글랜드와 영국, 영국의 외교 정책을 다룬다. 2000년 이후의 현재 상황은 영국의 대외 관계를 참조하라.
1750년부터 1910년대까지 영국은 전 세계를 지배한 산업, 금융, 해운, 무역을 포함한 비할 데 없는 경제 기반을 자랑했다. 자유 무역을 기반으로 한 외교 정책(1840년대부터 1920년대까지)은 경제를 번영하게 유지했다. 해외의 제1차 대영 제국은 영국이 주요 동맹국이 없던 전쟁에서 13개 아메리카 식민지를 잃으면서 황폐화되었다. 제2차 대영 제국은 아시아와 아프리카에 새롭게 건설되었으며 1920년대에 절정에 달했다. 외교 정책은 제국이 결코 심각한 위협을 받지 않도록 보장했다. 1931년 웨스트민스터 헌장은 1931년 영국의 자치령인 자치령에 사실상 독립을 부여했다. 팍스 브리타니카 시대인 1815년부터 1914년까지 영국은 세계 무역, 금융 및 해운을 지배했다. 역사가들이 "자유 무역 제국주의"라고 부르는 이 시기에 런던은 라틴 아메리카와 아시아의 많은 국가에서 강력한 정치적 영향력을 행사했다. 영국 해군은 아프리카 노예 무역을 억압하고 해적 행위를 줄이는 데 사용되었다.
1815년 이전에 프랑스에 대한 선호되는 외교 전략은 프로이센 왕국과 같은 대륙 동맹국의 군대에 보조금을 지급하여 런던의 막대한 재정력을 군사적 이점으로 전환하는 것이었다. 1815년 이후 대영 제국은 영국 해군에 의존하여 안전을 유지했다. 해군은 전 세계에 걸쳐 광대한 기지망을 갖춘 가장 강력한 함대로 남아 있었다. 런던은 해군이 다음으로 큰 두 해군을 합친 것보다 더 크도록 보장했다.

## 1700년 이전의 잉글랜드 외교 정책
1500년에 잉글랜드 왕국의 인구는 380만 명에 불과하여 훨씬 큰 경쟁국인 프랑스(1500만 명), 스페인(650만 명), 신성 로마 제국(1700만 명)에 비해 적었다. 해군 경쟁국인 네덜란드보다는 세 배, 스코틀랜드보다는 여덟 배 많았다. 제한된 예산, 대륙에서의 제한된 야망, 동맹 회피, 영국 해협이 제공하는 외세 침략으로부터의 보호가 결합되어 1688년 이전에는 영국 정부에 외교 문제가 덜 시급하게 만들었다. 엘리트 계층은 1660년대 이전에는 대륙 문제에 거의 관심을 기울이지 않았으며, 1618-48년의 30년 전쟁에 참전하라는 요구도 거의 없었다. 역사가 로렌스 스톤은 잉글랜드가 "유럽 강대국 게임에서 주변적인 선수에 불과했다"고 말한다. 점점 더 강력해지는 영국 해군은 찬사를 받았지만, 런던은 이를 성장하는 해외 제국을 지원하는 데 사용했다.

### 튜더 왕조의 외교 정책
헨리 7세(재위 1485–1509)는 잉글랜드 내에서 평화를 확립하는 데 주력했는데, 특히 새로 패배한 요크가의 반란 위협에 맞서서였다. 스코틀랜드를 제외한 외교 문제는 우선순위가 높지 않았다. 스코틀랜드는 독립국이었고, 1497년에 평화가 합의되었다. 그의 외교의 대부분은 유럽 통치 가문과의 결혼 조약을 포함했다. 그는 1503년에 큰딸 마거릿 튜더를 스코틀랜드의 제임스 4세 국왕과 결혼시켰다. 헨리는 자신의 딸 메리를 나중에 신성 로마 제국의 카를 5세가 된 사람과 결혼시키려 했으나, 그 계획은 무산되었다. 헨리 8세는 결국 1514년에 평화 조약의 일환으로 그녀를 프랑스의 루이 12세 국왕과 결혼시켰다. 루이는 세 달 후에 사망했고, 헨리는 그녀의 지참금 대부분을 돌려받으라고 요구하여 얻어냈다. 헨리 7세의 다른 주요 외교적 성공은 1501년에 그의 후계자인 웨일스 공 아서와 스페인의 인판타(스페인 국왕의 장녀)인 아라곤의 캐서린의 결혼으로 봉인된 스페인과의 동맹이었다. 1503년에 그의 왕비가 사망하자 헨리 7세는 자신을 위한 큰 지참금을 가진 외교적 결혼을 위해 유럽 결혼 시장을 물색했지만, 적합한 상대를 찾지 못했다.
아서는 1502년에 사망했고, 둘째 아들이 1509년에 헨리 8세로 즉위한 직후 미망인과 결혼했다.

#### 헨리 8세
헨리 8세(재위 1509–1547)는 급성장하는 상선대를 보호하기 위해 잉글랜드 해군을 확장하는 데 특별한 주의를 기울였다. 그는 또한 상선대에 사략선 선장을 위임하여 적 상선을 나포하고 재판매하는 보조 군함으로 활동하게 했다. 그의 외교 및 종교 정책 중 일부는 교황 클레멘스 7세의 반대에도 불구하고 1533년에 아라곤의 캐서린과의 결혼을 무효화하는 것을 중심으로 전개되었으며, 그의 해결책은 잉글랜드의 종교 개혁을 시작하며 잉글랜드 교회를 교황의 권위에서 분리하는 것이었다.
1510년, 캉브레 동맹에서 신성 로마 제국과의 불안정한 동맹을 맺은 프랑스는 베네치아 공화국과의 전쟁에서 승리하고 있었다. 헨리는 프랑스의 루이 12세와의 아버지의 우정을 갱신하고, 스페인의 페르디난트 국왕과 협정을 맺었다. 1511년 10월 교황 율리오 2세가 반프랑스 신성 동맹을 결성하자, 헨리는 스페인을 따라 잉글랜드를 새로운 동맹에 참여시켰다. 헨리의 프랑스 통치 꿈을 현실로 만들기 위한 시작으로, 잉글랜드가 아키텐을 되찾기 위해 초기 영-스페인 연합 공격이 봄에 계획되었다. 이 공격은 실패했고 영-스페인 동맹에 부담을 주었다. 그럼에도 불구하고, 프랑스군은 곧 이탈리아에서 밀려났고, 동맹은 양측이 프랑스에 대한 추가 승리를 얻으려 노력하면서 유지되었다.

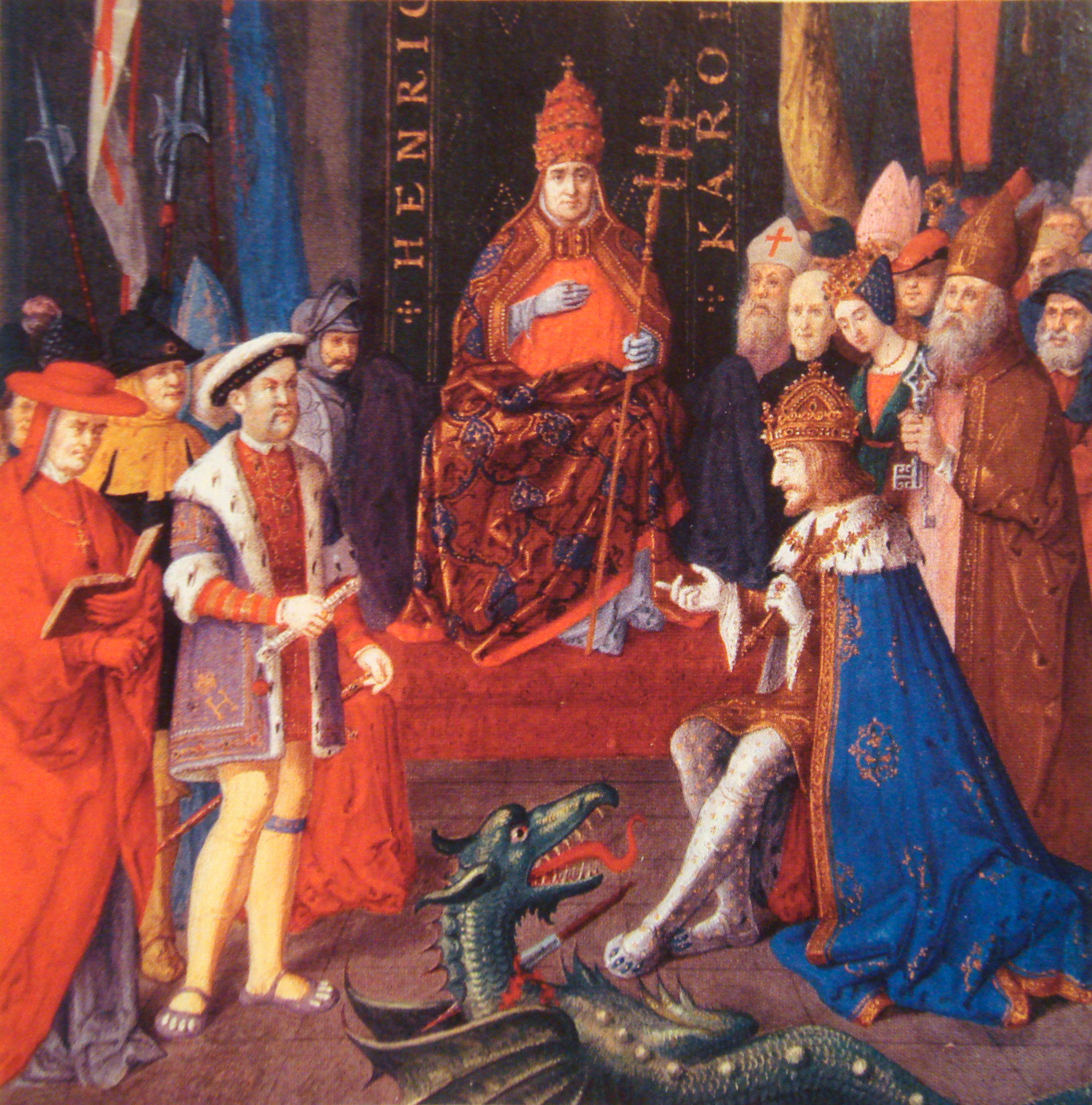
1520년경 카를 5세(오른쪽)와 교황 레오 10세(중앙)와 함께 있는 헨리

1513년 6월 30일, 헨리는 프랑스를 침공했고, 그의 군대는 스퍼스 전투에서 프랑스군을 격파했다. 이는 비교적 사소한 결과였지만, 잉글랜드인들은 선전 목적으로 이를 활용했다. 곧이어 잉글랜드는 테루안을 점령하여 막시밀리안에게 넘겨주었으며, 더 중요한 정착지인 투르네도 뒤따랐다. 헨리는 대규모 수행단을 이끌고 직접 군대를 지휘했다.
그러나 그의 부재로 인해 스코틀랜드의 제임스 4세는 루이의 요청에 따라 잉글랜드를 침공했다. 캐서린 왕비가 감독하는 잉글랜드군은 1513년 9월 9일 플로든 전투에서 스코틀랜드군을 결정적으로 격파했으며, 이 전투에서 제임스 4세와 많은 스코틀랜드 고위 귀족들이 사망했다.
신성 로마 제국의 카를 5세는 1516년 페르디난트와 1519년 막시밀리안의 죽음 이후 스페인과 신성 로마 제국의 왕위에 올랐다. 프랑스의 프랑수아 1세도 1515년 루이의 죽음으로 프랑스 국왕이 되어 세 명의 비교적 젊은 통치자와 새로운 시작의 기회를 남겼다. 토머스 울지 추기경의 신중한 외교는 1518년 런던 조약으로 이어졌으며, 이는 서유럽 주요 왕국 간의 초기 비침략 협정이었다. 중요한 후속 조치로 헨리는 1520년 6월 7일 칼레 근처 금란의 들판에서 프랑수아 1세를 만나 2주간 호화롭고 극도로 비싼 오락을 즐겼다.
카를은 1521년 프랑스와의 전쟁에 신성 로마 제국을 끌어들였다. 헨리는 중재를 제안했지만, 거의 성과를 거두지 못했으며 연말까지 헨리는 잉글랜드를 카를과 동맹시켰다. 그는 프랑스에 있는 잉글랜드 영토를 회복하려는 이전 목표를 여전히 고수했지만, 당시 카를의 영토였던 부르군트와 동맹을 확보하고 카를의 지속적인 지원을 얻으려고도 노력했다. 카를은 파비아에서 프랑수아를 격파하고 포로로 잡았으며 평화를 지시할 수 있었다. 그러나 그는 헨리에게 빚진 것이 없다고 생각했다. 헨리는 외교 작전을 위해 세금을 반복적으로 인상했으며, 1525년 상류층의 소극적인 저항으로 "아미커블 그랜트"로 알려진 최신 세금 징수를 중단할 수밖에 없었다. 자금 부족으로 헨리의 프랑스 침공 계획은 무산되었고, 그는 1525년 8월 30일 모어 조약으로 전쟁에서 잉글랜드를 철수시켰다.

#### 신세계
1497년 헨리 7세는 잉글랜드에 정착한 이탈리아 해상 탐험가 존 캐벗에게 신세계를 탐험하도록 의뢰했다. 캐벗은 뉴펀들랜드섬에서 남쪽으로는 델라웨어주까지 탐험하여 지금의 캐나다 일부 지역에 도달한 노르만인 이후 최초의 유럽인이었다. 그는 금이나 향신료를 찾지 못했고, 국왕은 흥미를 잃었다. 식민지 개척은 튜더 왕조에게는 높은 우선순위가 아니었는데, 그들은 자신들의 식민지를 획득하는 것보다 스페인 보물선을 약탈하는 데 훨씬 더 관심이 많았다.

#### 1568년 보물 위기
1568년 "보물 위기"는 1568년 11월 엘리자베스 여왕이 영국 항구에 있는 스페인 보물선에서 금을 압류한 사건이었다. 영국 해협에서 사략선에 쫓기던 5척의 작은 스페인 선박들이 40만 플로린(8만 5천 파운드) 상당의 금과 은을 싣고 영국 항구로 피난처를 찾았다. 이 돈은 네덜란드에서 반란군과 싸우던 스페인 병사들의 급여로 향하는 것이었다. 엘리자베스 여왕은 그 금이 스페인의 소유가 아니라 여전히 이탈리아 은행가들의 소유임을 알아냈다. 그녀는 그것을 압류하기로 결정하고, 이탈리아 은행가들로부터 잉글랜드에 대한 대출로 처리했다. 은행가들은 그녀의 조건에 동의했고, 그래서 엘리자베스는 돈을 가졌고 결국 은행가들에게 갚았다. 스페인은 격분하여 네덜란드와 스페인에 있는 영국 재산을 압류했다. 잉글랜드는 잉글랜드에 있는 스페인 선박과 재산을 압류함으로써 반응했다. 스페인은 네덜란드에 모든 영국 수입품을 금지하는 금수 조치를 부과함으로써 반응했다. 이 쓰라린 외교적 교착 상태는 4년 동안 지속되었다. 그러나 어느 쪽도 전쟁을 원하지 않았다. 1573년, 니메겐 협약은 잉글랜드가 프랜시스 드레이크와 존 호킨스와 같은 잉글랜드 사략선에 의한 스페인 선박 습격에 대한 지원을 중단하기로 약속한 조약이었다. 이는 1574년 8월 브리스톨 협약으로 최종 확정되었으며, 양측은 압류한 것에 대해 비용을 지불했다. 잉글랜드와 스페인 간의 무역이 재개되었고 관계가 개선되었다.

##### 무적함대
잉글랜드-스페인 전쟁 (1585년~1604년)(1585–1604)은 주로 종교적 차이에서 비롯되었으며, 1587년 가톨릭 신자 스코틀랜드의 메리 여왕의 처형은 스페인을 격분시켰다. 전쟁은 공식적으로 선포되지 않았다. 스페인은 군사적, 재정적으로 훨씬 강력했으며, 잉글랜드의 개신교에 반대하여 가톨릭 이익을 증진시켰다. 이 분쟁은 광범위하게 분리된 전투를 보였으며, 1585년 잉글랜드가 스페인령 네덜란드(현대 벨기에)에 네덜란드 의회의 스페인 합스부르크 통치에 대한 저항을 지원하기 위해 군사 원정을 보내면서 시작되었다. 잉글랜드는 1587년 스페인의 주요 항구인 카디스에서 "스페인 왕의 수염 태우기" 작전으로 소규모 승리를 거두었다. 프랜시스 드레이크가 이끄는 이 기습은 수많은 상선을 파괴하고 일부 보물을 획득했다. 잉글랜드의 큰 승리는 1588년 불운한 스페인 무적함대의 침공 시도를 결정적으로 격파한 것이었다. 1603년 엘리자베스가 사망한 후, 새로운 국왕은 평화를 최우선 과제로 삼고 1604년에 오랫동안 지속되던 분쟁을 종식시켰다.

### 스튜어트 왕조의 외교 정책
1600년경 브르타뉴반도와 아일랜드에서의 전쟁이 교착 상태에 빠지자, 잉글랜드의 새로운 국왕 제임스 1세는 1604년 런던 조약으로 스페인의 새로운 국왕 펠리페 3세와 평화 협정을 맺었다. 그들은 각각 스페인령 네덜란드와 아일랜드에 대한 군사 개입을 중단하기로 합의했고, 잉글랜드는 스페인 상선에 대한 공해상 사략선 활동을 중단했다. 제임스 1세(재위 1603–25)는 자신의 세 왕국뿐만 아니라 유럽 전체의 평화에 진심으로 헌신했다. 그는 자신을 "평화의 왕(Rex Pacificus)"이라고 불렀다. 유럽은 심각하게 양극화되었고, 대규모 30년 전쟁(1618–1648)의 직전에 있었으며, 소규모의 기존 개신교 국가들은 대규모 가톨릭 제국들의 침략에 직면해 있었다. 왕위에 오르자 제임스는 가톨릭 스페인과 평화 협정을 맺고, "스페인 매치"에서 아들을 스페인 인판타(공주)와 결혼시키는 것을 정책으로 삼았다. 제임스의 딸 엘리자베스 공주와 팔츠 선제후 프리드리히 5세의 1613년 2월 14일 결혼은 중요한 정치적, 군사적 의미를 가졌다. 유럽 전역에서 독일 군주들은 팔츠의 수도인 하이델베르크에 본부를 둔 독일 개신교 군주 연합으로 뭉치고 있었다. 제임스 국왕은 딸의 결혼이 개신교들 사이에서 외교적 영향력을 줄 것이라고 계산했다. 그리하여 그는 양 진영에 발을 디디고 평화적인 합의를 중재할 수 있도록 계획했다. 순진하게도 그는 양측이 상대방을 파괴하려는 자신들의 목표를 위한 도구로 그를 이용하고 있다는 것을 깨닫지 못했다.
점점 더 영국의 실질적인 통치자가 되어가던 버킹엄 경(1592–1628)은 스페인과의 동맹을 원했다. 버킹엄은 1623년에 인판타에게 구혼하기 위해 찰스와 함께 스페인으로 갔다. 그러나 스페인의 조건은 제임스가 영국의 반가톨릭 불관용을 포기해야 한다는 것이었다. 버킹엄과 찰스는 굴욕을 당했고, 버킹엄은 스페인과의 전쟁을 요구하는 광범위한 영국의 요구를 이끄는 인물이 되었다. 한편, 개신교 제후들은 모든 개신교 국가 중 가장 강력한 영국이 자신들의 대의를 위한 군사적 지원을 제공할 것을 기대했다. 그의 사위와 딸은 보헤미아의 왕과 왕비가 되었고, 이는 빈을 격분시켰다. 30년 전쟁이 시작되었고, 합스부르크 황제는 보헤미아의 새로운 왕과 왕비를 축출하고 그들의 추종자들을 학살했다. 가톨릭 바이에른은 팔츠를 침공했고, 제임스의 사위는 제임스의 군사 개입을 간청했다. 제임스는 마침내 자신의 정책이 역효과를 냈음을 깨닫고 이러한 간청을 거부했다. 그는 성공적으로 영국을 유럽 전역의 전쟁에서 벗어나게 했다. 제임스의 백업 계획은 아들 찰스를 상당한 지참금을 가져올 프랑스 가톨릭 공주와 결혼시키는 것이었다. 의회와 영국인들은 어떠한 가톨릭 결혼에도 강력히 반대했고, 스페인과의 즉각적인 전쟁을 요구했으며, 유럽의 개신교 대의를 강력히 지지했다. 역사가들은 제임스가 마지막 순간에 대규모 전쟁에서 물러나 영국에 평화를 유지시킨 공로를 인정한다.
1619년 보헤미아에서 발생한 위기와 그로 인해 발생한 대화재는 재앙적인 30년 전쟁의 시작을 알렸다. 1623년 "전쟁 열기" 속에서도 대륙 분쟁에 연루되지 않으려는 제임스 국왕의 결단은 돌이켜보면 그의 재위 기간 중 가장 중요하고 긍정적인 측면 중 하나로 보인다.
1600년에서 1650년 사이 잉글랜드는 남아메리카의 기아나를 식민지화하려는 시도를 반복했다. 이 모든 시도는 실패했고, 그 땅(현 네덜란드령 기아나)은 1667년 네덜란드 제국에 양도되었다.
찰스 1세 국왕(1600-1649)은 1625년 버킹엄 경에게 스페인에 대한 군사 원정을 지휘하게 했다. 이는 많은 이들이 질병과 굶주림으로 죽는 총체적인 실패였다. 그는 1627년 또 다른 재앙적인 군사 작전을 이끌었다. 버킹엄은 미움을 받았고, 국왕의 명성에는 돌이킬 수 없는 손상이 가해졌다. 존 펠튼이 1628년 그를 암살하자 잉글랜드는 기뻐했다.

#### 위그노
주요 개신교 국가로서 잉글랜드는 1562년 엘리자베스 여왕 이래로 위그노들을 후원하고 보호하는 데 도움을 주었다. 잉글랜드-프랑스 전쟁 (1627년~1629년)이라는 소규모 해상 전쟁이 있었는데, 여기서 잉글랜드는 프랑스의 루이 13세 국왕에 대항하여 프랑스 위그노들을 지원했다. 런던은 1700년경 많은 이들이 잉글랜드와 그 식민지로 이주하는 것을 재정적으로 지원했다. 약 4만~5만 명이 잉글랜드에 정착했는데, 대부분 남부 지역의 해안 근처 마을에 집중되었고, 가장 큰 집중지는 런던으로 1700년에는 전체 인구의 약 5%를 차지했다. 다른 많은 이들은 13개 식민지, 특히 사우스캐롤라이나로 갔다. 이민자들 중에는 많은 숙련된 장인과 기업가들이 있었는데, 그들은 경제적 혁신이 인쇄물을 통해서가 아니라 사람들을 통해 이전되던 시대에 새로운 고향의 경제 현대화를 촉진했다. 영국 정부는 외국인에게 주어지는 특혜에 대한 지역 장인들의 불만을 무시했다. 이민자들은 영어 사용, 잉글랜드 성공회 가입, 이종 결혼, 사업 성공 면에서 잘 동화되었다. 그들은 잉글랜드에서 실크 산업을 설립했다.
영국 외교 정책에 미친 영향 측면에서, 18세기 초에는 외국 정부가 종교적 신념을 이유로 사람들을 처벌하는 것을 막기 위한 인도주의적 개입에 대한 새로운 관심이 커지고 있었다. 이러한 새로운 감각은 대체로 프랑스에서 위그노를 보호하고 매우 훌륭한 시민이 된 많은 난민을 받아들인 행복한 경험에 기반을 두었다.

### 영국-네덜란드 전쟁
영국-네덜란드 전쟁은 1652년부터 1674년까지 잉글랜드와 네덜란드 사이에서 벌어진 세 차례의 전쟁이다. 원인으로는 정치적 분쟁과 상선 무역에서의 경쟁 심화가 포함되었다. 양측 모두 개신교였으므로 종교는 요인이 아니었다. 첫 번째 전쟁(1652-54)에서 영국은 당시 해군 전술에 잘 맞는 더 강력한 "전열함"을 더 많이 보유하여 해군 우위를 점했다. 영국은 또한 수많은 네덜란드 상선을 나포했다. 두 번째 전쟁(1665-67)에서는 네덜란드의 해상 승리가 이어졌다. 이 두 번째 전쟁은 런던에 계획보다 열 배나 더 많은 비용을 들였고, 국왕은 1667년 브레다 조약으로 평화를 요청했다. 이 조약은 "중상주의"(즉, 국가 무역, 산업, 해운을 보호하고 확장하기 위한 무력 사용)에 대한 싸움을 끝냈다. 한편, 프랑스는 네덜란드와 영국을 모두 위협하는 함대를 건설하고 있었다. 세 번째 전쟁(1672-74)에서 영국은 프랑스와의 새로운 동맹에 의존했지만, 수적으로 열세인 네덜란드가 양측을 모두 능가했고, 찰스 2세 국왕은 돈과 정치적 지지가 부족해졌다. 네덜란드는 1713년까지 해상 무역로를 지배했다. 영국은 번성하는 뉴네덜란드 식민지를 획득하여 뉴욕으로 이름을 바꾸었다.

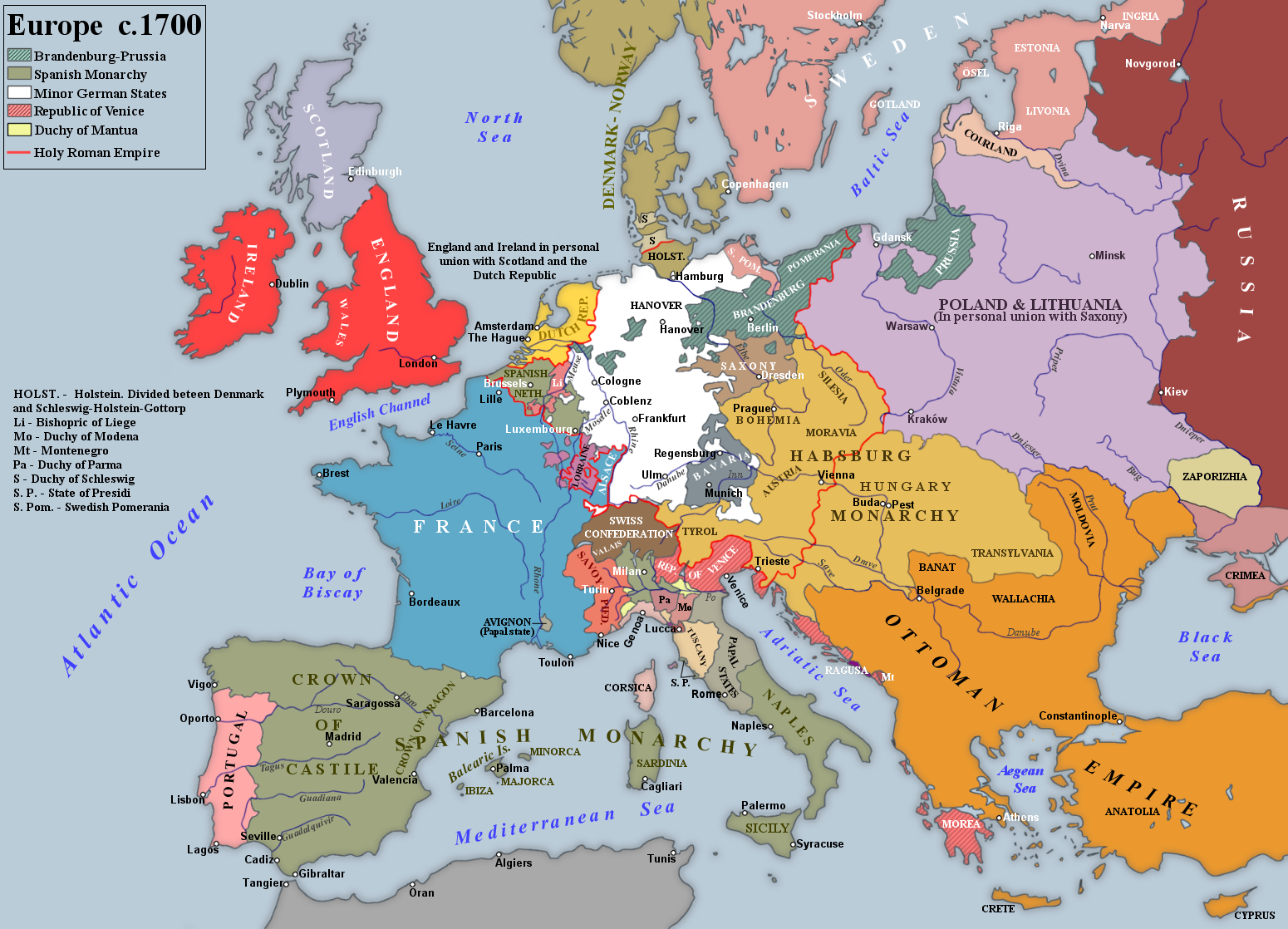
1700년경 유럽; 잉글랜드와 아일랜드는 빨간색으로 표시됨.

### 윌리엄 3세: 1689–1702
1688년 잉글랜드 의회가 윌리엄에게 잉글랜드를 침공하도록 요청한 주된 이유는 제임스 2세 국왕을 전복시키고 가톨릭 교회를 재확립하고 청교도주의를 용인하려는 그의 노력을 중단시키기 위함이었다. 그러나 윌리엄이 이 도전을 받아들인 주된 이유는 루이 14세 국왕의 위협적인 확장을 억제하기 위한 전쟁에서 강력한 동맹국을 얻기 위함이었다. 윌리엄의 목표는 강력한 프랑스 군주제에 맞서는 연합을 구축하고, (윌리엄이 계속 권력을 잡고 있던) 네덜란드의 자율성을 보호하며, 스페인령 네덜란드(현 벨기에)가 프랑스 손에 넘어가지 않도록 하는 것이었다. 잉글랜드 귀족들은 강력하게 반프랑스적이었고, 관례적으로 윌리엄의 광범위한 목표를 지지했다. 네덜란드와 영국에서의 그의 전 경력 동안 윌리엄은 루이 14세의 숙적이었다. 프랑스의 가톨릭 국왕은 차례로 개신교도인 윌리엄을 합법적인 가톨릭 국왕 제임스 2세로부터 불법적으로 왕위를 빼앗은 찬탈자라고 비난하며 그를 전복시켜야 한다고 주장했다. 1689년 5월, 이제 잉글랜드의 국왕이 된 윌리엄은 의회의 지지를 받아 프랑스에 선전포고를 했다.
역사가 J.R. 존스는 윌리엄 국왕이 다음과 같은 권한을 받았다고 말한다.
그는 9년 전쟁 내내 동맹 내에서 최고 지휘권을 가졌다. 그의 유럽 문제에 대한 경험과 지식은 그를 연합군의 외교 및 군사 전략의 없어서는 안 될 지휘자로 만들었으며, 잉글랜드 국왕으로서 강화된 지위로 인해 추가적인 권한을 얻었다. 심지어 레오폴트 황제도 그의 지도력을 인정했다. 윌리엄의 잉글랜드 신민들은 외교 및 군사 문제에서 부수적이거나 심지어 미미한 역할을 했고, 해상 전쟁 지휘에서만 큰 비중을 차지했다. 의회와 국민은 돈, 병력, 함선을 제공해야 했고, 윌리엄은 자신의 의도를 설명하는 것이 현명하다는 것을 알았지만, 이는 의회나 심지어 장관들이 정책 수립에 참여했음을 의미하지는 않았다.
잉글랜드와 프랑스는 1697–1701년의 짧은 공백기를 제외하고는 레이스베이크 조약으로 1713년까지 거의 지속적으로 전쟁 중이었다. 연합된 잉글랜드와 네덜란드 함대는 광범위한 해상 전쟁에서 프랑스를 압도할 수 있었지만, 프랑스는 여전히 육상에서 우위를 점하고 있었다. 윌리엄은 빈에 본부를 둔 합스부르크 신성 로마 황제인 레오폴트 1세(1658–1705)와 동맹을 맺어 그 우위를 무력화시키려 했다. 그러나 레오폴트는 동부 국경에서 오스만 제국과의 전쟁에 묶여 있었고, 윌리엄은 오스만과 제국 간의 협상에 의한 해결을 이루기 위해 노력했다. 윌리엄은 상상력이 풍부한 유럽 전역의 전략을 보여주었지만, 루이는 항상 반격 전략을 내놓는 데 성공했다.
윌리엄은 프랑스를 최대의 적으로 보았던 영국 지도부의 지지를 받는 경우가 많았다. 그러나 결국 막대한 비용과 전쟁 피로감으로 인해 재고하게 되었다. 처음에는 의회가 그의 비싼 전쟁 비용과 소규모 동맹국에 대한 보조금을 승인했다. 1694년 민간 투자자들은 잉글랜드 은행을 설립했다. 이는 은행가들이 돈을 대출하도록 장려하여 전쟁 자금 조달을 훨씬 쉽게 만드는 건전한 시스템을 제공했다.
오랫동안 지속된 9년 전쟁(1688–97)에서 그의 주요 전략은 잉글랜드, 네덜란드, 신성 로마 제국, 스페인, 그리고 몇몇 작은 국가들의 군사 동맹을 형성하여 바다에서 프랑스를 공격하고, 네덜란드를 방어하면서 여러 방향에서 육상으로 공격하는 것이었다. 루이 14세는 윌리엄을 잉글랜드의 국왕으로 인정하기를 거부하고, 모두 프랑스에 본부를 둔 잉글랜드 왕위 계승권자들에게 외교적, 군사적, 재정적 지원을 제공함으로써 이 전략을 약화시키려 했다. 윌리엄은 외교 정책과 해외 전쟁에 대부분의 주의를 기울였으며, 네덜란드(그가 계속해서 지배적인 정치 직책을 맡았던 곳)에서 많은 시간을 보냈다. 그의 가장 가까운 외교 정책 고문들은 네덜란드인이었으며, 가장 유명한 인물은 제1대 포틀랜드 백작 윌리엄 벤팅크였다. 그들은 영국 측 동료들과 정보를 거의 공유하지 않았다. 그 결과 네덜란드는 독립을 유지했고, 프랑스는 스페인령 네덜란드를 장악하지 못했다. 전쟁은 양측 모두에게 매우 비쌌지만 결정적이지 않았다. 윌리엄은 후속 전쟁인 스페인 왕위 계승 전쟁(1702–1714)이 시작될 무렵 사망했다. 이 전쟁은 앤 여왕의 통치 기간 동안 치러졌고, 무승부로 끝났다.

## 프랑스와의 전쟁, 1702–1815

### 외교 서비스
프랑스, 네덜란드, 스웨덴 또는 오스트리아와 같은 주요 경쟁국들과 달리 영국의 외교 통제는 불규칙했다. 외교관들은 제대로 선택되지 않았고, 자금 지원이 부족했으며, 비전문적이었다. 주요 게시물은 파리와 헤이그였지만, 그곳으로 파견된 외교관들은 외교 문제보다 런던 정치에 더 능숙했다. 윌리엄 3세 국왕은 가능한 한 네덜란드 외교관을 사용하여 직접 외교 정책을 다루었다. 1700년 이후 영국은 주요 수도에서 외교 서비스의 양을 늘렸지만, 질에는 크게 신경 쓰지 않았다. 빈과 베를린은 격상되었지만, 그곳조차 한 번에 몇 년 동안 무시되었다. 1790년대까지 영국 외교관들은 프랑스 경쟁자들을 면밀히 관찰함으로써 많은 것을 배웠다. 파리에서 온 귀족 망명자들도 돕기 시작했다. 프랑스 전쟁에서 처음으로 영국은 지역 반대파와 접촉하고 그들의 시위를 형성하는 데 도움을 주는 지하 정보국을 설립했다. 윌리엄 피트 총리는 프랑스 혁명 시기 대부분 동안 주로 무능한 제5대 리즈 공작 프랜시스 오스본 외무장관으로 인해 어려움을 겪었다. 그러나 피트는 헤이그에서 제임스 해리스와 같은 수많은 유능한 외교관들을 영입했으며, 그는 1788년에 프로이센이 추가되어 삼국 동맹이 된 동맹을 맺었다. 피트는 종종 그를 복잡한 협상에서 해결사로 사용했다. 피트는 제1대 오클랜드 남작 윌리엄 이든 (1744–1814)을 영입하여 1786년 프랑스와 어려운 상업 조약을 협상했다.
피트는 평판이 좋은 세 명의 외무장관을 영입했다. 제1대 그렌빌 남작 윌리엄 그렌빌(1791–1801)은 프랑스를 유럽의 모든 국가에 대한 심각한 위협으로 보았고, 사촌인 피트 총리와 긴밀히 협력하여 프랑스 격퇴에 집중했다. 조지 캐닝(1807–9)과 캐슬레이 자작(1812–15)은 결국 나폴레옹을 격파한 복잡한 연합을 조직하는 데 매우 성공적이었다. 캐슬레이와 캐닝은 상상력과 에너지를 보여주었지만, 그들의 성격은 결투를 벌일 정도로 충돌했다.

### 해군 및 해상 강국으로서의 영국
영국의 지도자들은 점점 더 강력해지는 영국 해군의 가치를 깨닫고, 다양한 조약에서 해군 기지를 추가하고 주요 항구에 대한 접근권을 확보하도록 했다. 지중해 지역에서는 지브롤터와 미노르카를 통제했으며, 나폴리와 팔레르모에서 유리한 위치를 차지했다. 1703년에 체결된 영국-포르투갈 동맹은 지중해로의 접근을 보호했다. 북쪽에서는 (영국 국왕이 통치하던) 하노버가 역할을 했으며, 덴마크와의 동맹은 북해와 발트해로의 해군 접근을 제공했다. 한편, 프랑스의 해상력은 위트레흐트 조약으로 인해 됭케르크의 해군 기지를 파괴해야 했기 때문에 약화되었다. 영국의 해상력은 1703년 포르투갈, 1713년 네덜란드, 사보이, 스페인, 프랑스와의 조약을 포함한 일련의 상업 조약으로 강화되었다. 런던 상인들은 왕궁에서 직접적인 발언권이 거의 없었지만, 국왕은 그들이 왕국의 부와 세금 기반에 기여하는 바를 높이 평가했다.

### 1701–1712 – 스페인 왕위 계승 전쟁

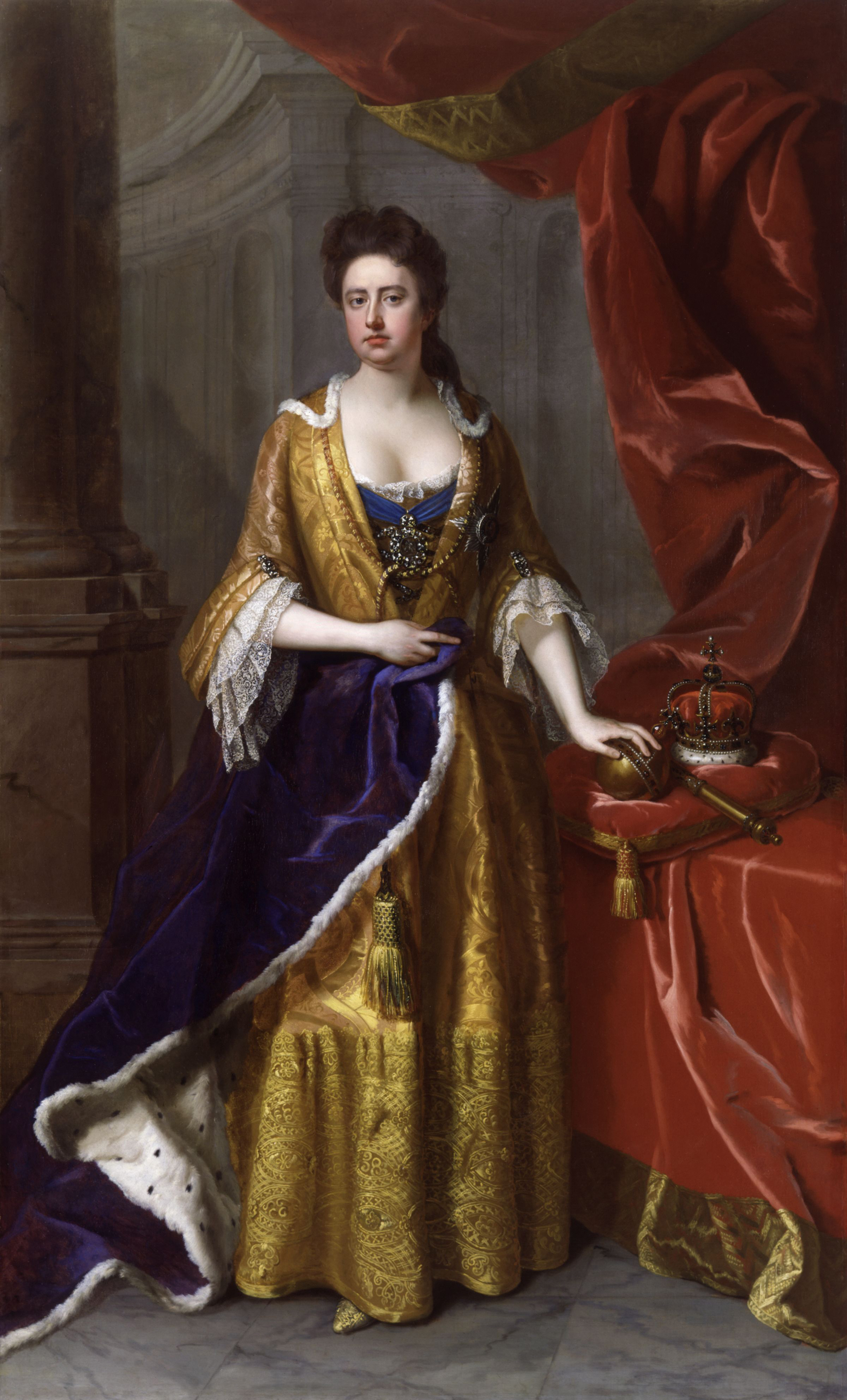
앤 여왕

영국은 스페인, 이탈리아, 독일, 네덜란드, 그리고 해상에서 전투가 벌어진 현대 최초의 세계 대전에 참여했다. 쟁점은 프랑스의 지원을 받는 부르봉 왕위 계승자가 스페인 국왕이 되어 프랑스 부르봉 국왕들이 스페인과 그 아메리카 제국을 장악할 수 있도록 하는 위협이었다.

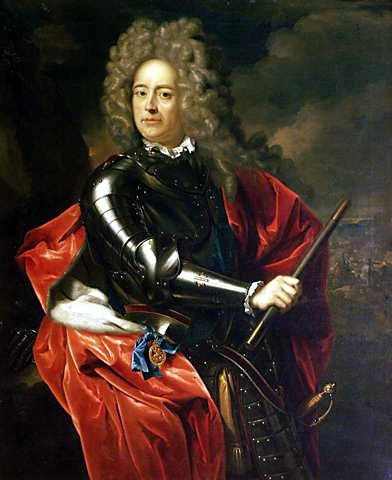
존 처칠, 말버러 공작

앤 여왕은 경험 많은 전문가 팀, 장군들, 외교관들, 내각 각료들, 전쟁부 관리들에게 의존했다. 가장 유명한 인물은 그녀의 가장 성공적인 장군인 제1대 말버러 공작 존 처칠이었다. 그는 1704년 블레넘 전투에서의 위대한 승리로 가장 잘 알려져 있다. 1706년 그는 라미예 전투에서 프랑스군을 격파하고 그들의 주둔지를 점령하며 프랑스군을 스페인령 네덜란드의 대부분에서 몰아냈다. 영국 해군은 1704-5년에 네덜란드의 도움을 받아 지브롤터를 점령했는데, 이래로 지브롤터는 지중해에서 영국 세력의 핵심이었다. 전쟁은 계속되었고, 프랑스와 잉글랜드 모두 늘어나는 비용을 감당할 수 없었으므로, 결국 대부분의 잉글랜드 이익을 보호하는 위트레흐트 조약에서 타협안에 도달했다. 프랑스는 올드 프레텐더가 진정한 잉글랜드의 왕이라는 오랜 주장을 포기했다. 위트레흐트 조약은 루이 14세의 전쟁에서 드러난 유럽 헤게모니 야망의 종식을 알렸고, 세력 균형에 기반한 유럽 체제를 보존했다. 영국 역사가 G. M. 트레벨리언은 다음과 같이 주장한다.
이 조약은 18세기 문명의 안정적이고 특징적인 시대를 열었으며, 프랑스 구왕조로부터 유럽에 대한 위협의 종식을 알렸고, 전 세계에 덜 중요하지 않은 변화, 즉 영국의 해상, 상업 및 금융 패권의 변화를 알렸다.

잉글랜드는 1707년 연합법을 통해 스코틀랜드와의 오랜 문제를 해결했으며, 이는 스코틀랜드를 영국 정치 및 경제 시스템에 통합했다. 훨씬 작은 스코틀랜드는 전통적인 정치 엘리트, 확립된 장로교회, 우수한 대학, 그리고 독특한 법률 시스템을 유지했다. 스페인 왕위 계승 전쟁은 다시 한번 프랑스와 동맹을 맺은 독립적인 스코틀랜드가 잉글랜드를 겨냥한 단검이 될 수 있다는 위험을 강조했다. 이러한 위험에 대한 인식은 연합의 시기, 방식 및 결과를 결정하는 데 도움이 되었으며, 스코틀랜드인들은 영국 지성사에 주요 역할을 하기 시작했으며, 새롭게 부상하는 대영 제국에 외교관, 상인, 군인을 제공하기 시작했다.

### 1742–48, – 오스트리아 왕위 계승 전쟁

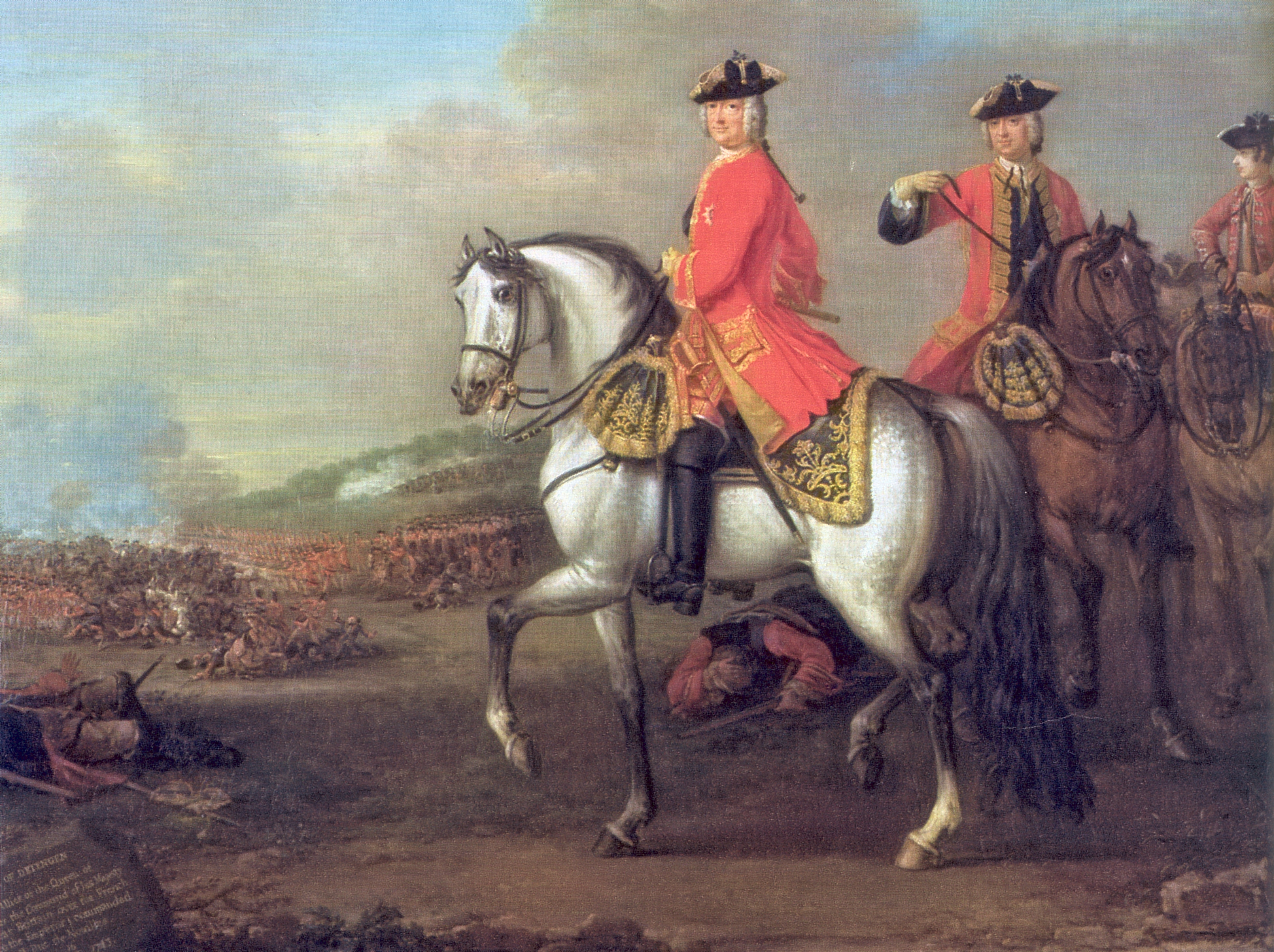
조지 2세가 데팅겐 전투에서 군대를 이끄는 모습. 이는 영국 국왕이 직접 전투에 참전한 마지막 사례이다.

영국은 결론은 없었지만 치열했던 중앙유럽을 뒤흔든 전쟁에서 미미한 역할을 했으며, 동맹국인 오스트리아에 자금을 지원했다. 외무장관 제2대 그랜빌 백작 존 카터렛이 정의한 목표는 프랑스의 세력 확장을 제한하고, 조지 2세 국왕이 또한 통치하던 하노버 선제후국을 보호하는 것이었다. 1743년 조지 2세 국왕은 4만 명의 영국-네덜란드-독일 연합군을 라인강 계곡으로 이끌었다. 그는 프랑스 왕실군에 의해 전략적으로 불리한 위치에 놓였지만, 데팅겐 전투에서 근소한 승리를 거두었다. 1743–44년 겨울 프랑스는 조지의 왕위 계승권자인 스튜어트와 동맹을 맺고 영국을 침공할 계획을 세웠지만, 영국 해군에 의해 좌절되었다. 조지 국왕은 그의 아들 컴벌랜드 공작에게 지휘권을 맡겼다. 그는 좋지 않은 성적을 거두었고, 영국은 국내 반란에 대처하기 위해 전쟁에서 철수했으며, 컴벌랜드는 1746년 재커바이트 반란을 컬로든 전투에서 결정적으로 진압하여 명성을 얻었다. 한편, 영국은 북미에서 훨씬 더 좋은 성적을 거두어 노바스코샤의 강력한 루이스버그 요새를 점령했다. 엑스라샤펠 조약은 프랑스에 유리했는데, 프랑스가 가장 많은 승리를 거두었기 때문이다. 영국은 루이스버그 요새를 프랑스에 반환했고 프랑스는 오스트리아령 네덜란드(현 벨기에)를 떠났다. 프로이센과 사부아가 주요 승자였고, 영국의 동맹국인 오스트리아는 패자였다. 이 조약은 아메리카와 인도 영토에 대한 주요 통제 문제를 해결하지 못했으며, 무장 정전 상태에 불과했고, 더 중요한 7년 전쟁의 전주곡이 되었다.

### 1754–1763 – 7년 전쟁

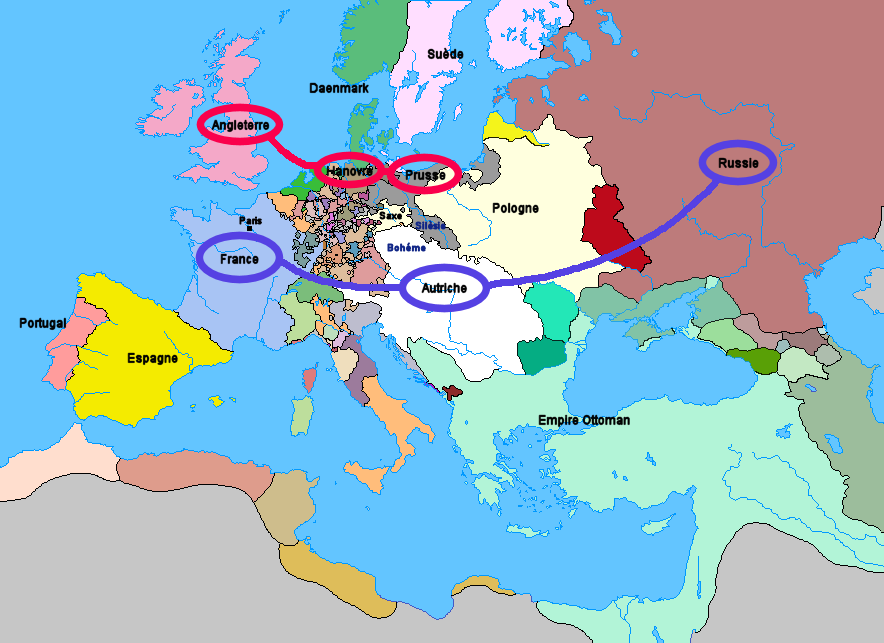
1756년 외교 혁명의 결과로 형성된 새로운 동맹; 오스트리아는 영국 동맹국에서 프랑스 동맹국으로 전환; 프로이센은 영국 동맹국이 됨.

7년 전쟁(유럽에서는 1756~1763년, 북미에서는 1754~1763년)은 유럽을 중심으로 전 세계에 걸쳐 확산된 주요 국제 분쟁이었다. 영국과 프로이센이 프랑스, 오스트리아, 스페인, 러시아에 승리했다. 영국은 북미와 인도에서 프랑스 제국의 많은 부분을 차지했다. 전쟁 자금 조달은 중요한 문제였으며, 영국은 이를 잘 처리했고, 프랑스는 이를 제대로 처리하지 못해 회복 불가능한 깊은 부채에 빠졌다. 윌리엄 피트는 영국 지도부를 활성화시키고, 효과적인 외교와 군사 전략을 사용하여 승리를 거두었다. 영국은 자국 정규군 및 해군과 협력하여 아메리카 식민지의 인력을 효과적으로 사용하여 현재 캐나다인 프랑스 식민 제국을 압도했다. 1754년의 작은 불꽃에서 시작된 전투는 유럽으로 확산되었다. 1759년은 "안누스 미라빌리스"("기적의 해")였으며, 연이은 승리가 이어졌다. 영국과 프로이센 군대는 민덴 전투에서 프랑스군을 격파하고, 영국은 과들루프섬과 퀘벡을 점령했으며, 키브롱만 해전에서 프랑스 함대를 격파하고, (1760년 1월) 인도 남부에서 프랑스군을 격파했다. 평화 조건은 합의하기 어려웠고, 전쟁은 모두가 지칠 때까지 계속되었다. 영국의 국가 부채는 7천2백만 파운드에서 1억 3천4백만 파운드로 급증했지만, 런던은 이 부담을 감당할 수 있는 금융 시스템을 가지고 있었다. 영국은 이제 캐나다와 미국이 된 식민지를 완전히 통제하게 되었다.

### 1775–1783 – 미국 독립 전쟁

#### 중립국
이 전 세계적인 전쟁에서 영국의 외교는 실패했다. 영국은 용병을 고용한 몇몇 작은 독일 국가들의 지원만 받았다. 거의 모든 유럽 국가들은 공식적으로 중립이었지만, 엘리트들과 여론은 일반적으로 약자인 미국 애국자들을 지지했다. 그리고 덴마크.
제1차 무장 중립 동맹은 1780년부터 1783년까지 소규모 유럽 해군 강국들의 동맹으로, 영국 해군의 전시 중립 선박에 대한 무제한적인 프랑스 밀수품 수색 정책으로부터 중립 선박을 보호하려는 의도였다. 1783년 전쟁이 끝날 무렵 프로이센, 신성 로마 제국, 네덜란드, 포르투갈, 양시칠리아 왕국, 오스만 제국 모두가 회원국이 되었다. 이 동맹은 단 한 번도 전투를 벌이지 않았다. 외교적으로는 더 큰 비중을 가졌다. 프랑스와 미국은 새로운 중립 무역의 원칙에 대한 지지를 재빨리 선언했다. 영국은 그렇게 하지 않았지만, 러시아를 자극하고 싶지 않았으며 동맹국들의 선박을 방해하는 것을 피했다. 제4차 영국-네덜란드 전쟁의 양측이 tacitly 그 전쟁을 네덜란드를 동맹에 참여시키지 않으려는 시도로 이해했음에도 불구하고, 영국은 공식적으로 동맹을 적대적으로 간주하지 않았다.

### 윌리엄 피트 (1759년)
총리로서 (1783–1801, 1804–1806) 윌리엄 피트는 영국의 행정 시스템을 활성화하고 재정을 현대화했으며, 미국 전쟁 중에 처했던 외교적 고립에서 벗어나는 길을 이끌었다.
1700년부터 1850년까지 영국은 137건의 전쟁이나 반란에 연루되었다. 영국은 소규모 상비군과 함께 크고 비싼 영국 왕립 해군을 유지했다. 병력이 필요할 때 영국은 용병을 고용하거나 군대를 파견한 동맹국에 자금을 지원했다. 전쟁 비용의 증가로 인해 정부 재정은 왕실 농장 수입과 특별 부과금 및 세금에서 관세와 물품세, 그리고 1790년 이후에는 소득세에 의존하는 방식으로 바뀌었다. 런던 금융가의 은행가들과 협력하여 정부는 전시 중에 대규모 대출을 받고 평시에는 이를 상환했다. 세금 인상은 국민 소득의 20%에 달했지만, 민간 부문은 경제 성장의 증가로 이득을 보았다. 전쟁 물자에 대한 수요는 특히 해군 물품, 군수품 및 직물 분야의 산업 부문을 활성화시켰으며, 이는 전후 영국에 국제 무역에서 이점을 제공했다. 피트는 1780년대에 세금을 인상하고 지출을 면밀히 감독하며, 예산의 대부분을 차지하는 연간 이자를 포함하여 2억 4천 3백만 파운드에 달하는 장기 부채를 갚기 위한 상환 기금을 설립하여 재정 시스템을 개혁했다. 한편, 은행 시스템은 부채 소유권을 활용하여 경제 성장을 위한 자본 자산을 제공했다. 프랑스와의 전쟁이 시작되자 1797년에 부채는 3억 5천 9백만 파운드에 달했고, 피트는 상환 기금을 계속 운영하며 특히 사치품에 대한 세금을 인상했다. 영국은 경제, 군사 및 외교 정책을 강화하기 위한 재정 활용에서 프랑스와 다른 모든 강대국보다 훨씬 앞서 있었다.

### 스페인과의 누트카 위기, 1789–1795
누트카 위기는 1789년 당시 미개척지였던 현재 브리티시컬럼비아주의 일부인 누트카 만에서 스페인과 시작된 위기였다. 스페인은 자국 영유권을 주장하는 태평양 지역에서 모피 무역에 종사하던 영국 선박들을 나포했다. 영국은 스페인의 주장을 거부하고 훨씬 우월한 해군력을 사용하여 전쟁을 위협하고 분쟁에서 승리했다. 이 분쟁은 1792–94년 협상으로 해결되었으며, 스페인이 1792년에 입장을 바꿔 프랑스에 대항하는 영국의 동맹국이 되면서 우호적인 관계가 형성되었다. 스페인은 태평양에서의 많은 무역 및 영토 주장을 영국에 양보하여 아시아-태평양 무역에 대한 200년 독점을 종식시켰다. 이 결과는 영국의 상업적 이익의 승리였고 태평양에서 영국 확장의 길을 열었다.

### 1791년 러시아와의 위기
피트는 1780년대 러시아가 크림 반도를 장악하여 오스만 동맹국에 손실을 입히는 것을 우려했고, 이를 뒤집기 위해 의회 지지를 얻으려 노력했다. 오스만과의 평화 협상에서 러시아는 핵심 요새인 오차코프를 돌려주는 것을 거부했다. 피트는 군사적 보복을 위협하려 했다. 그러나 러시아 대사 세묜 보론초프는 피트의 적들을 설득하고 성공적인 여론 캠페인을 벌였다. 피트는 간신히 표결에서 승리했지만 포기했고, 보론초프는 영국과 러시아 간의 상업 조약을 갱신하는 데 성공했다.

### 프랑스 혁명 전쟁 1792–1803
1789년 프랑스 혁명이 발발하면서 영국 정치 여론은 양극화되었는데, 지배적인 보수주의자들은 국왕 살해, 귀족 추방, 공포 정치에 격분했다. 영국은 1793년부터 1815년 나폴레옹의 최종 패배까지 거의 지속적으로 프랑스와 전쟁을 벌였다. 목표는 혁명적이고 민주적인 사상의 확산을 막고 프랑스가 서유럽을 지배하는 것을 막는 것이었다. 윌리엄 피트는 1806년 사망할 때까지 지배적인 지도자였다. 피트의 전략은 프랑스에 대항하는 연합을 동원하고 자금을 지원하는 것이었다. 대륙에서 프랑스를 공격하기는 너무 어려워 보였으므로 피트는 서인도 제도와 인도에 있는 프랑스의 귀중한 식민지를 점령하기로 결정했다. 국내에서는 친프랑스 소수 세력이 영국 정부에 거의 영향을 미치지 못했다. 보수주의자들은 모든 급진적 의견을 "자코뱅"(자코뱅파 지도자들을 지칭)이라고 비난하며, 급진주의가 영국 사회의 대격변을 위협한다고 경고했다.
- 1791–92: 런던은 프랑스 혁명 개입을 거부한다. 정책은 이데올로기가 아닌 현실주의에 기반하며, 오스트리아령 네덜란드에 대한 프랑스의 공격을 피하고, 루이 16세 국왕의 불안정한 지위를 악화시키지 않으며, 강력한 대륙 동맹의 형성을 막으려 한다.[96]
- 1792–1797: 제1차 대프랑스 동맹: 프로이센과 오스트리아는 1793년 이후 영국, 스페인, 네덜란드, 사르데냐, 나폴리, 토스카나와 함께 프랑스 공화국에 대항하여 참여했다.
- 1792: 오스트리아와 프로이센이 프랑스를 침공한다. 프랑스는 침략자들을 격파하고 1792년 말 오스트리아령 네덜란드(현 벨기에)를 침공하여 공세에 나선다. 이는 프랑스가 저지대를 장악하는 것을 막아 "협해"를 통제하려는 영국의 정책이었으므로 영국과의 심각한 긴장을 야기한다.
- 1792: 인도에서 티푸 술탄과의 제3차 영국-마이소르 전쟁에서 승리; 마이소르의 절반이 영국과 그 동맹국에 양도된다.
- 1793: 프랑스가 영국에 선전포고.
- 1794: 미국과의 제이 조약이 무역을 정상화하고 10년간의 평화를 확보한다. 영국은 북서부 영토의 요새에서 철수하지만, 미국에 적대적인 부족들을 계속 지원한다. 프랑스는 밀접한 관계에 분노하고, 제이 조약을 1777년 미국과의 조약 위반으로 비난한다.[97]
- 1802–03: 아미앵 조약으로 프랑스와 13개월간의 평화가 허용된다.

## 나폴레옹 전쟁, 1803–1815
영국은 1803년 5월 프랑스 제1제국에 선전포고하며 아미앵 조약으로 조성된 불안한 휴전을 끝냈다. 영국은 나폴레옹이 서유럽, 특히 스위스, 독일, 이탈리아, 네덜란드에서 국제 체제를 재편하는 것에 점점 더 분노했다.
영국은 통제력 상실과 시장 상실감을 느꼈으며, 나폴레옹이 해외 식민지에 가할 수 있는 위협에 대해 우려했다. 프랭크 매클린은 영국이 1803년 "경제적 동기와 국가적 신경증의 혼합 – 나폴레옹의 동기와 의도에 대한 비합리적인 불안감" 때문에 전쟁에 돌입했다고 주장한다. 매클린은 장기적으로 볼 때 나폴레옹의 의도가 영국의 국익에 적대적이었으므로 이것이 영국에게 올바른 선택이었음을 결론 내린다. 나폴레옹은 전쟁 준비가 되어 있지 않았으므로 이때가 영국이 그들을 막기에 가장 좋은 시기였다. 영국은 몰타 문제를 붙잡고, 아미앵 조약의 조건을 따르지 않고 섬에서 철수하기를 거부했다.
영국이 더욱 깊이 불만을 가졌던 것은 나폴레옹이 유럽을 개인적으로 통제하여 국제 시스템을 불안정하게 만들고 영국을 주변부로 밀어낸다고 인식했기 때문이었다.

### 결정적인 역할
역사가 G. M. 트레벨리언은 캐슬레이 경 치하의 영국 외교가 결정적인 역할을 했다고 주장한다.
1813년과 1814년에 캐슬레이는 100여 년 전 윌리엄 3세와 말버러가 했던 역할을 수행하여, 질투심 많고 이기적이며 나약한 국가들과 군주들의 동맹을 단결시켰는데, 이는 메테르니히, 차르, 프로이센 국왕을 목표 달성까지 공통된 길을 가도록 이끈 그의 성격의 활력과 목적의 단일성 덕분이었다. 캐슬레이가 연합군 협의에서 주도적인 역할을 하지 않았다면 프랑스는 결코 옛 영토로 축소되지 않았을 것이고, 나폴레옹도 퇴위하지 않았을 것이다.
- 1803–1815: 프랑스에 대항한 나폴레옹 전쟁[105]
- 1803–1806: 제3차 대프랑스 동맹: 나폴레옹이 신성 로마 제국을 종식시킨다.
- 1803: 영-러 협정에 따라 영국은 러시아 병사 10만 명당 150만 파운드를 보조금으로 지급한다. 보조금은 오스트리아와 다른 동맹국들에게도 지급되었다.[106][107]
- 1804: 피트가 나폴레옹에 대항하는 제3차 대프랑스 동맹을 조직한다. 이는 1806년까지 지속되었고 주로 프랑스의 승리로 특징지어졌다.
- 1805: 넬슨의 트라팔가르 해전에서 프랑스 해군이 결정적으로 패배; 침공 위협 종식.
- 1806–07: 영국이 프로이센, 러시아, 작센, 스웨덴과의 동맹에서 제4차 대프랑스 동맹을 이끈다. 나폴레옹은 프랑스를 이끌고 수많은 주요 전투에서 승리한다 (특히 예나-아우어슈테트 전투).
- 1807: 영국이 국제 노예 무역을 불법화한다; 1807년 노예 무역법; 미국은 새로운 노예 수입을 금지한다 (1807년 노예 수입 금지법).
- 1808–1814: 스페인에서 나폴레옹군에 대항하는 반도 전쟁; 웰링턴 공작의 지휘 아래 승리한다.[108]
- 1812–1815: 미국이 국익, 해상 중립권, 서부 인디언에 대한 영국의 지원을 두고 미영 전쟁을 선포한다.[109]
- 1813: 나폴레옹이 라이프치히 전투에서 패배; 퇴각한다.[110]
- 1814: 프랑스 침공; 파리 함락; 나폴레옹 퇴위; 빈 회의 개최.
- 1814: 영국-네팔 전쟁(1814–1816)
- 1815: 미국과의 미영 전쟁이 군사적 교착 상태에 이르자, 영국은 퍼스트 네이션 동맹국을 포기하고 헨트 조약에서 전쟁 이전의 현상 유지를 복원하기로 합의한다. 이로써 미국-캐나다 국경을 따라 영구적인 평화가 시작되었고, 이는 가끔 발생하는 소규모의 무단 침입만으로 얼룩진다.[111]
- 1815: 나폴레옹이 돌아와 100일 동안 다시 위협이 된다. 그는 워털루 전투에서 패배하고 세인트헬레나의 외딴 영국 요새로 영구히 유배된다.
- 1815: 나폴레옹에 대한 승리는 영국의 제국주의 세기 (1815년~1914년)의 시작을 알린다.
- 1815: 제2차 칸디아 전쟁(1815) – 실론(현재 스리랑카)에서

## 1814–1914: 팍스 브리타니카
1815년부터 1900년까지 영국의 외교 정책의 주요 쟁점은 다음과 같았다.
1. 영국의 세계 무역 및 해군 우위 유지. 영국은 광범위한 무역 네트워크와 전 세계 상업적 이익을 보호하려고 노력했으며, 이를 위해서는 해상 교통로를 확보하고 전 세계에 힘을 투사할 수 있는 강력한 해군이 필요했다. 대규모 육군은 필요 없었다.
2. 필요에 따라 유럽의 평화와 세력 균형, 즉 "팍스 브리타니카"를 유지하기 위한 개입. 이는 1900년 이전의 프랑스와 러시아의 확장주의를 억제하는 것을 의미했다. 영국은 그들의 영향력과 야망에 맞서기 위해 수많은 국제 연합을 형성했으며, 러시아에 대항하는 크림 전쟁도 벌였다. 1900년 이후에는 동맹국이 되었다.
3. 특히 인도에서 영국의 식민지 및 제국주의적 이익 관리. 인도는 영국에게 중요한 전략적 자산으로, 자원, 무역 기회, 그리고 영국 세계 제국을 지원하기 위한 지리적 위치를 제공했다. 캐나다의 보호는 미국과의 좋은 관계를 필요로 했다.
4. 중국, 중동, 라틴 아메리카를 포함하여 유럽 외 지역에서 영국의 이익과 무역 보호. 이는 군사 개입, 외교적 압력, 그리고 개방 시장 유지를 위한 노력을 포함했다.
5. 1900년 이전에는 영구적인 동맹이 없는 "화려한 고립" 정책. 1900년 이후에는 독일의 위협으로부터 프랑스를 방어하기 위한 비공식적인 프랑스와의 동맹.

### 국방 정책
영국 국방 시스템, 특히 영국 왕립 해군의 주요 기능은 본토 방어 외에도 해외 제국 방어였다. 육군은 일반적으로 현지 군대와 협력하여 내부 반란을 진압했으며, 미국 독립 전쟁(1775–83)에서만 패배했다. 데이비드 아미티지 (역사가)는 다음과 같은 것이 영국의 신조의 한 요소가 되었다고 말한다.
개신교, 해양 상업, 그리고 바다 지배는 대영 제국 주민의 자유를 보호하는 보루를 제공했다. 그 자유는 의회, 법률, 재산, 그리고 권리에서 제도적 표현을 찾았으며, 이 모든 것은 영국 대서양 세계 전역으로 수출되었다. 이러한 자유는 또한 영국이 고전적으로 양립 불가능한 자유와 제국이라는 이상을 독특하게 결합할 수 있도록 해주었다.

 대양을 벗어나면 인도에 대한 영국의 약속과 러시아의 의도에 대한 과장된 두려움은 그레이트 게임에서 러시아 제국과의 경쟁으로 이어졌다.
영국은 광대한 제국, 강력한 해군, 선도적인 산업 기반, 그리고 비할 데 없는 금융 및 무역 네트워크를 바탕으로 1814년부터 1914년까지 대체로 평화로웠던 한 세기 동안 유럽과 세계의 외교를 지배했다.

### 영국 지도부
1815년부터 1850년까지 영국의 군사 개입은 라틴 아메리카(예: 아르헨티나) 시장 개방, 중국 시장 개방, 인도주의자들의 요청에 따라 대서양 노예 무역을 중단시키기 위해 영국 해군 파견, 그리고 스페인과 벨기에처럼 유럽에서 세력 균형 구축 등을 포함했다.
제2대 리버풀 백작 로버트 젠킨슨은 1812년부터 1827년까지 총리였다. 그는 다른 승리한 국가들과 협력하여 프랑스가 보수적인 통제 하에 있도록 했다. 외교 정책 고문으로는 캐슬레이 자작, 조지 캐닝, 웰링턴 공작 등이 있었다. 주요 쟁점으로는 유럽의 세력 균형과 스페인의 불안이 포함되었다. 내각은 1819년 러시-배것 조약으로 미국과의 관계를 회복하고, 먼로주의를 통해 라틴 아메리카를 보호하는 데 워싱턴과 협력했다. 오스만 제국과 그리스 및 발칸 반도 독립을 둘러싼 동방문제는 다음 세기 동안 끊이지 않는 문제로 대두되었다.

#### 파머스턴
파머스턴 경은 휘그당에 이어 자유당 소속으로 1830년부터 1865년 사망할 때까지 대부분의 기간 동안 영국 외교 정책의 지배적인 지도자가 되었다. 외무장관(1830-1834, 1835–1841, 1846–1851)과 이후 총리로서 파머스턴은 유럽의 세력 균형을 유지하려고 노력했으며, 때로는 프랑스에 반대하고 때로는 프랑스와 동맹을 맺기도 했다. 그리하여 그는 크림 전쟁에서 영국을 프랑스와 동맹시켜 러시아에 대항하게 했으며, 연합국은 오스만 제국 보호라는 제한적인 목표를 가지고 싸워 승리했다. 그의 일부 공격적인 행동은 당시에도 큰 논란을 불러일으켰고, 오늘날에도 여전히 그러하다. 예를 들어, 그는 중국을 무역에 개방하려는 주요 목표를 달성하기 위해 군사력을 사용했지만, 그의 비판자들은 그가 아편 무역을 지지한 것에 초점을 맞췄다. 그는 자신의 부서 통제를 강화하고 명성을 쌓는 방법을 고안한 혁신적인 행정가였다. 그는 외무부 내의 모든 통신과 다른 관리들과의 통신을 통제했다. 그는 언론에 비밀을 유출하고, 선별된 문서를 출판하며, 자신에게 더 많은 통제권을 주기 위해 편지를 공개했다.
영국 외교 정책에 미친 그의 영향을 요약하자면 다음과 같다.
1. 그는 평화적인 세력 균형을 유지하기 위한 영국의 대항 세력으로서의 역할을 증진했다.
2. 그는 강력한 보수주의적 경향에 맞서 유럽에서 자유주의를 증진했다.
3. 그는 러시아를 아시아의 주요 적대자로 식별하고 크림 전쟁과 인도에 대한 러시아의 위협을 막기 위한 노력을 지원했다.
4. 그는 프랑스와 나폴레옹 3세와의 좋은 관계를 유지하려고 노력하면서도, 권력의 확장에 저항했다.
5. 그는 오스만 제국의 통제로부터 그리스의 독립을 강력히 지지했다.
6. 1848년 격변기 동안 그의 주요 목표는 프랑스와 러시아 간의 대규모 전쟁을 막는 것이었다. 그는 개인적으로 자유주의 혁명을 지지했지만, 그 어떤 혁명에도 개입하지 않았다.
7. 그는 이탈리아의 통일을 지지했다.
8. 그는 중국에서 영국의 역할을 유지하기 위해 무력을 사용했다.
9. 비록 귀족적인 남부연합에 더 동정적이었지만, 그는 미국 남북 전쟁에서 영국이 중립을 유지하는 데 도움을 주었다.

#### 필
로버트 필은 1841년부터 1846년까지 휘그당 총리였다. 그의 유럽 정책은 평화와 안정을 유지하려는 강력한 의지로 특징지어졌다. 필은 애버딘 경 외무장관과 함께 유럽 내 세력 균형을 유지하고 영국의 이익을 침해할 수 있는 갈등을 방지하는 데 목표를 둔 신중하고 실용적인 접근 방식을 추구했다.
필은 프랑스와 좋은 관계를 유지했다. 그는 애버딘과 함께 프랑스 외무장관 프랑수아 기조와 긴밀히 협력했다. 그들은 1844년 타히티 사건을 우호적으로 해결했는데, 타히티에 대한 프랑스의 통제는 영국과의 긴장을 초래했다.
러시아에 대한 필의 외교 정책은 특히 중앙아시아의 그레이트 게임 상황에서 신중한 관여와 전략적 경쟁의 혼합으로 특징지어졌다. 중앙아시아에 대한 영향력과 인도 국경 접근을 둘러싼 영국과 러시아 간의 경쟁은 필 정부의 주요 관심사였다. 직접적인 대결을 피하려고 노력하면서도 필은 외교적, 군사적 수단을 통해 러시아의 진출에 맞서려는 노력을 지원했다.
필은 미국과의 국경선 문제를 해결했다. 가장 주목할 만한 성과는 1842년 웹스터-애슈버턴 조약으로, 메인주와 뉴브런즈윅주 지역의 미국과 영국령 캐나다 간의 국경 분쟁을 성공적으로 해결했다. 필은 또한 오리건 경계 분쟁을 성공적으로 타협했다. 그 결과는 1861년부터 1865년까지의 미국 남북 전쟁까지 좋은 관계로 이어졌다.

#### 애버딘
애버딘 경은 1812년부터 1856년까지 여러 논란에서 매우 성공적인 외교관이었지만, 크림 전쟁을 처리하는 데 크게 실패하여 1856년에 은퇴했다. 1813-1814년 오스트리아 제국 주재 대사로서 그는 나폴레옹의 패배로 이어진 동맹과 자금 조달을 협상했다. 파리에서는 새로 복원된 부르봉 정부와의 관계를 정상화하고 런던에게 부르봉 정부를 신뢰할 수 있다고 설득했다. 그는 빈의 메테르니히와 파리의 기조와 같은 유럽 최고 외교관들과 잘 협력했다. 그는 그리스, 포르투갈, 벨기에의 지역 전쟁과 같은 중요한 문제에서 영국을 대륙 외교의 중심에 놓았다. 미국과의 오랜 문제는 메인주 국경 분쟁을 타협하여 대부분의 땅을 미국에 넘겨주었지만, 캐나다에 매우 중요한 온수 항구로의 연결을 제공함으로써 해결되었다. 그는 중국과의 제1차 아편 전쟁에서 승리하는 데 핵심적인 역할을 했으며, 그 과정에서 홍콩에 대한 통제권을 얻었다.

#### 디즈레일리
벤저민 디즈레일리는 19세기 중반 대부분 동안 보수당의 지도자로서 대영 제국을 건설하고 유럽 외교에서 중요한 역할을 했다. 디즈레일리의 두 번째 총리 임기(1874–1880)는 동방문제 — 오스만 제국의 점진적인 쇠퇴와 러시아와 같은 다른 유럽 강대국들이 오스만의 희생을 통해 이득을 얻으려는 욕망으로 지배되었다. 디즈레일리는 영국이 수에즈 운하 회사(오스만 지배하의 이집트에 위치)의 주요 지분을 1875년에 구매하도록 주선했다. 1878년, 오스만 제국에 대한 러시아의 승리에 직면하여 그는 베를린 회의에서 영국에 유리하고 오랜 숙적인 러시아에 불리한 조건으로 발칸 반도의 평화를 얻기 위해 노력했다. 러시아에 대한 이 외교적 승리는 디즈레일리를 유럽의 선도적인 정치가 중 한 명으로 확립시켰다. 이후 세계 사건은 보수당에 불리하게 전개되었다. 아프가니스탄 (1878-1880)과 남아프리카 (1879)에서의 논란 많은 전쟁들은 디즈레일리의 대중적 지지를 약화시켰다.

#### 글래드스턴
윌리엄 유어트 글래드스턴(총리 1868–1874, 1880–1885, 1886, 1892–1894)은 자유당 지도자로서 디즈레일리보다 제국주의에 덜 기울었으며, 평화를 최고의 외교 정책 목표로 삼았다. 그러나 역사가들은 글래드스턴의 두 번째 내각 기간 동안의 외교 정책에 대해 날카롭게 비판했다. 폴 헤이스는 그것이 "현대 정치사에서 그레이와 나중에 네빌 체임벌린 시대까지는 유례없는 외교 문제의 혼란과 무능력의 가장 흥미롭고 당혹스러운 이야기 중 하나를 제공한다"고 말한다. 글래드스턴은 아프리카 분할을 추진한 "식민지 로비"에 반대했다. 그의 임기 동안 1880년 제2차 영국-아프가니스탄 전쟁의 종결, 1880-1881년 제1차 보어 전쟁, 그리고 수단의 마흐디에 대항하는 전쟁(1881-1899)의 발발이 있었다.

#### 솔즈베리
역사가들은 솔즈베리 경(외무장관 1878–1880, 1885–86, 1887–1892, 1895–1900, 총리 1885-86, 1886–1892, 1895–1902)을 외교 문제에서 강력하고 효과적인 지도자로 평가한다. 20세기 후반의 역사가들은 솔즈베리가 "화려한 고립" 정책을 추구했다는 이전의 견해를 거부했다. 그는 문제에 대한 뛰어난 이해를 가지고 있었고 다음과 같이 입증했다.
영국의 역사적 이익에 대한 깊은 이해를 가진 인내심 있고 실용적인 실천가....그는 아프리카 분할, 독일 제국과 미국의 제국주의 강대국으로의 부상, 그리고 다르다넬스 해협에서 수에즈로 영국의 관심사가 전환되는 것을 주요 강대국 간의 심각한 대결 없이 감독했다.

### 자유 무역 제국주의
1851년 만국 박람회는 영국의 공학 및 산업 지배력을 명확히 보여주었으며, 이는 1890년대 독일과 미국의 부상까지 지속되었다. 자유 무역과 금융 투자를 제국주의 도구로 사용하여, 영국은 특히 라틴 아메리카와 아시아의 많은 경제에 큰 영향을 미쳤다. 그리하여 영국은 공식적인 대영 제국과 함께, 전 세계 대부분의 주요 항구에 기반을 둔 영국 수입업자 및 수출업자, 해운업자, 투자자 및 금융가들로 구성된 비공식적인 제국을 가졌다.

### 유럽 관계

#### 프랑스와의 관계
1875–1898년 시대는 평화의 시기였지만, "경보, 불신, 원한, 짜증으로 특징지어지는 무장 평화"였다. 1880년대 아프리카 분할 동안 영국과 프랑스는 일반적으로 서로의 영향권을 인정했다. 1890년 협정에 따라 영국은 바르 엘 가잘(Bahr-el-Ghazal)과 다르푸르(Darfur)에서 인정받았고, 와다이(Wadai), 바기르미(Bagirmi), 카넴(Kanem), 그리고 차드 호수의 북쪽 및 동쪽 지역은 프랑스에 할당되었다.
처음에는 프랑스인이 건설한 수에즈 운하는 1875년에 영국-프랑스 공동 프로젝트가 되었는데, 양측 모두 아시아에서 영향력과 제국을 유지하는 데 중요하다고 보았기 때문이다. 1882년, 이집트에서 계속되는 내란은 영국으로 하여금 개입을 촉발시켰고, 프랑스에게 동참할 것을 요청했다. 프랑스의 팽창주의자 총리 쥘 페리는 퇴임했고, 정부는 위협적인 함대 이상을 지역으로 보내는 것을 꺼려했다. 영국은 보호령을 수립했고, 프랑스의 대중 여론은 나중에 이 행동을 이중성 때문이라고 비난했다. 이때쯤 두 나라는 태평양의 작은 섬인 바누아투를 공동 소유하게 되었다. 1882년의 영불 협약은 또한 서아프리카의 국경 불일치를 해결하기 위해 체결되었다.
짧지만 위험한 분쟁은 1898년 파쇼다 사건 때 발생했는데, 프랑스군이 남수단의 한 지역을 점령하려 했고, 더 강력한 영국군이 이집트에서 도착하여 프랑스군을 강제로 철수시켰다. 큰 압력 아래 프랑스는 철수했고 영국은 그 지역을 통제하게 되었으며, 프랑스는 영국의 수단 통제를 인정했다. 프랑스는 작은 왕국인 와다이를 통제하게 되었는데, 이는 서북 아프리카에 대한 프랑스의 영토를 통합했다. 프랑스는 주요 목표 달성에 실패했다. P.M.H. 벨은 다음과 같이 말한다.
두 정부 사이에 잠시 동안의 의지 싸움이 있었는데, 영국은 파쇼다에서 프랑스가 즉각적이고 무조건적으로 철수할 것을 주장했다. 프랑스는 이러한 조건을 받아들여야 했는데, 이는 공개적인 굴욕에 해당했다....파쇼다는 프랑스에서 영국의 잔인함과 불의의 예로 오랫동안 기억되었다.
파쇼다는 영국에게 외교적 승리였는데, 프랑스가 장기적으로 프랑스와 독일 간의 전쟁이 발생할 경우 영국과의 우정이 필요하다는 것을 깨달았기 때문이다.

#### 독일 국가들과의 관계
1871년 독일의 통일 이전까지 영국은 전쟁 시 프로이센을 포함한 독일 국가들과 종종 동맹을 맺었다. 왕실 가족들은 자주 통혼했다. 하노버가(1714–1837)는 작은 하노버 선제후국과 나중에는 하노버 왕국을 통치했으며, 영국도 통치했다. "유럽의 할머니"로 알려진 빅토리아 여왕은 작센코부르크고타 공작 앨버트와 결혼했으며, 더 많은 외교적 결혼으로 인해 그들의 손주들이 영국과 독일 왕위를 모두 차지하게 되었다.
오토 폰 비스마르크는 1860년대부터 1890년까지 프로이센과 독일의 외교 정책을 지배했다. 1871년 프랑스를 패배시킨 후 그는 프랑스를 외교적으로 고립시키는 동시에 영국과 다른 유럽 국가들과의 우호적인 관계를 유지하는 정책을 펼쳤다. 그는 해군이나 식민지 문제에 거의 관심이 없었으므로 영국과의 불화를 피했다. 역사가들은 그가 1871년 이후 더 이상의 영토 확장을 원하지 않았으며, 유럽에서 전쟁이 시작되는 것을 막기 위해 상호 연결된 동맹을 형성하는 데 적극적으로 노력했다고 강조한다. 1878년까지 영국의 자유당과 보수당 대변인들은 그를 유럽 평화의 옹호자로 칭송했다. A. J. P. 테일러는 "비스마르크는 정직한 평화 중재자였으며, 그의 동맹 체제는 모든 강대국이 의지에 상관없이 평화적인 노선을 따르도록 강요했다"고 결론짓는다.
두 강대국 간의 유일한 전쟁은 제1차 세계 대전과 제2차 세계 대전이었다. 각각은 주요 세계 사건이었고, 각각은 독일에 대한 결정적인 패배였다. 역사가들은 제1차 세계 대전으로 이어진 적대감 증강의 근본 원인을 찾기 위해 1871년 이후 독일과 영국의 외교 및 해군 경쟁에 오랫동안 초점을 맞춰왔다. 최근 몇 년 동안 역사가들은 상호 문화적, 이데올로기적, 기술적 영향에 더 큰 관심을 기울이고 있다.

### 서유럽 밖과의 관계

#### 노예 무역
대서양 노예 무역은 영국의 개혁가들의 표적이었다. 영국은 1807년 국제 무역을 불법화했다. 1830년대에는 식민지에 있는 노예들의 자유를 주인들로부터 구매했다. 영국은 영국 해군을 사용하여 노예 수송을 적극적으로 차단하고, 해방된 포로들을 시에라리온 식민지로 보내주었다.

#### 미국
영국과 미국의 관계는 종종 긴장 상태에 있었고, 1861-1865년 미국 남북 전쟁 초기에 영국이 남부 연합을 거의 지지할 뻔했을 때에는 무력 충돌 직전까지 가기도 했다. 1840년대부터 1860년대까지 영국 지도자들은 워싱턴이 1844-46년의 오리건 경계 분쟁에서처럼 민주주의 폭도에게 아부하는 것으로 보이는 행동에 끊임없이 불쾌해했다. 그러나 영국 중산층 여론은 언어, 이주, 복음주의 개신교, 자유주의 전통, 광범위한 무역에 기반을 둔 양국 간의 공통적인 "특별한 관계"를 감지했다. 이러한 여론이 우세하여 런던은 북부 연합을 달래야 했다. 1861년 후반의 트렌트 사건 동안 런던은 단호한 입장을 취했고 워싱턴은 후퇴했다.
영국 여론은 양분되었다. 남부 연합은 귀족과 젠트리, 즉 대농장주와 동일시하는 엘리트 계층과, 전통, 계급 제도, 가부장주의를 존경하는 성공회 성직자들의 지지를 받는 경향이 있었다. 북부 연합은 중산층, 종교적으로 비국교회, 지식인, 개혁가, 그리고 대부분의 공장 노동자들에게 지지를 받았는데, 이들은 노예 제도와 강제 노동을 노동자의 지위에 대한 위협으로 보았다. 내각이 결정을 내렸다. 가족의 재산이 서인도 제도의 노예 농장에 기반을 둔 재무장관 윌리엄 유어트 글래드스턴은 남부 연합을 지지했다. 러셀 경 외무장관은 중립을 원했다. 파머스턴 경 총리는 남부 연합 독립에 대한 지지, 노예 제도 반대, 그리고 중립 유지가 주는 경제적 이점 사이에서 갈등했다.
영국은 양측을 도우면서 중립을 유지했다. 영국은 남부 연합 전함을 건조하고 자체적인 봉쇄선 돌파선을 운영했다. 더 수익성이 높은 것은 미국과의 대규모 무역이었다. 더욱이 많은 영국인들이 북부 연방군을 위해 싸우기 위해 자원했다. 북부의 식량은 남부의 면화보다 영국에 훨씬 더 필수적이었다. 전쟁 후 미국은 전함으로 인한 피해에 대한 배상금(앨라배마 클레임)을 요구했다. 중재 후 영국 정부는 1872년 미국 재무부에 1,550만 달러를 지불했고 평화로운 관계가 재개되었다.

#### 라틴 아메리카
라틴 아메리카 국가들의 독립은 특히 1826년 이후 런던 금융업자들에게 수익성 있는 전망을 열어주었다. 이 지역은 독립 전쟁으로 심하게 황폐해졌고, 취약한 금융 시스템, 약한 정부, 그리고 반복되는 쿠데타와 내부 반란을 겪었다. 그러나 이 지역은 유럽에서 수요가 많았던 식품, 특히 설탕, 커피, 밀, 그리고 (1860년대부터 냉장 기술이 도입된 이후에는) 소고기에 초점을 맞춘 잘 발달된 수출 부문을 가지고 있었다. 또한 잘 발달된 광업 부문도 있었다. 스페인이 사라지자 1820년대 초 이스파노아메리카는 심각한 불황을 겪는 황폐한 지역이었다. 영국 기업가들은 1820년대 중반까지 공백을 메우기 위해 달려들었고, 런던 정부는 대규모 투자를 장려하기 위해 외교적 힘을 사용했다. 영국 해군은 해적 행위로부터 보호를 제공했다. 영국은 주요 도시에 상인 공동체를 설립했는데, 부에노스아이레스에만 3천 명의 영국인이 있었다. 런던 금융업자들은 아르헨티나, 칠레, 페루, 멕시코 정부 채권을 포함하여 1,700만 파운드를 매입했다. 그들은 라틴 아메리카에서 주로 운영하기 위해 설립된 46개 주식 회사에 3,500만 파운드를 더 투자했다. 거품은 곧 터졌지만, 살아남은 회사들은 수십 년 동안 조용하고 수익성 있게 운영되었다. 1820년대부터 1850년대까지 리버 플레이트(River Plate) 또는 칠레에서 260개 이상의 영국 상사들이 운영되었고, 라틴 아메리카의 나머지 지역에는 수백 개가 더 있었다. 라틴 아메리카 시장은 랭커셔의 면직물 제조업자들에게 중요했다. 그들은 독립 운동을 지지했고, 영국 정부가 라틴 아메리카의 모든 주요 무역 중심지에 상업 영사를 주둔시키도록 설득했다. 영국은 영구적으로 헌신했으며, 상업적 개입이 심각한 이익을 내기까지는 수십 년, 즉 1860년대까지 걸렸다. 1875년까지 라틴 아메리카는 영국의 주도 하에 대서양 경제에 확고히 통합되었다. 1898년 이후 영국은 미국과 상업적으로 경쟁해야 했다.
장기적인 관점에서 볼 때, 1820년대 독립이 확립된 후 라틴 아메리카에 대한 영국의 영향력은 엄청났다. 영국은 의도적으로 경제 및 문화적 문제에서 스페인을 대체하려 했다. 군사 문제와 식민지화는 사소한 요인이었다. 영국의 영향력은 외교, 무역, 은행업, 그리고 철도 및 광산 투자 등을 통해 행사되었다. 영어와 영국 문화 규범은 주요 상업 중심지에서 임시로 배치된 활기찬 젊은 영국 사업가들에 의해 전파되었는데, 그곳에서 그들은 지역 주민들을 조직적인 스포츠와 같은 영국식 여가 활동과 클럽 및 학교와 같은 그들의 이식된 문화 기관으로 초대했다. 스포츠에 미친 영향은 라틴 아메리카가 열정적으로 축구를 받아들이면서 압도적인 것으로 판명되었다. 아르헨티나에서는 럭비, 폴로, 테니스, 골프가 중산층 여가에서 중요해졌다. 크리켓은 무시되었다. 영국의 역할은 결코 사라지지 않았지만, 영국이 1914-1918년 제1차 세계 대전 비용을 지불하기 위해 투자를 현금화하고, 미국이 압도적인 힘과 유사한 문화적 규범을 가지고 이 지역으로 진출하면서 1914년 이후 급격히 약해졌다.
19세기 라틴 아메리카에서 영국이 직접적으로 개입한 실제 전쟁은 없었지만, 몇 차례의 대치 상황이 발생했다. 가장 심각한 것은 1845–1850년에 영국과 프랑스 해군이 아르헨티나의 독재자 후안 마누엘 데 로사스로부터 우루과이의 독립을 보호하기 위해 부에노스아이레스를 봉쇄했을 때였다. 아르헨티나와의 다른 사소한 논란은 1833년, 과테말라와 1859년, 멕시코와 1861년, 니카라과와 1894년, 베네수엘라와 1895년 및 1902년에 발생했다. 또한 1830년대와 1840년대 중앙 아메리카의 모스키토 해안을 따라 긴장이 있었다.

#### 오스만 제국
19세기가 진행되면서 오스만 제국은 약해졌고 영국은 점차 그 보호국이 되었으며, 1850년대에는 러시아에 대항하여 오스만 제국을 돕기 위해 크림 전쟁까지 치렀다. 세 명의 영국 지도자들이 주요 역할을 했다. 1830-65년 파머스턴 경은 오스만 제국을 세력 균형의 필수적인 구성 요소로 여겼고, 콘스탄티노플에 가장 우호적이었다. 1870년대 윌리엄 유어트 글래드스턴은 제국의 생존을 지원할 유럽 협조 체제를 구축하려고 노력했다. 1880년대와 1890년대 솔즈베리 경은 강대국 간의 경쟁을 줄이는 방식으로 제국의 질서 있는 해체를 고려했다.

#### 러시아에 대항하는 크림 전쟁 1854–1856
크림 전쟁(1854–56)은 한편으로는 러시아와 다른 한편으로는 영국, 프랑스, 사르데냐, 오스만 제국의 동맹국 사이에 벌어졌다. 러시아는 패배했지만 양측 모두에서 사상자가 매우 많았고, 역사가들은 전체 사건을 일련의 실수로 보고 있다.
전쟁은 러시아가 성지의 기독교 성지 보호를 요구하면서 시작되었다. 교회들은 이 문제를 신속하게 해결했지만, 러시아가 오스만에 계속 압력을 가하면서 사태는 걷잡을 수 없이 커졌다. 외교적 노력은 실패했다. 술탄은 1851년 10월 러시아에 선전포고했다. 11월에 오스만 해군의 재앙적인 패배가 있은 후, 영국과 프랑스는 러시아에 선전포고했다. 러시아 영토에 도달하기가 상당히 어려웠고, 영국 해군은 발트해에서 러시아의 방어를 뚫을 수 없었다. 대부분의 전투는 동맹군이 마침내 점령한 크림반도에서 벌어졌다. 런던은 프랑스가 유럽을 지배하기 위한 전후 동맹을 비밀리에 러시아와 협상하고 있다는 사실을 알고 충격을 받아 상트페테르부르크 공격 계획을 취소하고 대신 전쟁 목표를 거의 달성하지 못한 채 러시아와 일방적인 휴전 협정을 체결했다.

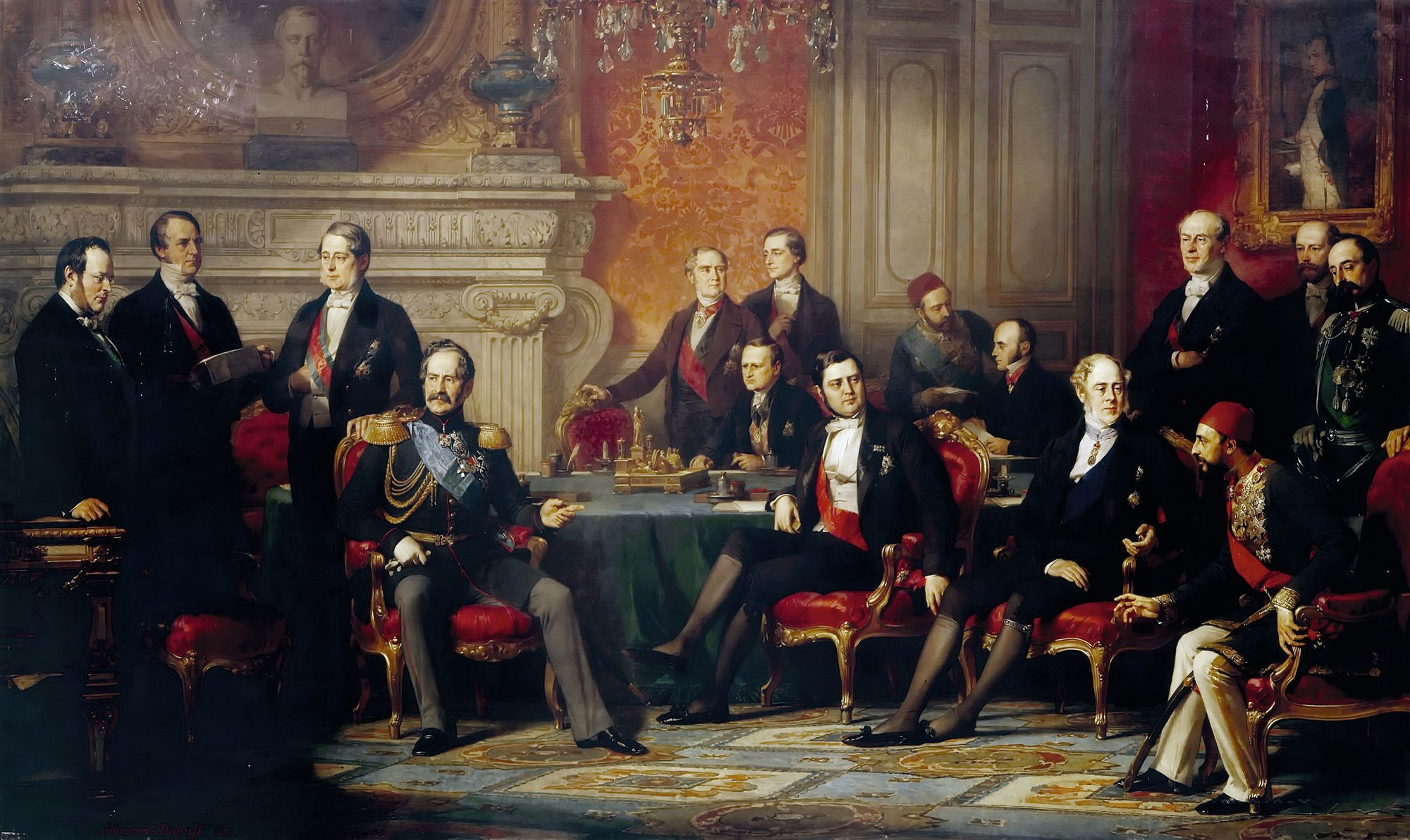
1856년 파리 회의의 외교관들, 크림 전쟁을 해결했다; 에두아르 루이 뒤부페의 《파리 회의》.

1856년 3월 30일 체결된 파리 조약은 전쟁을 종식시켰다. 러시아는 약간의 영토를 포기하고 오스만 영토 내 기독교도 보호국 주장을 포기했다. 그러나 1870년까지 러시아는 대부분의 양보를 되찾았다.
이 전쟁은 철도, 전보, 현대 간호 방식과 같은 주요 신기술을 도입하여 전쟁을 현대화하는 데 기여했다. 이 전쟁은 영국군과 의료 서비스의 심각한 약점을 드러냈고, 이는 대규모 개혁으로 이어졌다. 애버딘 경의 잘못된 결정은 그의 명성을 손상시켰고, 그는 사임할 수밖에 없었다. 크림으로 파견된 영국 군인과 선원 91,000명 중 21,000명이 사망했는데, 이 중 80%가 질병으로 사망했다. 사상자는 언론에 상세하게 보도되었고, 영국에서 전쟁에 대한 혐오감을 불러일으켰으며, 기독교적 미덕을 보여준 영웅적인 일반 병사에 대한 찬사와 결합되었다. 위대한 영웅은 플로렌스 나이팅게일이었는데, 그녀는 부상자를 돌보는 헌신과 중산층 효율성을 강조한 것으로 찬사를 받았다. 그녀는 도덕성과 효율성 면에서 귀족주의적 군국주의보다 우월한 간호사로서의 도덕적 지위를 대표했다.
역사가 R. B. 매컬럼은 전쟁이 벌어지는 동안 영국 국민의 열렬한 지지를 받았지만, 그 후 분위기가 극적으로 바뀌었다고 지적한다. 평화주의자와 비판자들은 인기가 없었지만,
결국 그들이 승리했다. 코브든과 브라이트는 유럽 문제에 대한 개입을 절대적으로 최소화하고 전쟁에 대한 깊은 도덕적 비난을 내세운 외교 정책 원칙에 충실했다....첫 열정이 지나고, 죽은 이들을 애도하고, 고통이 드러나고, 비용이 계산되고, 1870년 러시아가 흑해에서 무장을 해제시킨 조약의 취소를 차분히 확보할 수 있게 되었을 때, 전쟁이 어리석고 불필요하며 아무것도 이루지 못했다는 견해가 일반화되었다....크림 전쟁은 정부가 어떻게 전쟁에 뛰어들 수 있는지, 강력한 대사들이 어떻게 나약한 총리들을 오도할 수 있는지, 대중이 어떻게 쉽게 분노에 휩싸일 수 있는지, 그리고 전쟁의 성과가 어떻게 아무것도 아닌 것으로 무너질 수 있는지의 고전적인 예로 남았다. 전쟁에 대한 브라이트-코브든의 비판은 기억되었고 상당 부분 받아들여졌다 [특히 자유당에 의해]. 유럽 문제로부터의 고립은 그 어느 때보다 바람직해 보였다.

#### 이집트 점령, 1882–1914
가장 결정적인 사건은 영국-이집트 전쟁에서 비롯되었는데, 이는 이집트 케디브국 점령으로 이어졌다. 명목상으로는 오스만 제국이 소유자였지만, 실제로는 영국이 모든 결정을 내렸다. 1914년, 영국은 오스만과 전쟁을 벌여 그들의 명목상 역할을 종식시켰다. 역사가 A. J. P. 테일러는 70년 동안 지속된 이 점령이 "중대한 사건이었다; 사실, 세단 전투와 러시아-일본 전쟁에서 러시아의 패배 사이에 국제 관계에서 유일한 실제 사건이었다"고 말한다.
테일러는 장기적인 영향을 강조한다.
영국의 이집트 점령은 세력 균형을 변화시켰다. 그것은 영국에게 인도 항로의 안보를 제공했을 뿐만 아니라, 동부 지중해와 중동의 지배자가 되게 했다. 그것은 영국이 해협에서 러시아에 대항하여 최전선에 설 필요가 없게 만들었다....그리하여 10년 후의 프랑스-러시아 동맹을 위한 길을 마련했다.

#### 중국과의 관계
영국은 중국을 방대한 잠재 시장으로 보았고, 19세기에는 광범위한 무역을 했다. 영국은 아편을 팔고 차와 비단을 샀다. 러시아, 일본, 프랑스가 중국 영토를 장악하고 있던 시기에 영국은 홍콩을 점령한 경우를 제외하고는 그러한 움직임을 피했다. 미국과 함께 영국은 모든 국가가 중국과 동등한 조건으로 무역하고 투자할 수 있도록 "문호개방정책"을 원했다.
영국과 다른 나라들은 광둥 (도시) 항구를 통해 중국과 무역했다. 나머지 중국은 폐쇄되어 있었다. 1900년까지 영국은 중국의 차와 비단 수출 때문에 막대한 무역 적자를 기록했지만, 기계류나 모직물 같은 영국 상품에 대한 중국의 수요는 미미했다. 1900년 이후 영국령 인도에서 생산된 아편에 대한 중국의 수요가 폭발적으로 증가했다. 1839년 중국 정부는 대량의 아편을 압수하고 파괴했고, 이는 영국이 제1차 아편 전쟁(1839-1842)을 선포하는 계기가 되었다. 영국의 승리로 1842년 난징 조약이 체결되었다. 이 조약으로 인구 밀도가 낮은 홍콩 섬이 영국에 할양되었고, 상하이와 몇몇 다른 조약항이 외국 무역을 위해 개방되었다. 긴장은 곧 제2차 아편 전쟁(1856-1860)으로 다시 불붙었다. 영국의 승리로 1860년 베이징 조약이 체결되었고, 이는 외국인 특권과 양허를 더욱 확대시켰다. 1860년 이후 영국, 프랑스, 러시아, 일본은 일련의 불평등 조약을 통해 중국에서 상업적, 법적, 영토적 권리를 체계적으로 더 많이 확보했다. 조약항 체제는 영국과 다른 외국 세력들이 중국에서 상당한 상업적 및 외교적 입지를 구축할 수 있도록 허용했다. 그들은 주로 상하이, 광둥, 홍콩에 기반을 두었다. 이 기간 동안 영국의 중국 무역과 투자는 크게 증가하여, 1914년에는 일본을 약간 앞서 중국의 주요 무역 파트너가 되었다.
중국에서의 선교 활동은 개신교 교회에 의해 이루어졌다. 존 K. 페어뱅크에 따르면,
1860년대에 국가가 개방되면서 중국을 기독교화하려는 큰 노력이 촉진되었다. 옛 [프랑스] 기반을 바탕으로, 1894년까지 로마 가톨릭 교단은 유럽 선교사 약 750명, 토착 사제 400명, 그리고 50만 명 이상의 신도를 합쳤다. 1894년까지 더 새로운 개신교 선교 노력은 주로 영국과 미국 선교사 1300명 이상을 지원했고, 약 350개의 다른 도시와 마을에서 교회, 주택, 거리 예배당, 그리고 보통 작은 학교와 병원 또는 진료소가 있는 약 500개의 선교소를 유지했다. 그러나 그들은 6만 명 미만의 중국인 기독교 개종자를 만들었다.

개종자 확보와 학교 설립 면에서는 제한적인 성공을 거두었지만, 문화 제국주의의 위협에 대한 분노는 커졌다. 그 결과 중 하나는 의화단 운동(1899-1901)으로, 서구의 영향을 파괴하기 위해 선교 시설이 공격당하고 수천 명의 중국인 기독교인들이 학살당했다. 일부 유럽인들이 살해당하고 다른 많은 이들이 위협받았으며, 영국은 다른 강대국들과 함께 군사 침공을 통해 의화단을 진압했다. 영국에서 나타난 한 가지 결과는 서구 세계 질서에 대한 "황화론"에 대한 두려움이 고조된 것이었다.

## 1900–1914
1900년 이후 영국은 제2차 보어 전쟁(1899–1903) 동안 친구 없이 지내다가 화려한 고립 정책을 포기하고 미국 및 유럽 강대국들과 우호 관계를 발전시켰다. 가장 주목할 만한 것은 제1차 세계 대전에서 싸운 프랑스와 러시아와의 동맹이었다. 1898년경부터 시작된 미국과의 "특별한 관계"는 영국이 서반구에서 해군력을 대부분 재배치할 수 있도록 해주었다.
G. W. 몽거의 1900년부터 1902년까지의 내각 토론 분석에 따르면, 식민지 장관 조지프 체임벌린은 다음과 같이 말했다.
영국의 고립을 끝내기 위해 독일과의 동맹을 주장했고, 솔즈베리는 변화에 저항했다. 의화단 운동으로 인한 새로운 중국 위기와 1900년 랜즈다운의 외무부 임명으로 변화를 주장하는 이들이 우위를 점했다. 랜즈다운은 차례로 독일과 합의하고 러시아와 해결책을 찾으려 했으나 실패했다. 결국 영국은 일본과 동맹을 맺었다. 1901년의 결정은 중요했다. 영국 정책은 사건에 의해 좌우되었지만, 랜즈다운은 이러한 사건들을 제대로 이해하지 못했다. 정책의 변화는 그에게 강요된 것이었으며, 영국의 약점을 고백하는 것이었다.

### 독일과 프랑스
독일의 재상 오토 폰 비스마르크는 1872년부터 1890년까지 유럽 외교를 지배하며 세력 균형을 이용하여 평화를 유지하려 했다. 전쟁은 없었다. 그러나 그는 1890년 공격적인 젊은 빌헬름 2세 황제에 의해 해임되었고, 이는 프랑스가 독일을 고립시키려는 노력이 성공하도록 만들었다. 솔즈베리 정부 하에서 1890년대 후반 외교 정책에서 중요한 역할을 했던 조지프 체임벌린은 독일과 어떤 종류의 동맹을 맺기 위해 repeatedly 협상을 시도했다. 독일은 관심이 없었다. 대신 베를린은 프랑스와 러시아에 의해 점점 더 포위되었다고 느꼈다. 한편 파리는 러시아와 영국을 유혹하기 위해 많은 노력을 기울였다. 주요 지표는 1894년의 러불동맹, 1904년 프랑스와 영국을 연결하는 영불 협상, 그리고 마침내 1907년 영러 협상으로, 이는 삼국협상이 되었다. 따라서 프랑스는 러시아와 공식적인 동맹을 맺었고, 독일을 상대로 영국과 비공식적인 연합을 형성했다. 1903년까지 영국은 미국과 일본과 좋은 관계를 확립했다.

### 화려한 고립의 종말
영국은 제2차 보어 전쟁(1899–1903) 동안 친구 없이 지낸 후 1900년대에 대륙 강대국들로부터 거리를 두는 정책(화려한 고립)을 포기했다. 영국은 두 주요 식민지 경쟁국인 프랑스와 1904년 영불 협상, 그리고 1907년 영러 협상과 식민지 문제에 국한된 협정을 체결했다. 영국의 연합은 1898년부터 시작된 독일의 강압적인 외교 정책과 해군력 증강에 대한 반응이었고, 이는 영국-독일 해군력 경쟁으로 이어졌다. 영국 외교관 아서 니컬슨은 "독일과의 좋지 않은 관계보다 프랑스와 러시아와의 좋지 않은 관계가 우리에게 훨씬 더 불리하다"고 주장했다. 삼국협상의 영향은 프랑스와 그 동맹국인 러시아와의 영국 관계를 개선하고, 영국에게 독일과의 좋은 관계의 중요성을 낮추는 것이었다. 1905년 이후 외교 정책은 내각과 거의 상의하지 않았던 자유당 외무장관 에드워드 그레이(1862–1933)에 의해 엄격하게 통제되었다. 그레이는 모든 전쟁과 영국을 전쟁에 휘말리게 할 군사 동맹에 반대하는 강력한 자유당 정책을 공유했다. 그러나 보어 전쟁의 경우 그레이는 보어인들이 격퇴해야 할 침략을 저질렀다고 주장했다. 자유당은 이 문제로 분열되었고, 대규모 파벌은 아프리카 전쟁에 강력히 반대했다.

### 프랑스, 러시아와의 삼국협상
영국, 프랑스, 러시아 간의 삼국협상은 삼국 동맹이나 러불동맹과는 달리 상호 방위 조약이 아니었으므로 영국은 1914년에 자체적인 외교 정책 결정을 자유롭게 내릴 수 있었다. 자유당 의원들은 극도로 평화주의적이고 도덕적이었으며, 1914년까지 독일의 침략이 국제 규범을 위반했으며, 특히 중립 벨기에에 대한 독일의 침공은 완전히 부도덕하다는 확신을 점점 더 가지게 되었다. 그러나 순수 자유당 내각은 1914년 7월 29일, 1839년 벨기에 조약의 서명국이라는 사실이 벨기에에 대한 독일의 침공에 군사력으로 반대할 의무를 지우지 않는다고 결정했다. 이사벨 V. 헐에 따르면,
애니카 몸바우어는 현재의 역사학을 정확히 요약한다. "이제 '벨기에 강간'이 영국의 독일에 대한 선전포고의 진정한 동기였다고 주장하는 역사가들은 거의 없을 것이다." 대신 벨기에 중립의 역할은 대중을 동원하기 위한 구실, 내각의 당황한 급진주의자들이 평화주의 원칙을 버리고 계속 직위에 머물 수 있도록 정당성을 제공하는 것, 또는 더 음모론적인 버전에서는 노골적인 제국주의적 이익을 은폐하기 위한 것으로 다양하게 해석된다.
전쟁이 임박하자 내각은 독일이 프랑스를 격파하고 유럽 대륙을 지배하는 것은 용납할 수 없으며 전쟁의 원인이 될 것이라는 데 동의했다.

### 독일과의 해군력 경쟁

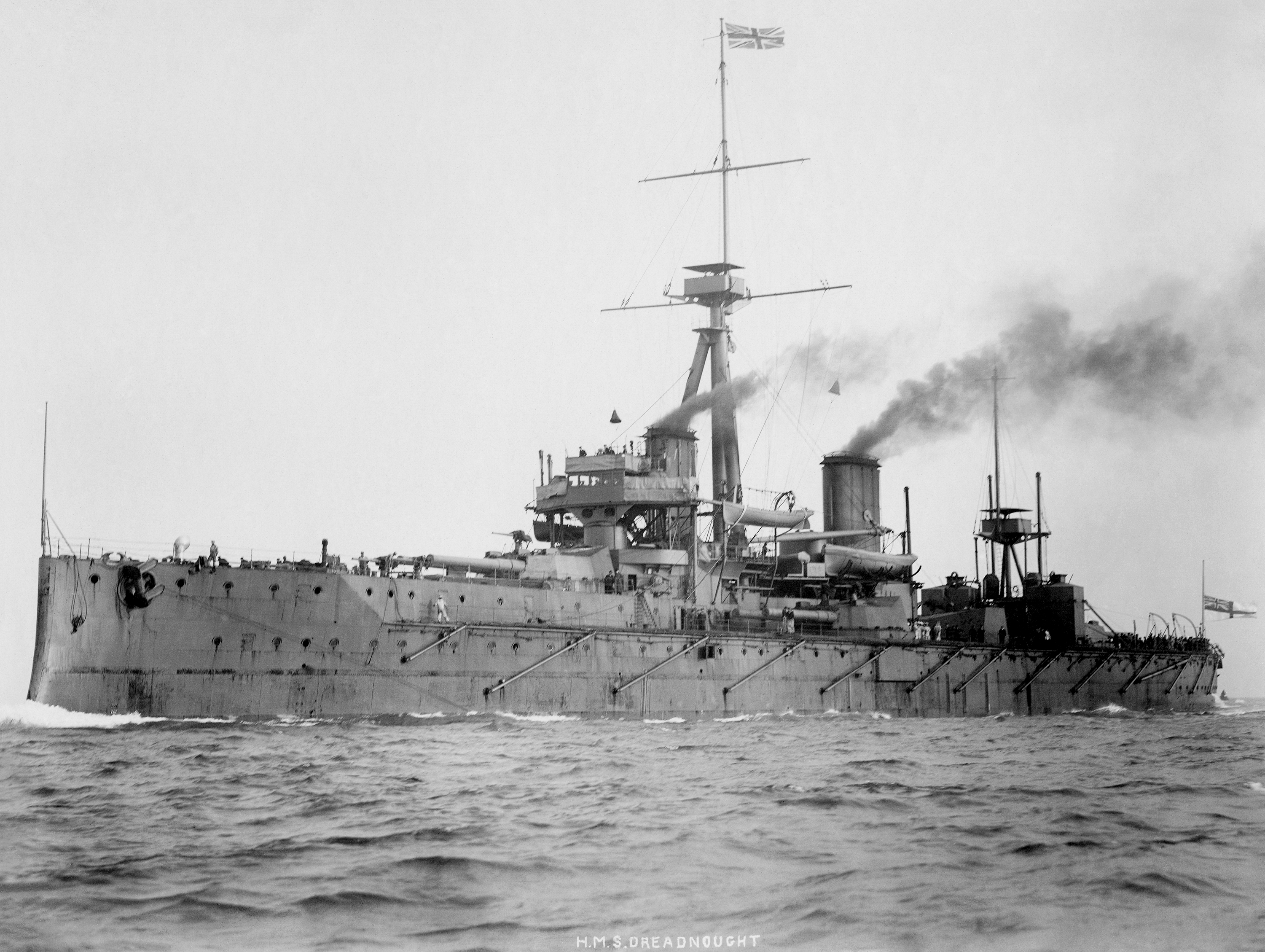
영국의 드레드노트함(1906)은 10문의 장거리 12인치 대구경포, 기계식 컴퓨터와 같은 거리 측정기, 21노트의 속도를 낼 수 있는 고속 터빈 엔진, 11인치 두께의 장갑판을 갖추고 있어 모든 전함을 구식으로 만들었다.

1805년 이후 영국 영국 해군의 지배력은 누구도 도전할 수 없었다. 1890년대 독일은 이에 맞서기로 결정했다. 알프레트 폰 티르피츠 제독(1849–1930)은 1897년부터 1916년까지 독일 해군 정책을 지배했다. 티르피츠는 작은 해군을 영국 영국 해군을 위협할 수 있는 세계적인 전력으로 변화시켰다. 영국은 드레드노트 혁명으로 대표되는 신기술로 대응했다. 이는 모든 전함을 구식으로 만들었고, 전 세계적인 석탄 공급 기지와 전신 케이블망으로 보완되어 영국이 해군에서 선두를 유지할 수 있도록 했다.
거의 동시에 영국은 석탄 대신 연료유를 전함에 사용하는 기술을 개발했다. 유류의 해군적 이점은 상당했으며, 선박 건조 및 운영 비용을 절감하고, 사정거리를 늘리고, 석탄 보급을 위한 잦은 정박의 필요성으로 인한 전략적 제약을 제거했다. 영국은 석탄은 풍부했지만 유류는 없었고, 미국과 네덜란드 유류 공급업체에 의존했기 때문에 외교 정책에서 이를 최우선 과제로 삼았다. 존 피셔 제독의 제안으로 윈스턴 처칠은 1912년 연료 및 엔진 왕립 위원회를 시작으로 이 문제를 해결했다. 독일이 중동에서 유류 공급을 조직하고 있다는 사실이 알려지자 긴급성이 부여되었다. 영국은 외교 정책과 1914년 영국-페르시아 석유회사 지분 51%를 인수하여 자체 공급을 확보했으며, BP가 그 후계 기업이다.

## 제1차 세계 대전

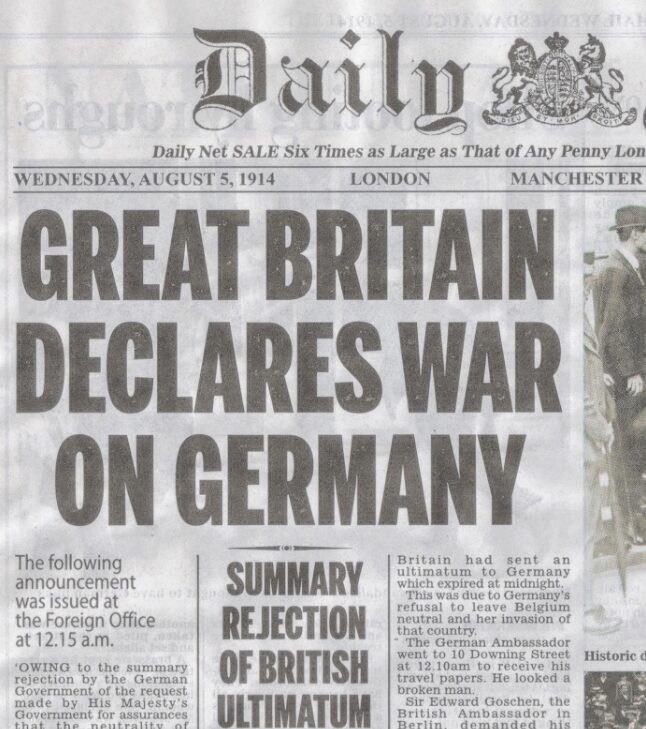
1914년 8월 5일자 데일리 메일

병력, 군수품, 함대를 제공하는 것 외에 영국의 가장 중요한 역할 중 하나는 프랑스, 러시아, 이탈리아 등에 대한 대규모 대출과 보조금을 통해 전쟁 자금을 조달하는 것이었다. 영국은 대량의 원자재와 식량을 판매하고 대규모 대출을 제공한 미국과의 우호 관계를 유지하려고 노력했다. 독일은 중립국인 미국이 결정적인 역할을 하고 있다고 확신했기 때문에, 1917년 4월 미국의 참전으로 이어질 것을 알면서도 미국에 대한 무제한 잠수함전을 시작했다. 미국은 이후 영국의 재정적 역할을 이어받아 영국, 프랑스, 러시아, 이탈리아 등에 대규모 자금을 대출했다. 미국은 전쟁 후 상환을 요구했지만, 영국에 더 유리한 조건으로 협상했다. 마침내 1931년, 모든 채무 상환이 중단되었다.

## 전간기 1919–1939
영국은 전쟁 중 피해가 거의 없었으며, 데이비드 로이드 조지 총리는 1919년 파리 평화 회의에서 프랑스보다 적은 정도의 배상금을 지지했다. 영국은 마지못해 강경한 베르사유 조약을 지지했지만, 미국은 이를 거부했다. 프랑스는 복수를 위한 탐구에서 주요 후원자였다.
세계 대전의 공포와 죽음에 대한 생생한 기억은 전간기 동안 영국과 그 지도자들을 평화주의에 강하게 기울게 했다.
영국은 이전보다 훨씬 적은 영향력을 행사하는 "고뇌하는 거인"이었다. 영국은 종종 재정적 우위를 자주 행사했던 미국에 양보해야 했다. 영국 외교 정책의 주요 주제는 1919년 파리 강화 회의에서의 화해적 역할인데, 여기서 로이드 조지는 프랑스의 복수 요구를 완화하기 위해 열심히 노력했다. 그는 부분적으로 성공했지만, 영국은 곧 로카르노 조약에서처럼 독일에 대한 프랑스 정책을 완화해야 했다. 영국은 새로운 국제연맹의 활발한 회원국이었지만, 국제연맹은 영국이나 그 제국에 크게 영향을 미치지 않는 몇 가지 주요 성과만을 거두었다.

### 오스만 제국의 해체
사이크스-피코 협정은 1916년 영국과 프랑스 간의 비밀 협정으로, 오스만 제국이 패배한 후 그 소유물들이 어떻게 분할될지를 결정했다. 이 협정은 중동에서 상호 합의된 영향권과 통제권을 정의했다. 이 협정은 영국에게 대략 지중해와 요르단강 사이의 해안 지대, 요르단, 남부 이라크, 그리고 하이파와 아크레 항구를 포함하여 지중해로 접근할 수 있는 추가적인 작은 지역에 대한 통제권을 할당했다.
1918년 오스만의 패배 이후 오스만 제국의 분할은 아라비아반도 밖의 아랍 지방을 영국의 통제 및 영향권과 프랑스의 통제 및 영향권으로 나누었다. 영국은 1920년부터 1932년까지 이라크 위임통치령을 통치했으며, 프랑스의 시리아-레바논 위임통치령은 1923년부터 1946년까지 지속되었다.
영국은 1920년 팔레스타인을 통제하고 1923년부터 1948년까지 팔레스타인 위임통치령으로 통치했다. 그러나 영국은 1917년 밸푸어 선언에서 애매모호한 지위의 유대인 지역을 약속했는데, 이는 아랍 지도부에게 받아들일 수 없는 것이었다.

### 로이드 조지의 몰락

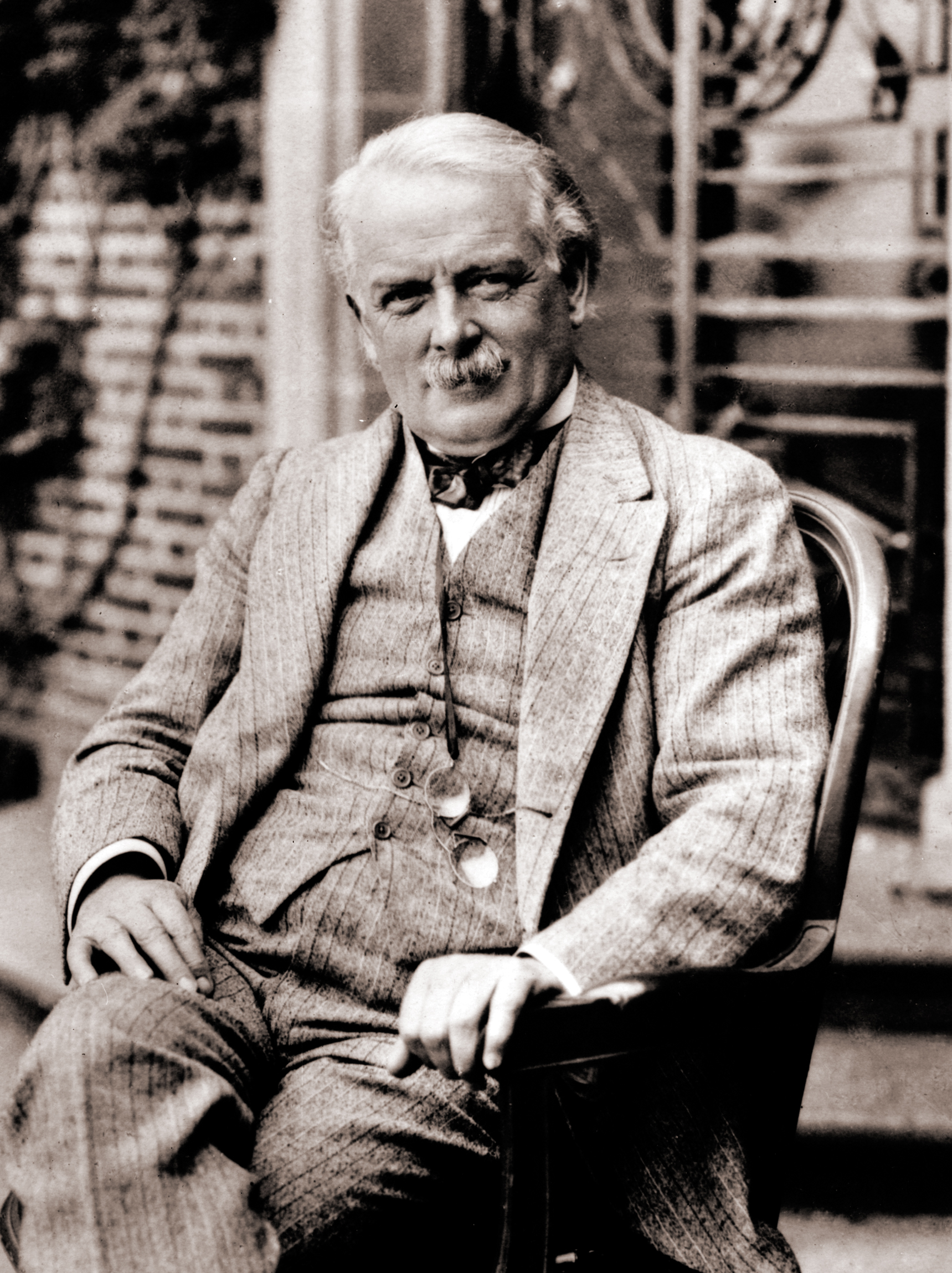
1922년 로이드 조지

베르사유 조약은 조약의 성공적인 적용을 보장하기 위해 주요 강대국 대표단으로 구성된 일련의 임시 조직을 설립했다. 이 시스템은 매우 제대로 작동하지 않았다. 대사 회의는 거듭 기각되었고 아무런 힘을 발휘하지 못했다. 대부분의 위원회는 심하게 분열되어 결정을 내리거나 이해 관계자들을 설득하여 실행하도록 할 수 없었다. 가장 중요한 위원회는 배상금 문제에 관한 것이었고, 프랑스가 이를 완전히 통제했다. 새로운 프랑스 총리 레몽 푸앵카레는 극심한 반독일주의자였으며, 엄청난 배상금 요구를 굽히지 않았고, 독일로부터 거듭 도전을 받았다. 프랑스는 마침내 독일의 일부 지역을 침공했고, 베를린은 독일 경제에 심각한 피해를 입히고 프랑스 경제에도 피해를 입힌 통제 불능 인플레이션으로 대응했다. 미국은 1920년 국제연맹 비준을 거부한 후 국제연맹으로부터 거의 완전히 단절되었다.
1921년 영소 무역 협정은 공산주의 러시아와의 무역 관계를 성공적으로 열었다. 로이드 조지는 러시아가 차르 시대의 모든 부채 상환을 거부하고, 영국의 보수주의자들이 유럽 안정에 대한 공산주의 위협을 극도로 경계하게 되면서 완전한 외교 관계를 협상할 수 없었다. 1922년 로이드 조지는 자신을 세계 평화의 대가로 만들고자 했으며, 특히 1919년 파리를 능가하고 자신의 명성을 회복할 것으로 기대했던 제노아 세계 회의를 통해 이를 실현하려 했다. 모든 것이 잘못되었다. 푸앵카레와 프랑스는 영국이 받아들일 수 있는 범위를 훨씬 넘어선 군사 동맹을 요구했다. 독일과 러시아는 라팔로에서 자체적인 포괄적인 협정을 체결하여 제노아 회의를 망쳤다. 마침내 로이드 조지는 차나크 위기에서 그리스를 터키와의 전쟁에서 지원하기로 결정했다. 이는 두 개의 자치령을 제외한 모든 자치령이 지원을 거부하고 영국군이 주저하면서 또 다른 실패로 판명되었다. 보수주의자들은 전쟁을 거부했고, 보나 로(Bonar Law)는 국민에게 "우리는 세계의 경찰관으로서 홀로 행동할 수 없다"고 말했다. 그리스는 전쟁에서 패배했고 로이드 조지는 연합 통제권을 잃었다. 그는 다시는 주요 직책을 맡지 못했다. 국제적으로, 그리고 특히 국내에서, 세계 대전의 영웅 로이드 조지는 갑자기 실패한 모델이 되었다.

### 해군 군축과 부채
군축은 대중의 의제에서 높은 우선순위를 차지했으며, 영국은 1921년 워싱턴 회담에서 주요 강대국들의 해군 군축을 위한 미국의 리더십을 지지했다. 영국은 1927년 제네바 해군 군축 회담과 1930년 런던 해군 군축 회담을 주도했다. 그러나 일본, 독일, 이탈리아, 러시아의 불참으로 1936년의 의미 없는 제2차 런던 해군 군축 협정으로 이어졌다. 군축은 실패했고, 문제는 독일에 대항하는 전쟁을 위한 재무장으로 바뀌었다.
영국은 대규모 전시 대출과 관련하여 미국과 협상하는 데 덜 성공적이었다. 미국은 총 9억 7천 8백만 파운드의 전액 상환을 주장했다. 이는 1923년에 3%에서 3.5%의 이자율로 62년에 걸쳐 상환하기로 합의되었다. 램지 맥도널드 노동당 총리 밑에서 영국은 도스 플랜과 영 플랜을 통해 프랑스가 배상금 문제 해결책을 수용하도록 이끄는 데 앞장섰다. 도스 플랜(1924–1929)은 독일 통화를 안정시키고 배상금 지불액을 낮추어 독일이 동맹국에 빚진 돈을 자본 시장(주로 미국)에서 조달할 수 있도록 했지만, 이 지불은 높은 해외 부채를 수반했다. 1929년에 시작된 대공황은 영국 경제에 엄청난 압력을 가했다. 영국은 제국 특혜 정책으로 전환했는데, 이는 영연방 국가들 간의 낮은 관세와 외부 국가들과의 무역에 대한 더 높은 장벽을 의미했다. 뉴욕으로부터의 자금 흐름은 말라버렸고, 배상금 및 채무 지불 시스템은 1931년에 붕괴되었다. 채무는 1950년대에 재협상되었다.

### 유럽에서 안정 추구
영국은 1925년 로카르노 조약을 통해 독일과의 평화를 추구했다. 주요 목표는 독일을 평화롭고 번영하는 국가로 회복시키는 것이었다.
독일 문제를 처리하는 데 로카르노의 성공은 오스틴 체임벌린 외무장관이 프랑스 및 이탈리아와 협력하여 동유럽 및 발칸 반도의 외교 문제에 대한 궁극적인 해결책을 찾도록 이끌었다. 그러나 체임벌린의 프로그램은 그의 오해와 잘못된 판단으로 인해 결함이 있었기 때문에 상호 적대감을 극복하는 것은 불가능했다.
영국은 군축이 평화의 열쇠라고 생각했다. 프랑스는 독일 군국주의에 대한 깊은 두려움 때문에 이 생각에 강력히 반대했다. 1930년대 초반, 대부분의 영국인들은 독일이 아니라 프랑스를 유럽 평화와 화합의 주요 위협으로 보았다. 프랑스는 그렇게 심한 경제 불황을 겪지 않았고 가장 강력한 군사력을 가지고 있었지만, 여전히 영국의 군축 제안을 거부했다.
자치령(캐나다, 호주, 남아프리카, 뉴질랜드)은 1931년에 외교 정책에서 사실상 독립을 획득했지만, 각국은 영국 해군 보호에 크게 의존했다. 1931년 이후 무역 정책은 미국 및 다른 국가에 대한 관세와 함께 영연방에 유리하게 작용했다.

### 국내 정치에서의 외교 정책
램지 맥도널드가 당 대표, 총리, 외무장관을 겸하면서 1924년 노동당이 집권했다. 노동당은 평화주의와 사회주의에 기반한 독특한 외교 정책을 가지고 있었다. 당은 자본주의, 비밀 외교, 군비 거래 때문에 평화가 불가능하다고 주장했다.
지노비예프 서한은 1924년 총선 기간 동안 나타났는데, 코민테른이 그레이트브리튼 공산당에 보낸 지시서로 위장한 것이었다. 이 서한은 (노동당 정부에 의한) 외교 관계 재개가 영국 노동 계급의 급진화를 촉진할 것이라고 주장했다. 이것은 위조였지만 보수당이 압승을 거두면서 노동당의 패배에 일조했다. A.J.P. 테일러는 가장 중요한 영향은 노동당원들의 심리에 미쳤다고 주장한다. 그들은 수년 동안 자신들의 패배를 부정 행위 탓으로 돌렸고, 이로 인해 정치 세력을 오해하고 노동당의 필요한 개혁을 미루게 되었다. 맥도널드는 1929년에 다시 집권했다. 남아있는 평화주의는 거의 없었다. 그는 국제연맹을 강력히 지지했지만, 영국 제국 내의 결속과 강력하고 독립적인 영국 방위 프로그램이 최선의 정책이 될 것이라고 생각했다.

### 1930년대
영국과 프랑스는 스페인 내전(1936–39)에서 불간섭 정책을 주도했다. 국제연맹은 지지자들에게 실망을 안겨주었는데, 1923년 이후 파시스트 이탈리아의 베니토 무솔리니와 1933년 이후 나치 독일의 아돌프 히틀러가 제기한 어떠한 위협도 해결할 수 없었다. 영국 정책은 그들을 "유화"시켜 그들이 만족하기를 바라는 것이었다. 이탈리아가 에티오피아를 침공한 것에 대한 국제연맹의 제재는 영국 내에서 지지를 받았지만 실패로 끝나 1936년에 철회되었다.
1930년경 영국 지도자와 지식인들은 베르사유 조약이 명시했듯이 1914년 전쟁의 비난이 독일에만 있는 것이 아니라 모든 주요 강대국에 공통적으로 있다고 대체로 동의했다. 따라서 그들은 베르사유 조약의 징벌적 가혹함이 부당하다고 믿었고, 이러한 견해는 정치인들과 대중에 의해 받아들여져 1938년까지 유화 정책을 지지하는 데 크게 기여했다. 즉, 독일의 조약 조항 거부는 정당화되는 것처럼 보였다.

### 제2차 세계 대전 발발
1938년 말에는 전쟁이 임박했으며 독일이 세계에서 가장 강력한 군대를 보유하고 있다는 것이 분명해졌다. 영국 군 지도자들은 독일이 전쟁에서 승리할 것이며, 영국은 항공 및 공중 방어 측면에서 따라잡기 위해 1~2년이 더 필요하다고 경고했다. 유화 정책의 마지막 행위는 영국과 프랑스가 1938년 뮌헨 협정에서 히틀러의 요구에 따라 체코슬로바키아의 주데텐란트 국경 지역을 희생시킨 것이었다. 히틀러는 만족하지 않았고, 1939년 3월 체코슬로바키아 전체를 점령하고 폴란드를 위협했다. 마침내 네빌 체임벌린 총리는 유화 정책을 포기하고 폴란드를 방어하겠다고 단호하게 약속했다. 그러나 히틀러는 이오시프 스탈린과 동유럽을 분할하기로 합의했다. 1939년 9월 독일이 폴란드를 침공하자 영국과 프랑스는 선전포고했고, 영연방은 런던의 지시를 따랐다.

## 1945년 이후
미국의 무기대여법 식량, 석유, 군수품(상환할 필요가 없었다)과 미국 대출, 그리고 전쟁 말 캐나다의 자금 및 대출 지원에도 불구하고 영국은 파산 직전이었다. 존 메이너드 케인스는 유일한 해결책은 20억 파운드에 달하는 대영 제국 지출을 대폭 삭감하는 것이라고 주장했다. 케인스는 전후 해외 적자가 14억 파운드에 달하며, "이 지출이 전적으로 재정적 어려움의 원인이다"라고 경고했다. 윈스턴 처칠과 클레멘트 애틀리 모두 그의 조언을 무시하고 인도로부터 차입하는 등으로 계속해서 막대한 지출을 했다. 미국은 1946년에 35억 파운드의 50년 대출을 제공했고, 1947년 인도와 파키스탄의 갑작스러운 독립은 문제의 많은 부분을 해결했다. 마셜 플랜 자금은 1948년부터 유입되기 시작했고, 1951년에 마셜 플랜이 끝날 무렵에는 재정 위기가 끝났다. 새로운 노동당 정부는 전 세계에 걸친 영국의 개입 비용이 재정적으로 엄청나다는 것을 알고 있었다. 전후 군사 비용은 연간 2억 파운드였고, 130만 명의 병력을 동원하고 대서양, 지중해, 인도양에 전투 함대를 배치하며 중국의 홍콩 주둔지와 전 세계에 기지, 그리고 120개의 완전한 영국 왕립 공군 편대를 유지하는 데 사용되었다. 영국은 이제 전통적인 해외 군사적 역할을 가능한 한 빨리 벗어던졌다. 미국 재정 지원은 1945년 영국-미국 대출, 1947년 파운드 스털링 위기, 1949년 파운드 스털링 평가 절하, 1950–53년 6.25 전쟁에서 미국을 지원하기 위한 재무장 프로그램에서 볼 수 있듯이 워싱턴의 조건으로 제공되었다. 반면에 그는 유럽 경제 재건과 그리스 및 다른 곳에서의 반공 정부 지원을 포함하여 영국에게 너무 비싼 역할을 워싱턴이 맡도록 설득하는 데 어느 정도 성공했다. 베빈은 좌파 반대에도 불구하고 특히 클레멘트 애틀리 총리의 확고한 지지를 받았다. 딘 애치슨과 같은 미국 고위 외교관들은 베빈을 신뢰하고 그를 통해 일했다.

### 냉전
1945년 영국 총선에서 노동당 정부가 당선되면서 노동조합 지도자 어니스트 베빈이 외무장관이 되었다. 그는 특히 냉전에 대한 강력한 반공 입장을 취하고, 예산 제약으로 인해 영국이 그리스에서의 역할을 줄여야 함에 따라 미국이 더 적극적인 역할을 맡도록 장려한 것으로 가장 잘 알려져 있다. 그러나 그것이 그의 원래 계획은 아니었다. 처음에는 영국과 프랑스가 주도하여 미국과 소련이라는 두 초강대국 사이를 중재하는 유럽 "제3세력"을 구상했다. 1945–46년에는 유럽 통합이 영국이 미국의 경제적 지배에서 벗어날 수 있도록 할 것이라고 희망했다. 그러나 1946년 1월, 샤를 드골이 은퇴했고 베빈은 어떤 종류의 "임박한 소련화"가 프랑스를 좌익으로 이끌 것이라고 예상했다. 더욱이, 미국의 대출과 보조금이 영국의 재정 건전성에 필수적이라는 것이 분명해졌다. 그는 이제 냉전에서 미국의 역할을 이끌기 위해 미국과의 우호적인 협력을 결정하고, 트루먼 독트린을 통해 그리스 정부가 공산주의 반란을 진압하는 것을 돕는 영국의 옛 역할을 미국이 맡도록 강력히 장려했다.

#### 마셜 플랜
미국의 마셜 플랜(공식 명칭 "유럽 경제 회복 계획", ERP)은 전쟁으로 황폐해진 국가들에게 120억 달러의 재정 지원을 제공했다. ERP는 수혜국들이 "유럽 경제 협력 위원회"로 조직될 것을 요구했다. 베빈의 지휘 아래 영국은 지원을 수락한 서유럽 국가들로부터의 지원을 조정하는 데 주도적인 역할을 했다. (동구권 위성국들은 자금을 거절했다.) 영국 경제는 1948년까지 회복되기 시작했다. 주요 목표는 구제나 회복이라기보다는 경제의 현대화였다. 마셜 플랜은 장기적인 경제 성장을 자극하고자 했다. 이는 모든 종류의 경제적 병목 현상과 제한을 제거하고 자유 무역과 낮은 관세(오랫동안 미국의 목표였던 것)를 요구했다. 영국은 32억 달러를 받았으며, 별도로 캐나다는 10억 달러의 무제한 보조금을 제공했다. 상환은 요구되지 않았다. 이 보조금은 두 기부국에서 수출된 석유, 밀, 육류 및 기타 식품을 구매하는 데 사용되었다. 이들 제품은 차례로 영국 소비자들에게 파운드로 구매되었고, 그 수익은 영국 정부가 경제를 현대화하는 데 사용되는 매칭 펀드가 되었다. 영국은 또한 예산 균형을 위해 낮은 이자로 60년에 걸쳐 상환되는 미국으로부터 대규모 대출을 받았다.

### NATO
어니스트 베빈 외무장관의 지도 아래 영국의 외교는 NATO의 발판을 마련했다. 영국과 프랑스는 1947년에 방위 조약인 됭케르크 조약을 체결했다. 이 조약은 1948년 브뤼셀 조약을 통해 베네룩스 3국을 추가하여 확장되었다. 이 조약은 50년 동안 어떠한 무장 공격에도 집단 방위를 약속했다. 베빈은 1949년 미국과 캐나다는 물론 이탈리아, 포르투갈, 노르웨이, 덴마크, 아이슬란드를 추가하여 동맹을 NATO로 확장하기 위해 워싱턴과 협력했다. 서독과 스페인은 나중에 가입했다. 역사가들은 이 조직의 목표가 "러시아를 막고, 미국을 끌어들이고, 독일을 누르는 것"이라는 오래된 농담에 신빙성을 부여한다.
1949년 NATO의 창설은 영국-미국 관계를 강화했다. 영국은 소련에 대한 핵 공격 위협을 위해 영국 내에 미국 공군 기지 건설을 허용하고 심지어 장려했다. 영국에 미국 폭격기를 배치함으로써 런던은 그 폭격기가 어떻게 사용될 수 있는지에 대한 발언권을 가졌고 미국의 일방주의를 피할 수 있었다. 그러나 미국은 1945년 이후 자체적으로 핵무기를 개발했으며, 영국과 나중에 프랑스도 자체 핵무기를 개발했다.

### 대영 제국의 해체
영국은 1922년에 규모가 정점에 달한 매우 큰 대영 제국을 건설했다. 그러나 두 차례의 세계 대전을 치른 누적 비용은 영국 경제에 큰 부담을 주었으며, 1945년 이후 대영 제국은 점차 해체되기 시작했고, 많은 영토들이 독립을 요구했다. 인도 지역은 인도, 파키스탄, 실론, 버마로 분리되었다. 1950년대 후반까지 거의 모든 식민지 영토가 독립했다. 대부분의 식민지 영토는 영연방에 가입했으며, 이는 이제 영국과 동등한 지위를 가진 완전히 독립적인 국가들의 조직이다.
영국은 중동에서의 개입을 줄였으며, 1956년의 굴욕적인 수에즈 위기는 초강대국으로서의 지위 종식을 알렸다. 그러나 영국은 NATO 군사 동맹에서 미국, 프랑스, 그리고 독일과 같은 전통적인 적들과 긴밀한 군사적 유대 관계를 맺었다. 수년간의 논쟁(및 거절) 끝에 영국은 1973년 유럽 공동 시장에 가입했으며, 이는 현재의 유럽 연합이다. 그러나 영국은 재정적으로 합병하지 않고 유로와 별도로 파운드를 유지했으며, 이는 유럽 국가 부채 위기로부터 부분적으로 격리시켰다. 수년간의 논쟁 끝에 영국은 2016년 6월 23일 "브렉시트"를 위해 유럽 연합을 떠나기로 투표했다.

#### 팔레스타인과 이스라엘
국제연맹은 1920년에 팔레스타인을 위임통치령으로 영국에 할당했다. 영국은 대규모 유대인 이민을 막으려 노력했지만 실패했다. 영국은 1947년에 팔레스타인을 유엔의 통제 하에 돌려주었고 유엔은 팔레스타인을 유대 국가와 아랍 국가로 나누었다. 이스라엘은 1948년 5월 14일에 건국되었고, 아랍 이웃 국가들을 물리치고 이 지역의 강국이 되었다.

### 마거릿 대처 총리, 1979–1990

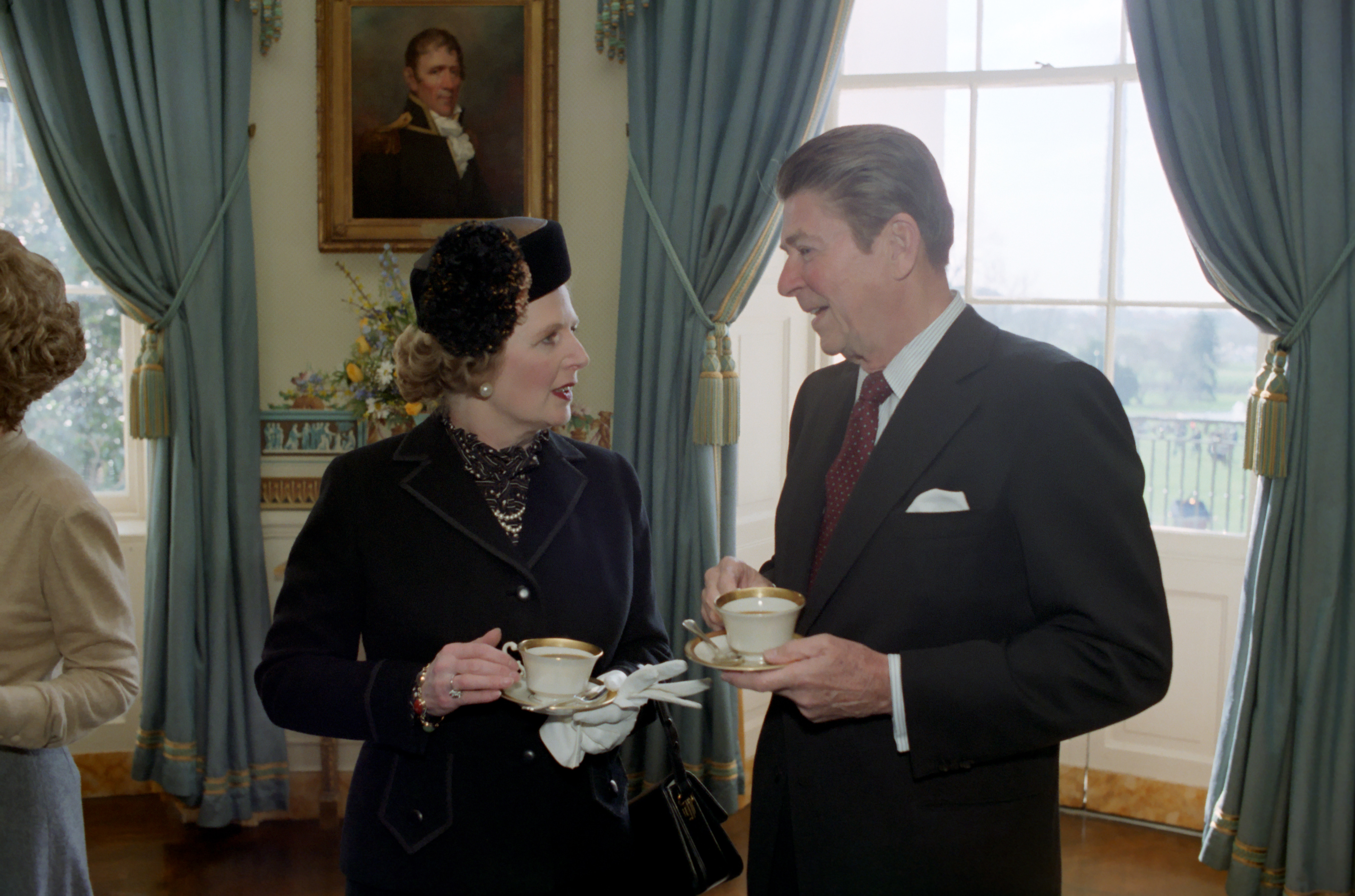
레이건 대통령과 대처 총리, 1981년 2월 26일 백악관

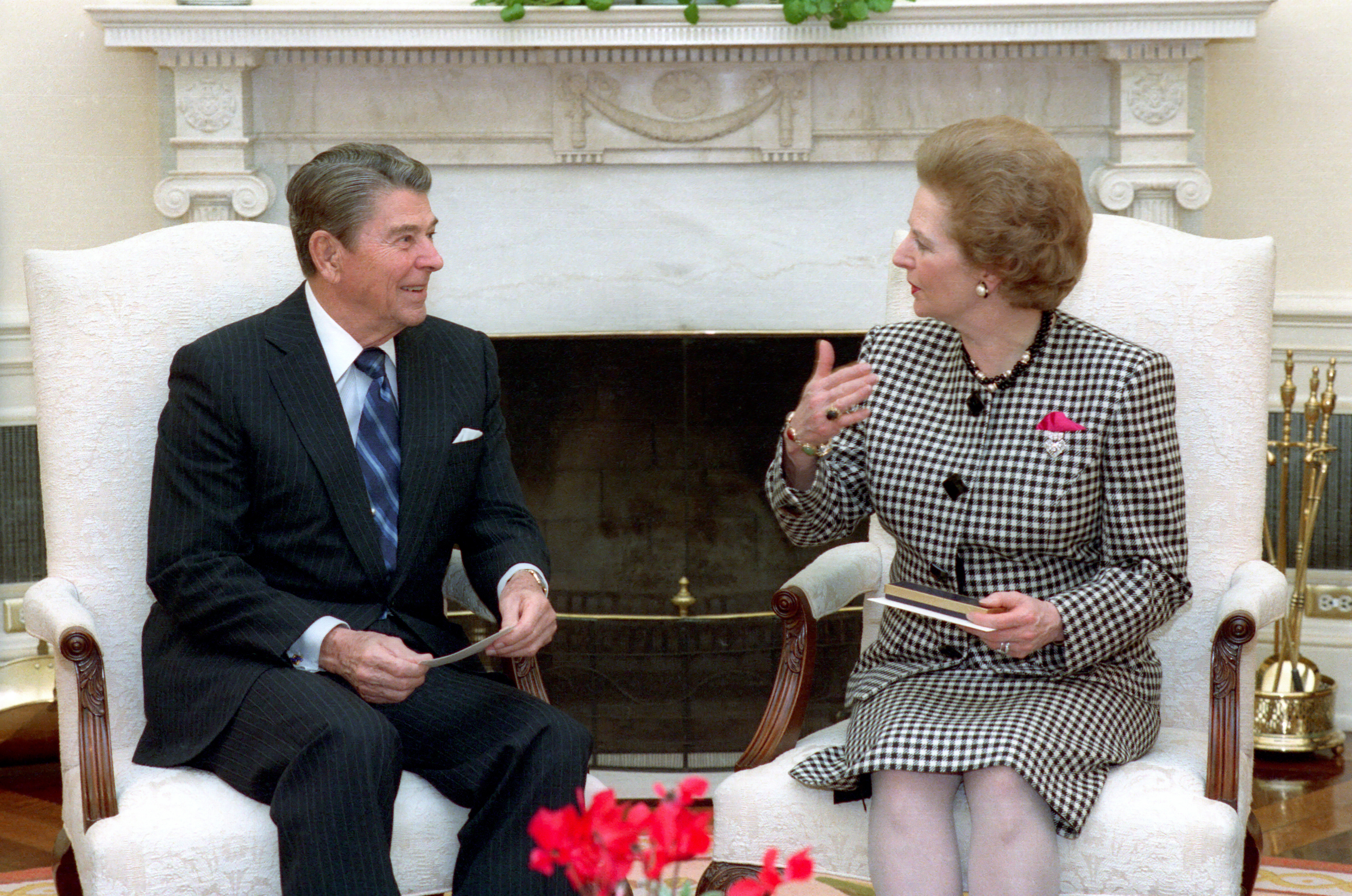
레이건 대통령과 대처 총리, 1988년 11월 16일 백악관

대처는 캐링턴 경을 1979–82년 외무장관으로 임명했다. 대처와 달리 그는 중도 보수주의자("젖은" 보수주의자)였지만, 그는 국내 문제를 피하고 총리와 잘 지냈다. 첫 번째 문제는 로디지아를 어떻게 할 것인가였다. 그곳의 백인 인구 5%는 압도적인 국제적 비난에도 불구하고 번영하는 대부분 흑인 전 식민지를 통치하기로 결심했다. 1975년 아프리카에서 포르투갈 제국이 붕괴된 후, 로디지아의 주요 지지자였던 남아프리카는 그 나라가 골칫거리임을 깨달았다. 흑인 통치는 피할 수 없는 일이었고, 캐링턴은 1979년 랭커스터 하우스 회의에서 평화적인 해결책을 중재했으며, 이 회의에는 로디지아의 지도자 이언 스미스와 주요 흑인 지도자인 아벨 무조레와, 로버트 무가베, 조슈아 은코모, 조시아 통고가라가 참석했다. 이 회의는 로디지아의 로디지아 부시 전쟁을 끝냈다. 최종 결과는 1980년 흑인 통치 하의 새로운 국가인 짐바브웨였다.
대처의 첫 외교 정책 위기는 1979년 소련의 아프가니스탄 침공으로 시작되었다. 그녀는 침공을 비난하고, 그것이 데탕트 정책의 파탄을 보여주며, 일부 영국 선수들이 1980년 모스크바 올림픽을 보이콧하도록 설득하는 데 도움을 주었다. 그녀는 경제 제재로 소련을 응징하려 한 지미 카터 미국 대통령에게 미약한 지지를 보냈다. 영국의 경제 상황은 위태로웠고, 대부분의 NATO 회원국들은 무역 관계를 단절하는 것을 주저했다. 그녀의 정부가 이미 1981년부터 사담 후세인에게 군사 장비를 비밀리에 공급했다는 보도가 있었다.
대처는 공산주의에 대한 공통의 불신에 기반한 로널드 레이건 미국 대통령의 냉전 정책과 긴밀히 연합했다. 더 심각한 의견 불일치는 1983년 레이건이 그레나다 침공에 대해 그녀와 상의하지 않았을 때 발생했다. 총리 재임 첫해 동안 그녀는 NATO의 결정에 따라 서유럽에 미국 핵 순항 미사일과 퍼싱 II 미사일을 배치하는 것을 지지했고, 1983년 11월 14일부터 그린햄 커먼 왕립 공군 기지에 160기 이상의 순항 미사일을 미국이 주둔시키는 것을 허용했다. 이 결정은 핵군축캠페인에 의한 대규모 시위를 촉발시켰다. 그녀는 폴라리스를 대체하기 위해 미국으로부터 트라이던트 핵 미사일 잠수함 시스템을 구매하여 영국의 핵 전력을 3배로 늘렸다. 이는 최종적으로 120억 파운드 이상(1996–97년 가격 기준)의 비용이 들었다. 미국과의 국방 유대에 대한 대처의 선호는 1986년 1월 웨스트랜드 사건에서 입증되었다. 그녀는 동료들과 함께 어려움을 겪고 있던 헬리콥터 제조업체 웨스트랜드 헬리콥터가 아구스타를 포함한 컨소시엄의 인수 제안을 거부하고 경영진이 선호하는 시코르스키 항공사와의 연계를 허용하도록 조치했다. 컨소시엄 구성에 도움을 주었던 마이클 헤셀틴 국방장관은 이에 항의하며 사임했다.
1982년 4월 2일, 아르헨티나 군사정권은 영국이 통제하는 포클랜드 제도와 사우스조지아를 침공하라고 명령했고, 이는 포클랜드 전쟁을 촉발시켰다. 이어진 위기는 "[대처] 총리 재임의 결정적인 순간"이었다. 해럴드 맥밀런과 로버트 암스트롱의 제안에 따라, 그녀는 전쟁 수행을 책임지기 위해 소규모 전쟁 내각(공식적으로 ODSA, 해외 및 국방 위원회, 남아대서양)을 설치하고 의장직을 맡았으며, 4월 5–6일까지 해군 태스크포스를 승인하고 섬을 재탈환하기 위해 파견했다. 아르헨티나는 6월 14일에 항복했고, 255명의 영국군과 3명의 포클랜드 주민 사망에도 불구하고 작전은 성공적으로 평가되었다. 아르헨티나의 사망자는 총 649명이었고, 그 중 절반은 5월 2일 핵잠수함 HMS 콘쿼러가 순양함 ARA 헤네랄 벨그라노를 어뢰로 격침시킨 후 발생했다. 대처는 전쟁으로 이어진 포클랜드 방위 소홀로 비판받았지만, 전반적으로는 매우 유능하고 헌신적인 전시 지도자로서 칭찬받았다. "포클랜드 요인", 1982년 초 시작된 경제 회복, 그리고 심하게 분열된 야당 모두가 1983년 영국 총선에서 대처의 두 번째 선거 승리에 기여했다.
1982년 9월, 그녀는 1997년 이후 홍콩의 주권에 대해 덩샤오핑과 논의하기 위해 중국을 방문했다. 중국은 대처가 방문한 첫 공산주의 국가였고, 그녀는 중국을 방문한 첫 영국 총리였다. 회의 내내 그녀는 홍콩 영토에 대한 영국의 지속적인 주둔에 대한 중화인민공화국의 동의를 얻으려 했다. 덩은 중화인민공화국의 홍콩 주권은 협상할 수 없지만, 공식 협상을 통해 영국과 주권 문제를 해결할 의향이 있으며, 양국 정부는 홍콩의 안정과 번영을 유지할 것을 약속했다. 2년간의 협상 끝에 대처는 중화인민공화국 정부에 양보하고 1984년 베이징에서 영국-중국 공동 선언에 서명하여 1997년 홍콩의 주권을 이양하기로 합의했다.
대처는 영연방과 EC가 남아프리카 공화국에 부과한 제재에 반대했다. 그녀는 남아프리카 공화국과의 무역을 유지하면서 그 정부가 아파르트헤이트를 포기하도록 설득하려 했다. 대처는 1987년 10월 아프리카 국민회의를 "전형적인 테러 조직"으로 일축했다.
대처의 유럽 통합에 대한 반감은 그녀의 총리 재임 기간 동안, 특히 1987년 세 번째 선거 승리 이후 더욱 뚜렷해졌다. 1988년 브뤼허 연설에서 그녀는 유럽 연합의 전신인 유럽 공동체(EC)의 연방 구조 및 의사 결정 중앙 집중화 제안에 대한 반대 입장을 밝혔다. 대처와 그녀의 당은 1975년 국민투표에서 영국의 EC 회원 가입을 지지했지만, 그녀는 조직의 역할이 자유 무역과 효과적인 경쟁 보장에 국한되어야 한다고 믿었으며, EC의 접근 방식이 작은 정부와 규제 완화에 대한 그녀의 견해와 모순된다고 우려했다. 1988년 그녀는 "우리는 영국에서 국가의 국경을 성공적으로 되돌려 놓았지만, 브뤼셀에서 새로운 지배력을 행사하는 유럽 초국가와 함께 유럽 수준에서 다시 부과되는 것을 보게 될 것"이라고 말했다.
대처는 환율 메커니즘(유럽 통화 동맹의 전신)에 영국의 가입을 단호히 반대했는데, 이는 영국 경제를 제약할 것이라고 믿었기 때문이다. 그녀의 재무장관 나이젤 로슨과 외무장관 제프리 하우의 간청에도 불구하고, 그녀는 존 메이저의 설득으로 1990년 10월에 가입했지만, 그 시점은 너무 높은 환율이었다.
1986년 4월, 대처는 유엔 헌장 제51조에 따른 자위권 주장을 인용하며, 리비아의 베를린 미국인 공격에 대한 보복으로 리비아 폭격을 위해 미국 F-111이 영국 왕립 공군 기지를 사용하는 것을 허가했다. 대처는 "미국은 우리 자유를 지키기 위해 유럽에 33만 명 이상의 군인을 배치하고 있다. 그들이 이곳에 있기 때문에 테러 공격의 대상이 된다. 그들이 자국민을 지키기 위한 고유한 자위권 행사에 미국 항공기와 미국 조종사를 사용하는 것을 거부당한다는 것은 상상할 수 없는 일이다"라고 말했다. 여론 조사에 따르면 영국 시민 중 3분의 1 미만이 대처의 결정에 찬성했다. 1990년 8월 이라크 지도자 사담 후세인이 이웃 쿠웨이트를 침공했을 때 그녀는 미국을 국빈 방문 중이었다. 1989년 레이건의 뒤를 이은 부시 대통령과의 회담에서 그녀는 개입을 권고했고, 이라크군을 쿠웨이트에서 몰아내기 위해 중동에 병력을 배치하도록 부시를 압박했다. 부시는 계획에 대해 우려를 표했고, 대처는 전화 통화 중 그에게 "지금은 흔들릴 때가 아니다!"라고 말했다. 대처 정부는 걸프 전쟁 직전에 국제 연합에 군사력을 제공했지만, 1991년 1월 17일 적대 행위가 시작될 무렵에는 그녀는 이미 사임한 상태였다.
대처는 개혁주의 소련 지도자 미하일 고르바초프에게 따뜻하게 반응한 첫 서방 지도자 중 한 명이었다. 레이건-고르바초프 정상회담과 고르바초프가 소련에서 단행한 개혁 이후, 그녀는 1988년 11월 "우리는 지금 냉전 시대가 아니다"라며 "냉전 시대보다 훨씬 넓은 새로운 관계"에 있다고 선언했다. 그녀는 1984년 소련을 국빈 방문하여 고르바초프와 니콜라이 리시코프 각료회의 의장을 만났다. 대처는 처음에는 독일의 재통일에 반대하며 고르바초프에게 그것이 "전후 국경의 변화로 이어질 것이며, 우리는 그러한 발전이 전체 국제 상황의 안정을 해치고 우리의 안보를 위태롭게 할 수 있기 때문에 이를 허용할 수 없다"고 말했다. 그녀는 통일된 독일이 소련과 더 긴밀히 연합하여 NATO에서 멀어질 것을 우려했다.

### 최근 역사
영국의 대외 관계#21세기 참조

## 같이 보기
- 대영 제국
- 대영 제국 연구
- 영연방
- 에드워드 시대
- 유럽 연합
  - 유럽 연합의 대외 관계
- 외교부 (영국)
- 윌리엄 유어트 글래드스턴의 외교 정책
- 잉글랜드의 역사
- 영국의 역사
  - 영국사의 역사 연구
- 국제 관계 (1648년-1814년)
  - 국제 관계 (1814년-1919년)
  - 제1차 세계 대전의 외교사
  - 국제 관계 (1919년-1939년)
  - 제2차 세계 대전의 외교사
  - 냉전
- 잉글랜드 왕국
- 그레이트브리튼 왕국
- 주영국 대사 및 고등 판무관 목록
- 영국의 군사사
- 영국의 외무장관
- 아르헨티나-영국 관계
- 벨기에-영국 관계
- 캐나다-영국 관계
  - 캐나다의 대외 정책사
- 영국-중국 관계
- 덴마크-영국 관계
- 이집트-영국 관계
- 영국-프랑스 관계
- 독일-영국 관계
- 그리스-영국 관계
- 영국-인도 관계
  - 인도의 대외 관계사
- 인도네시아-영국 관계
- 이란-영국 관계
- 그레이트브리튼 아일랜드 연합왕국
- 이스라엘-영국 관계
- 이탈리아-영국 관계
- 영일 관계
- 라틴 아메리카-영국 관계
- 멕시코-영국 관계
- 영국의 중동 외교 정책
- 네덜란드-영국 관계
- 영국-폴란드 관계
- 포르투갈-영국 관계
- 러시아-영국 관계
- 세르비아-영국 관계
- 스페인-영국 관계
- 튀르키예-영국 관계
- 우크라이나-영국 관계
- 영국과 유엔
- 미국-영국 관계
  - 특별한 관계

## 내용주
1. ↑  Colin McEvedy and Richard Jones, Atlas of world population history (Penguin, 1978) pp. 43, 47, 57, 65,71, 101
2. ↑  Steven C. A. Pincus, Protestantism and Patriotism: Ideologies and the Making of English Foreign Policy, 1650–1668 (1996) pp 1–7, quote p 1.
3. ↑  P.S. Crowson Tudor Foreign Policy (1973) ch 1–2.
4. ↑  R.B. Wernham, Before the Armada: the growth of English foreign policy, 1485–1588 (1966) pp. 111–35.
5. ↑  J.J. Scarisbrick, Henry VIII (1958) pp 27–34.
6. ↑  Scarisbrick, Henry VIII,  pp 35–56.
7. ↑  R.L. Mackie, King James IV of Scotland: A brief survey of his life and times (1976).
8. ↑  Garrett Mattingly, "An Early Nonaggression Pact," Journal of Modern History 10#1 (1938): 1–30. online
9. ↑  G.W. Bernard, War, Taxation, and Rebellion in Early Tudor England: Henry VIII, Wolsey, and the Amicable Grant of 1525 (1986).
10. ↑  Scarisbrick, Henry VIII, pp 135–42.
11. ↑  J. A. Williamson, The voyages of the Cabots and the English discovery of North America under Henry VII and Henry VIII (1929).
12. ↑  Wallace T. MacCaffrey, The Shaping of the Elizabethan Regime (1968) pp 271–90.
13. ↑  John Wagner, ed. Historical Dictionary of the Elizabethan World: Britain, Ireland, Europe and America (1999) pp 39, 216, 307–8.
14. ↑  Charles Beem, The Foreign Relations of Elizabeth I (2011)
15. ↑  Garrett Mattingly, 무적함대 (1959) is a famous narrative; recent scholarship is reviewed in Colin Martin and Geoffrey Parker, eds., The Spanish Armada (2nd ed. 1999).
16. ↑  Susan Doran, Elizabeth I and Foreign policy, 1558–1603 (Routledge, 2002).
17. ↑  Roger Lockyer, James VI and I (1998) pp 138–58.
18. ↑  Malcolm Smuts, "The making of Rex Pacificus: James VI and I and the Problem of Peace in an Age of Religious War," in Daniel Fischlin and Mark Fortier, eds., Royal Subjects: Essays on the Writings of James VI and I (2002) pp 371–87
19. ↑  W. B. Patterson, "King James I and the Protestant cause in the crisis of 1618–22." Studies in Church History 18 (1982): 319–334.
20. ↑  Jonathan Scott, England's Troubles: 17th-century English Political Instability in European Context (Cambridge UP, 2000), pp 98–101
21. ↑  Godfrey Davies, The Early Stuarts: 1603–1660 (1959), pp 47–67
22. ↑  Joyce Lorimer, "The failure of the English Guiana ventures 1595–1667 and James I's foreign policy." Journal of Imperial and Commonwealth History 21#.1 (1993): 1–30.
23. ↑  Albert J. Loomie, Spain & the Early Stuarts, 1585–1655 (1996).
24. ↑  Thomas Cogswell,  "John Felton, popular political culture, and the assassination of the duke of Buckingham." Historical Journal 49.2 (2006): 357-385.
25. ↑  D.J.B. Trim, . "The Secret War of Elizabeth I: England and the Huguenots during the early Wars of Religion, 1562-77." Proceedings of the Huguenot Society of Great Britain and Ireland 27.2 (1999): 189-199.
26. ↑  G.M.D. Howat, Stuart and Cromwellian Foreign Policy (1974)  p 156.
27. ↑  Roy A. Sundstrom,  "French Huguenots and the Civil List, 1696-1727: A Study of Alien Assimilation in England." Albion 8.3 (1976): 219-235.
28. ↑  Robin Gwynn, "The number of Huguenot immigrants in England in the late seventeenth century." Journal of Historical Geography 9.4 (1983): 384-395.
29. ↑  Robin Gwynn, "England's First Refugees" History Today (May 1985) 38#5 pp 22-28.
30. ↑  Jon Butler, The Huguenots in America: A refugee people in New World society (1983).
31. ↑  Kurt Gingrich, "'That Will Make Carolina Powerful and Flourishing': Scots and Huguenots in Carolina in the 1680s." South Carolina Historical Magazine 110.1/2 (2009): 6-34. online
32. ↑  Heinz Schilling,"Innovation through migration: the settlements of Calvinistic Netherlanders in sixteenth-and seventeenth-century Central and Western Europe." Histoire Sociale/Social History 16.31 (1983). online
33. ↑  Mark Greengrass, "Protestant exiles and their assimilation in early modern England." Immigrants & Minorities 4.3 (1985): 68-81.
34. ↑  Irene Scouloudi, ed. Huguenots in Britain and Their French Background, 1550-1800 (1987)
35. ↑  Lien Bich Luu,  "French-speaking refugees and the foundation of the London silk industry in the 16th century." Proceedings-Huguenot Society of Great Britain and Ireland 26 (1997): 564-576.
36. ↑  Catherine S. Arnold, "Affairs of humanity: Arguments for humanitarian intervention in England and Europe, 1698–1715." English Historical Review 133.563 (2018): 835-865.
37. ↑  C.R. Boxer, The Anglo-Dutch Wars of the 17th Century (1974).
38. ↑  Steven C. A. Pincus, Protestantism and Patriotism: Ideologies and the Making of English Foreign Policy, 1650–1668 (1996)
39. ↑  James Rees Jones, The Anglo-Dutch wars of the seventeenth century (1996) online
40. ↑  Gijs Rommelse, "The role of mercantilism in Anglo‐Dutch political relations, 1650–74." Economic History Review 63#3 (2010): 591–611.
41. ↑  George Clark, The Later Stuarts, 1660–1714 (2nd ed. 1956)  pp 148–53.
42. ↑  Clayton Roberts et al., A History of England: volume I Prehistory to 1714 (5th ed. 2013) pp 245–48.
43. ↑  Mark A. Thomson, "Louis XIV and William III, 1689–1697." English Historical Review 76.298 (1961): 37–58. online
44. ↑  J.R. Jones, Britain and the World, 1649–1815 (1980) p. 157.
45. ↑  Clark, The Later Stuarts, 1660–1714 (1956)  pp 160–79.
46. ↑  For the European context, see J.S. Bromley, ed. The New Cambridge Modern History, VI: The Rise of Great Britain and Russia, 1688–1725 (1970) pp 154–192, 223–67, 284–90, 381–415, 741–54.
47. ↑  John Brewer, The sinews of power: War, money, and the English state, 1688–1783 (1989) p 133.
48. ↑  Clark, The Later Stuarts, 1660–1714 (1956)  pp 174–79.
49. ↑  David Onnekink, "‘Mynheer Benting now rules over us’: the 1st Earl of Portland and the Re-emergence of the English Favourite, 1689–99." English Historical Review 121.492 (2006): 693–713. online
50. ↑  For summaries of foreign policy see J.R. Jones, Country and Court: England, 1658–1714 (1979), pp 279–90; Geoffrey Holmes, The Making of a Great Power: Late Stuart and Early Georgian Britain, 1660–1722 (1993), pp 243–50, 434–39; Julian Hoppit, A Land of Liberty?: England 1689–1727 (2002), pp 89–166; and for greater detail, Stephen B. Baxter. William III and the Defense of European Liberty, 1650–1702 (1966), pp 288–401.
51. ↑  Elizabeth Sparrow, "Secret Service under Pitt's Administrations, 1792–1806." History 83.270 (1998): 280–294.
52. ↑  H. M. Scott, "Harris, James, first earl of Malmesbury (1746–1820)", Oxford Dictionary of National Biography, Oxford University Press, 2004; online edn, May 2009 accessed 19 Aug 2016
53. ↑  Stephen M. Lee, ‘Eden, William, first Baron Auckland (1744–1814)’, Oxford Dictionary of National Biography, Oxford University Press, 2004; online edn, May 2009 accessed 19 Aug 2016
54. ↑  Graham Goodlad, "From Castlereagh to Canning: Continuity and Change in British Foreign Policy," History Today (2008) 10–15
55. ↑  J.R. Jones, Britain and the World, 1649–1815 (Fontana, 1980) pp 38–48.
56. ↑  Martin Robson, A History of the Royal Navy: The Seven Years War (2015).
57. ↑  J.O. Lindsay, ed., The New Cambridge Modern History vol. 7, The Old Regime: 1713–63 (1957) p 192.
58. ↑  Walter E. Minchinton, The growth of English overseas trade in the seventeenth and eighteenth centuries (1969).
59. ↑  눌라 자헤디]], The Capital and the Colonies: London and the Atlantic Economy 1660–1700 (2010).
60. ↑  Clark, The Later Stuarts, 1660–1714 (1956)  pp 200–238.
61. ↑  John B. Hattendorf, "English Governmental Machinery and the Conduct of War, 1702–1713." War & Society 3.2 (1985): 1–22.
62. ↑  Arnold Blumberg, "Grabbing and Holding 'the Rock'." Naval History 26#6 (2012): 54+
63. ↑  J. R. Jones, Britain and the World, 1649–1815 (1980) pp 149–78.
64. ↑  R.R. Palmer, A History of the Modern World 2nd ed. 1961, p. 234.
65. ↑  John B. Hattendorf, England in the War of the Spanish Succession: A Study of the English View & Conduct of Grand Strategy, 1702–1712 (1987)
66. ↑  G.M. Trevelyan, A shortened history of England (1942) p 363.
67. ↑  Christopher Storrs, "Chapter 2 The Union of 1707 and the War of the Spanish Succession." Scottish Historical Review 87.2 (suppl (2008): 31–44 online
68. ↑  Basil Williams and C.H. Stuart, The Whig Supremacy, 1714–1760 (1962) ch 9
69. ↑  Basil Williams, Carteret and Newcastle. A Contrast in Contemporaries (1943).
70. ↑  M.S. Anderson, The War of Austrian Succession 1740–1748 (1995) excerpt
71. ↑  Williams, The Whig Supremacy 1714–1760 (1965) pp 264–70.
72. ↑  D.B. Horn, "The Diplomatic Revolution" in J.O. Lindsay, ed., The New Cambridge Modern History vol. 7, The Old Regime: 1713–63 (1763): pp 449–64.
73. ↑  Frank McLynn, 1759: The Year Britain Became Master of the World (2006)
74. ↑  Daniel A. Baugh (2014). 《The Global Seven Years War 1754–1763: Britain and France in a Great Power Contest》. Routledge. 507쪽. ISBN 9781317895459.
75. ↑  H. A. Barton, "Sweden and the War of American Independence," William and Mary Quarterly (1966) 23#2 pp. 408–430 in JSTOR
76. ↑  Robert Rinehart, "Denmark Gets the News of '76," Scandinavian Review (1976) 63#2 pp 5–14
77. ↑  Paul W. Mapp, "The Revolutionary War and Europe's Great Powers." in Edward G. Gray and Jane Kamensky, eds., The Oxford Handbook of the American Revolution (2013): pp 311–26.
78. ↑  Herbert H. Kaplan (1995). 《Russian Overseas Commerce with Great Britain During the Reign of Catherine II》. American Philosophical Society. 127–31쪽. ISBN 9780871692184.
79. ↑  Dick Leonard, "William Pitt, the Younger—Peacetime Prodigy, Less Successful in War." in Eighteenth-Century British Premiers: Walpole to the Younger Pitt (2011): 219-243 online.
80. ↑  John Brewer, The Sinews of Power: War, Money and the English State, 1688–1783 (1990)
81. ↑  Robert M. Kozub, "Evolution of Taxation in England, 1700–1850: A Period of War and Industrialization," Journal of European Economic History, (2003), Vol. 32 Issue 2, pp 363–88
82. ↑  Paul Kennedy, The Rise and Fall of the Great Powers (1989) pp 80–84
83. ↑  Eric J. J. Evans (2002). 《William Pitt the Younger》. Routledge. 21쪽. ISBN 9781134786770.
84. ↑  John Ehrmanm, The Younger Pitt: The Years of Acclaim (1969) [vol 1] pp 239-81.
85. ↑  Richard Cooper, "William Pitt, Taxation, and the Needs of War." Journal of British Studies 22#1 (1982): 94–103. in JSTOR
86. ↑  John Ehrman, The Younger Pitt: The Years of Acclaim (1969) [vol 1] pp 554–71.
87. ↑  John Holland Rose, William Pitt and national revival (1911) pp 562–88.
88. ↑  Nootka Sound Controversy, The Canadian Encyclopedia
89. ↑  Pethick, Derek (1980). 《The Nootka Connection: Europe and the Northwest Coast 1790–1795》. Vancouver: Douglas & McIntyre. 18쪽. ISBN 978-0-88894-279-1.
90. ↑  John Holland Rose, William Pitt and national revival (1911) pp 589–607.
91. ↑  Jeremy Black (1994). 《British Foreign Policy in an Age of Revolutions, 1783–1793》. Cambridge UP. 290–94쪽. ISBN 9780521466844.
92. ↑  John Ehrman, The Younger Pitt: The Reluctant Transition (1996) [vol 2] pp 3-41.
93. ↑  Phillip Schofield, "British Politicians and French Arms: The Ideological War of 1793–1795." History 77#250 (1992): 183–201.
94. ↑  Edward Ingram, "Where and for what shall we fight?." International History Review 7#.2 (1985): 271–276.
95. ↑  Gregory Fremont-Barnes,  ed. The Encyclopedia of the French Revolutionary and Napoleonic Wars: A Political, Social, and Military History (2006) vol 1 pp 41–42, 88–93
96. ↑  Jeremy Black, "From Pillnitz to Valmy: British Foreign Policy and Revolutionary France 1791–1792", Francia: Part 2 Fruhe Neuzeit (1994) 21#2 pp 129–146
97. ↑  Samuel Flagg Bemis, Jay's Treaty: A Study in Commerce and Diplomacy (1924).
98. ↑  Frederick Kagan, The End of the Old Order: Napoleon and Europe, 1801–1805 (2007) pp 42–43
99. ↑  Roberts, Napoleon: A Life (2014) p 309
100. ↑  John D.  Grainger, Amiens Truce: Britain & Bonaparte, 1801–1803 (2004) has a well-balanced analysis of both sides
101. ↑  Arthur Bryant, Years of victory: 1802–1812 (1944), pp 1–52, although older, is a well-regarded interpretation from the British perspective
102. ↑  Kagan, The End of the Old Order: Napoleon and Europe, 1801–1805 (2007) pp 1–50 stresses Napoleon's initiatives.
103. ↑  Paul Schroeder, The Transformation of European politics 1763–1848 (1994) pp 231–45 is highly analytical and hostile to Napoleon
104. ↑  George Macaulay Trevelyan (1923). 《British History in the Nineteenth Century》. 133쪽.
105. ↑  See Arthur Bryant, Years of Victory, 1802–1812 (1944) for British perspective
106. ↑  Alan Palmer, Alexander I (1974) p 86
107. ↑  John M. Sherwig, Guineas and Gunpowder British Foreign Aid in the War with France, 1793–1815 (1969)
108. ↑  Julian Rathbone, Wellington's War (1984)
109. ↑  Bradford Perkins, Prologue to war: England and the United States, 1805–1812 (1961) online
110. ↑  Michael V. Leggiere, The Fall of Napoleon Vol. 1 (2007) p. xiii online
111. ↑  Jeremy Black, The War of 1812 in the Age of Napoleon (2009) excerpt and text search
112. ↑  John R. Davis, "Britain and the European balance of power." in A Companion to Nineteenth‐Century Britain ed. Chris Williams  (2004): 34-52.
113. ↑  John Darwin, Unfinished Empire: The Global Expansion of Britain (2012) chapters 5, 10
114. ↑  Darwin, Unfinished Empire ch 8
115. ↑  David Armitage (2000). 《The Ideological Origins of the British Empire》. Cambridge University Press. 8쪽. ISBN 9780521789783.
116. ↑  Malcolm Yapp, "The legend of the Great Game." Proceedings-British Academy Vol. 111 (2001) online.
117. ↑  David McLean, War, Diplomacy and Informal Empire: Britain and the Republics of La Plata, 1836–1853 (1995)
118. ↑  Glenn Melancon, Britain's China Policy and the Opium Crisis: Balancing Drugs, Violence and National Honour, 1833–1840 (2003).
119. ↑  Chaim D. Kaufmann and Robert A. Pape. "Explaining costly international moral action: Britain's sixty-year campaign against the Atlantic slave trade." International Organization 53#4 (1999): 631–668.
120. ↑  John MacMillan,  "Historicising intervention: strategy and synchronicity in British intervention 1815–50." Review of International Studies 39.5 (2013): 1091+ online.
121. ↑  Llewellyn Woodward, The age of reform, 1815-1870 (1962) pp.193–221.
122. ↑  J.A.R. Marriott, The Eastern question; an historical study in European diplomacy (4th ed. 1940) online
123. ↑  Woodward, The age of reform, 1815-1870 (1962) pp.193–327
124. ↑  David Brown, Palmerston and the politics of foreign policy, 1846-55 (Yale UP, 2002)
125. ↑  Roman Golicz, "Napoleon III, Lord Palmerston and the Entente Cordiale." History Today 50#12 (2000): 10–17 online.
126. ↑  David Brown, "Palmerston and Anglo–French Relations, 1846–1865." Diplomacy and Statecraft 17.4 (2006): 675–692
127. ↑  Glenn Melancon (2003). 《Britain's China Policy and the Opium Crisis: Balancing Drugs, Violence and National Honour, 1833–1840》. Ashgate. ISBN 9780754607045.
128. ↑  John K. Derden, "The British Foreign Office and Policy Formation: The 1840s," Proceedings & Papers of the Georgia Association of Historians (1981) pp 64–79.
129. ↑  Irene Richards, et al. A sketch map history of Britain, 1783-1914 (1971) pp.49–55. online
130. ↑  M. E. Chamberlain, Lord Palmerston (1987 pp.122–124.)
online
131. ↑  Schuyler, Robert Livingston (1917). 《British Imperial Preference and Sir Robert Peel》. 《Political Science Quarterly》 32. 429–449쪽. doi:10.2307/2142077. ISSN 0032-3195. JSTOR 2142077.
132. ↑  Patty O'Brien, "‘Think of Me as a Woman’: Queen Pomare of Tahiti and Anglo‐French Imperial Contest in the 1840s Pacific." Gender & History 18.1 (2006): 108-129.
133. ↑  Ingram, Edward (1980). 《Great Britain's Great Game: An Introduction》. 《The International History Review》 2. 160–171쪽. doi:10.1080/07075332.1980.9640210. ISSN 0707-5332. JSTOR 40105749.
134. ↑  Rakestraw, Donald; Jones, Howard (1997년 1월 1일). 《Prologue to Manifest Destiny: Anglo-American Relations in the 1840's》. 《Winthrop University Faculty Book Gallery》.
135. ↑  Samuel J. Butcher, "Lord Aberdeen and Conservative Foreign Policy, 1841-1846" (PhD Diss. University of East Anglia, 2015) online.
136. ↑  Wilbur Devereux Jones,  "Lord Ashburton and the Maine Boundary Negotiations." Mississippi Valley Historical Review 40.3 (1953): 477-490.
137. ↑  Robert  Eccleshall and  Graham S. Walker, eds. Biographical dictionary of British prime ministers (1998) pp. 167-74.
138. ↑  R.W. Seton-Watson, Britain in Europe: 1789-1914 (1937) pp 129-48, 223-41, 688.
139. ↑  Angus Hawkins,  "‘A Calm, Temperate, Deliberate, and Conciliatory Course of Conduct’: Mid-Victorian Conservative Foreign Policy." in The Tory World (Routledge, 2016) pp. 167-184.
140. ↑  Martin Swartz, The Politics of British Foreign Policy in the Era of Disraeli and Gladstone (1985).
141. ↑  Paul Hayes, Modern British Foreign Policy: The Twentieth Century: 1880–1939 (1978) p 1
142. ↑  Paul Knaplund, Gladstone's foreign policy (1970).
143. ↑  Keith M. Wilson, ed., British foreign secretaries and foreign policy: from Crimean War to First World War (1987).
144. ↑  Lestyn Adams (2005). 《Brothers Across the Ocean: British Foreign Policy and the Origins of the Anglo-American 'special Relationship' 1900–1905》. I.B.Tauris. 230쪽. ISBN 9780857711144.
145. ↑  Nancy W. Ellenberger, "Salisbury" in David Loades, ed. Reader's Guide to British History (2003) 2:1154
146. ↑  Jeffrey A. Auerbach, The Great Exhibition of 1851: a nation on display (1999).
147. ↑  Bernard Semmel, The Rise of Free Trade Imperialism (Cambridge University Press, 1970) ch 1 online.
148. ↑  David McLean, "Finance and "Informal Empire" before the First World War," Economic History Review (1976) 29#2 pp 291–305 in JSTOR.
149. ↑  André Tardieu (1908). 《France and the Alliances: The Struggle for the Balance of Power》. 45쪽.
150. ↑  《Appletons' Annual Cyclopedia and Register of Important Events of the Year 1899》. 1900. 260쪽.
151. ↑  Turner p.26-7
152. ↑  Keith Randell (1991). 《France: The Third Republic 1870–1914》. Access to History. ISBN 978-0-340-55569-9.
153. ↑  Roger Glenn Brown, Fashoda reconsidered: the impact of domestic politics on French policy in Africa, 1893–1898 (1970)
154. ↑  P. M. H. Bell (2014). 《France and Britain, 1900–1940: Entente and Estrangement》. Routledge. 3쪽. ISBN 9781317892731.
155. ↑  A.J.P. Taylor, The Struggle for Mastery in Europe, 1848–1918 (1954) pp 381–88
156. ↑  D.W. Brogan, France under the Republic: The Development of Modern France (1870–1930) (1940) pp 321–26
157. ↑  William L. Langer, The diplomacy of imperialism: 1890–1902 (1951) pp 537–80
158. ↑  Shirley, Michael H.; Larson, Todd E. A., 편집. (2016). 《Splendidly Victorian: Essays in Nineteenth- and Twentieth-Century British History in Honour of Walter L. Arnstein》. 라우틀리지. 146ff쪽. ISBN 978-1-317-24327-4. 2021년 7월 12일에 원본 문서에서 보존된 문서. 2018년 8월 28일에 확인함.
159. ↑  A.J.P. Taylor, Europe: Grandeur and Decline (1967) p. 89.
160. ↑  Paul Kennedy, The Rise of the Anglo-German Antagonism 1860–1914 (1980).
161. ↑  Dominik Geppert and Robert Gerwarth, eds. Wilhelmine Germany and Edwardian Britain: Essays on Cultural Affinity (2009).
162. ↑  Bernard Edwards, Royal Navy Versus the Slave Traders: Enforcing Abolition at Sea, 1808–1898 (Casemate, 2008).
163. ↑  George L. Bernstein, "Special Relationship and Appeasement: Liberal policy towards America in the age of Palmerston." Historical Journal 41#3 (1998): 725–750.
164. ↑  Geoffrey Wheatcroft, "How the British Nearly Supported the Confederacy," New York Times Sunday Book Review June 30, 2011 online
165. ↑  Niels Eichhorn, "The Intervention Crisis of 1862: A British Diplomatic Dilemma?" American Nineteenth Century History 15.3 (2014): 287-310.
166. ↑  Howard Jones, Blue & Gray Diplomacy: A History of Union and Confederate Foreign Relations (2010).
167. ↑  Adrian Cook, The Alabama Claims: American Politics and Anglo-American Relations, 1865–1872 (1975).
168. ↑  R.A. Humphreys, "British Merchants and South American Independence," Proceedings of the British Academy (1965), Vol. 51, pp151-174 online.
169. ↑  J.F. Rippy, The Evolution of international Business 1800–1945: vol 1: British Investments in Latin America, 1822–1949 (1949) p 17.
170. ↑  Manuel Llorca-Jaña, "The organisation of British textile exports to the River Plate and Chile: Merchant houses in operation, c. 1810–59." Business History 53#6 (2011): 821–865.
171. ↑  Ronald Hyam, Britain's Imperial Century 1815–1914 (2002) pp 57–61
172. ↑  Alina Silveira,  "Educating a City's Children: British Immigrants and Primary Education in Buenos Aires (1820–1880)." The Americas 70#1 (2013): 33–62.
173. ↑  Lamartine Pereira da Costa (2002). 《Sport in Latin American Society: Past and Present》. Psychology Press. 165쪽. ISBN 9780714651262.
174. ↑  Oliver Marshall, ed. English-Speaking Communities in Latin America (2000).
175. ↑  《The Cambridge Modern History: XII. The Latest Age》. 1910. 680–82쪽.
176. ↑  Michael Rheta Martin and Gabriel H. Lovett, Encyclopedia of Latin-American History (1968) p 17.
177. ↑  Frank E. Bailey, "The Economics of British Foreign Policy, 1825-50." Journal of Modern History 12.4 (1940): 449-484 online.
178. ↑  David Steele, "Three British Prime Ministers and the Survival of the Ottoman Empire, 1855–1902." Middle Eastern Studies 50.1 (2014): 43–60.
179. ↑  A.J.P. Taylor, The Struggle for Mastery in Europe: 1848–1918 (1954) pp 62–82
180. ↑  A.J.P. Taylor, "The war that would not boil," History Today (1951) 1#2 pp 23–31.
181. ↑  Kingsley Martin,  The triumph of Lord Palmerston: a study of public opinion in England before the Crimean War (Hutchinson, 1963). online
182. ↑  Harold Temperley, "The Treaty of Paris of 1856 and Its Execution," Journal of Modern History (1932) 4#3 pp. 387–414 in JSTOR
183. ↑  Orlando Figes, The Crimean War: A History (2011) esp. pp 467–80.
184. ↑  R.B. McCallum in Elie Halevy, The Victorian years: 1841–1895 (1951) p 426
185. ↑  See also Orlando Figes, The Crimean War (2010) pp 467–80.
186. ↑  Anthony G. Hopkins, "The Victorians and Africa: a reconsideration of the occupation of Egypt, 1882." Journal of African History 27.2 (1986): 363-391.
187. ↑  R. C. Mowat, "From Liberalism to Imperialism: The Case of Egypt 1875-1887." Historical Journal 16#1 (1973): 109–24
188. ↑  He adds, "All the rest were maneuvers which left the combatants at the close of the day exactly where they had started. A.J.P. Taylor, "International Relations" in F.H. Hinsley, ed., The New Cambridge Modern History: XI: Material Progress and World-Wide Problems, 1870–98 (1962): 554.
189. ↑  
Taylor, "International Relations" p 554.
190. ↑  Reşat Kasaba, “Treaties and Friendships: British Imperialism, the Ottoman Empire, and China in the Nineteenth Century.” Journal of World History 4#2 (1993), pp. 215–41. online
191. 1 2  Gungwu Wang, Anglo-Chinese Encounters since 1800: War, Trade, Science and Governance (Cambridge UP, 2003).
192. ↑  George Woodcock, The British in the Far East (1969) online
193. ↑  Timothy Brook and Bob Tadashi Wakabayashi, eds. Opium Regimes: China, Britain, and Japan, 1839-1952 (U  of California Press, 2000).
194. ↑  Nigel Dalziel, The Penguin historical atlas of the British Empire (2006) pp. 102–3.
195. ↑  Andrew N. Porter, ed. The imperial horizons of British Protestant missions, 1880-1914 (Eerdmans, 2003).
196. ↑  John K. Fairbank, The United States and China (4th ed. 1976) p. 202.
197. ↑  [J. A. S. Grenville,  Lord Salisbury and Foreign Policy. The Close of the Nineteenth Century (1964) pp.303–318, 327–329. online
198. ↑  Thomas G. Otte et al.  "The Boxer Uprising and British Foreign Policy." in Robert Bickers, ed., The Boxers, China, and the world (2007): 157-177.
199. ↑  Jane Elliott, "Who Seeks the Truth Should be of No Country: British and American Journalists Report the Boxer Rebellion, June 1900." American Journalism 13.3 (1996): 255-285 online.
200. ↑  Duncan Campbell, Unlikely Allies: Britain, America and the Victorian Origins of the Special Relationship (2007).
201. ↑  G. W. Monger, "The End of Isolation: Britain, Germany and Japan, 1900-1902" Transactions of the Royal Historical Society vol. 13, 1963, pp. 103–21 online
202. ↑  See also Avner Cohen, "Joseph Chamberlain, Lord Lansdowne and British Foreign Policy 1901–1903: From Collaboration to Confrontation". Australian Journal of Politics and History 43.2 (1997): 122–134  doi.org/10.1111/j.1467-8497.1997.tb01383.x
203. ↑  H.W. Koch, "The Anglo‐German Alliance Negotiations: Missed Opportunity or Myth?." History 54#182 (1969): 378–392.
204. ↑  Samuel R. Williamson Jr., "German Perceptions of the Triple Entente after 1911: Their Mounting Apprehensions Reconsidered" Foreign Policy Analysis 7#2 (2011): 205–214.
205. ↑  G.P. Gooch, Before the war: studies in diplomacy (1936), pp 87–186.
206. ↑  A.J.P. Taylor, The Struggle for Mastery in Europe, 1848–1918 (1954) pp 345, 403–26
207. ↑  Strachan, Hew (2005). 《The First World War》. Penguin. ISBN 9781101153413.
208. ↑  Christopher Clark, The Sleepwalkers: How Europe Went to War in 1914 (2014) p. 324
209. ↑  Keith Robbins, "Grey, Edward, Viscount Grey of Fallodon (1862–1933)", Oxford Dictionary of National Biography, (2004; online edition, 2011) accessed 5 Nov 2017
210. ↑  Denis Judd and Keith Surridge, The Boer War: A History (2nd ed. 2013),
211. ↑  Christopher  Clark, The Sleepwalkers (2012) p. 539.
212. ↑  Isabel V. Hull,  A Scrap of Paper: Breaking and Making International Law during the Great War (Cornell UP, 2014)  p, 33
213. ↑  K.A. Hamilton, "Great Britain and France, 1911–1914" in F. H. Hinsley, ed., British Foreign Policy Under Sir Edward Grey (1977) online p 34.
214. ↑  미카엘 에프켄스, Tirpitz: Architect of the German High Seas Fleet (2008) excerpt and text search, pp 23–62
215. ↑  Margaret Macmillan, The War That Ended Peace: The Road to 1914 (2013) ch 5
216. ↑  Thomas Hoerber, "Prevail or perish: Anglo-German naval competition at the beginning of the twentieth century," European Security (2011) 20#1, pp. 65–79. abstract
217. ↑  Timothy C. Winegard (2016). 《The First World Oil War》. University of Toronto. 49쪽. ISBN 9781487500733.
218. ↑  Steven Gray (2017). 《Steam Power and Sea Power: Coal, the Royal Navy, and the British Empire, c. 1870-1914》. Palgrave Macmillan UK. 257쪽. ISBN 9781137576422.
219. ↑  Shreesh Juyal; John Duncan (2017). 《Peace Issues in the 21st Century Global Context》. Cambridge Scholars Publishing. 165쪽. ISBN 9781527500792.
220. ↑  Paul Hayes, Modern British foreign policy: The 20th century 1880 – 1939  (1978), pp. 177–222.
221. ↑  Llewellyn Woodward, Great Britain and the War of 1914–1918 (1967)
222. ↑  Roy H. Ginsberg (2007). 《Demystifying the European Union: The Enduring Logic of Regional Integration》. 32–33쪽. ISBN 9780742536555.
223. ↑  Michael Pugh, Liberal internationalism: the interwar movement for peace in Britain (Palgrave Macmillan, 2012).
224. ↑  F.S. Northedge, The troubled giant: Britain among the great powers, 1916–1939 (1966).
225. ↑  Erik Goldstein, Winning the peace: British diplomatic strategy, peace planning, and the Paris Peace Conference, 1916–1920 (1991).
226. ↑  Frank Magee, "‘Limited Liability’? Britain and the Treaty of Locarno." Twentieth Century British History 6.1 (1995): 1–22.
227. ↑  Andrew Barros, "Disarmament as a weapon: Anglo-French relations and the problems of enforcing German disarmament, 1919–28." Journal of Strategic Studies 29#2 (2006): 301–321.
228. ↑  Peter J. Yearwood, Guarantee of Peace: The League of Nations in British Policy 1914–1925 (2009).
229. ↑  수잔 페더슨 (역사가)]], "Back to the League of Nations." American Historical Review 112.4 (2007): 1091–1117. in JSTOR
230. ↑  
Fromkin, David (1989). 《A Peace to End All Peace: The Fall of the Ottoman Empire and the Creation of the Modern Middle East》. New York: Owl. 286, 288쪽. ISBN 978-0-8050-6884-9.
231. ↑  Text of the Sykes–Picot Agreement at the WWI Document Archive
232. ↑  Peter Sluglett, Britain in Iraq: contriving king and country (IB Tauris, 2007).
233. ↑  Ian J. Bickerton and Carla L. Klausner,  A concise history of the Arab-Israeli conflict (Prentice Hall, 2005).
234. ↑  Sally Marks, The Illusion of Peace: International Relations in Europe, 1918–1933 (2nd ed. 2003) p. 45.
235. ↑  R. Boyce (2009). 《The Great Interwar Crisis and the Collapse of Globalization》. Palgrave Macmillan UK. 125쪽. ISBN 9780230280762.
236. ↑  Michael Laird, "Wars Averted: Chanak 1922, Burma 1945–47, Berlin 1948," Journal of Strategic Studies (1996) 19#3 pp 343-364.
237. ↑  케네스 O. 모건]], Consensus and Disunity: The Lloyd George Coalition Government 1918–1922 (1986) pp 302–30.
238. ↑  Raymond G. O'Connor, "The" Yardstick" and Naval Disarmament in the 1920s." Mississippi Valley Historical Review 45.3 (1958): 441–463. in JSTOR
239. ↑  B. J. C. McKercher, "The politics of naval arms limitation in Britain in the 1920s." Diplomacy and Statecraft 4#3 (1993): 35–59.
240. ↑  Mowat. Britain Between the Wars, p 161.
241. ↑  Braun, Helmut (2007년 1월 31일). “Reparationen (Weimarer Republik)”. 《Historisches Lexikon Bayerns》 (독일어). 2023년 10월 30일에 확인함.
242. ↑  Frank Magee, "Limited Liability? Britain and the Treaty of Locarno", Twentieth Century British History, (1995) 6#1, pp. 1–22.
243. ↑  Dragan Bakić,  "‘Must Will Peace’: The British Brokering of ‘Central European’ and ‘Balkan Locarno’, 1925–9." Journal of Contemporary History 48.1 (2013): 24–56. online
244. ↑  Marquand, Ramsay MacDonald p 716.
245. ↑  Lorna Lloyd, "'Us and Them': The Changing Nature of Commonwealth Diplomacy, 1880–1973." Commonwealth and Comparative Politics 39.3 (2001): 9–30.
246. ↑  Carolyn J. Kitching, "Prime minister and foreign secretary: the dual role of James Ramsay MacDonald in 1924." Review of International Studies 37#3 (2011): 1403–1422.
247. ↑  Henry R. Winkler, . "The Emergence of a Labor Foreign Policy in Great Britain, 1918–1929." Journal of Modern History 28.3 (1956): 247–258. in JSTOR
248. ↑  Charles Loch Mowat, Britain between the wars 1918–1940 (1955) 188-94
249. ↑  A.J.P. Taylor English History 1914–1945 (1965) p. 219
250. ↑  Keith Robbins (1994). 《Politicians, Diplomacy and War in Modern British History》. A&C Black. 239–72쪽. ISBN 9780826460479.
251. ↑  James C. Robertson, "The Origins of British Opposition to Mussolini over Ethiopia." Journal of British Studies 9#1 (1969): 122–142.
252. ↑  Catherine Ann Cline, "British Historians and the Treaty of Versailles." Albion 20#1 (1988): 43–58.
253. ↑  데이비드 페이버 (정치인)]], Munich, 1938: Appeasement and World War II (2010)
254. ↑  Donald Cameron Watt, How War Came: Immediate Origins of the Second World War, 1938–39 (1990)
255. ↑  Robert Skidelsky,  John Maynard Keynes, Vol. 3: Fighting for Freedom, 1937-1946 (2001) pp 402–58.
256. ↑  Patrick French (2016). 《Liberty or Death: India's Journey to Independence and Division》. 244쪽. ISBN 9781101973349.
257. ↑  John Bew, Clement Attlee: The man who made modern Britain (2017) pp 371-85.
258. ↑  Victor Sebestyen, 1946: The making of the modern world(2014) pp 72-78.
259. ↑  Michael Asteris, "British Overseas Military Commitments 1945–47: Making Painful Choices." Contemporary British History 27.3 (2013): 348–371. online
260. ↑  Martin H. Folly, "‘The impression is growing...that the United States is hard when dealing with us’: Ernest Bevin and Anglo-American relations at the dawn of the cold war." Journal of Transatlantic Studies 10.2 (2012): 150–166.  online
261. ↑  Rhiannon Vickers (2000). 《Manipulating Hegemony: State Power, Labour and the Marshall Plan in Britain》. Palgrave Macmillan UK. 45–47쪽. ISBN 9780333981818.
262. ↑  Michael F. Hopkins (2017). 《Dean Acheson and the Obligations of Power》. 261쪽. ISBN 9781538100028.
263. ↑  Alan Bullock, The life and times of Ernest Bevin: vol 3: Foreign Secretary, 1945–1951 (1983)
264. ↑  Sean Greenwood,  "Ernest Bevin, France and 'Western Union': August 1945 – February 1946." European History Quarterly 14.3 (1984): 319–338.
265. ↑  Melvyn P. Leffler (1992). 《A Preponderance of Power: National Security, the Truman Administration, and the Cold War》. 102쪽. ISBN 9780804722186.
266. ↑  William C. Cromwell, "The Marshall Plan, Britain and the cold war." Review of International Studies 8.4 (1982): 233-249.
267. ↑  Rhiannon Vickers and Andrew Gamble, Manipulating Hegemony: State Power, Labour and the Marshall Plan in Britain (2000)  pp 43–46.
268. ↑  John Baylis, The diplomacy of pragmatism: Britain and the formation of NATO, 1942-1949 (Kent State University Press, 1993).
269. ↑  Cees Wiebes and Bert Zeeman, "The Pentagon Negotiations March 1948: The Launching of the North Atlantic Treaty." International Affairs 59.3 (1983): 351–363.
270. ↑  Jussi Hanhimäki; Georges-Henri Soutou (2010). 《The Routledge Handbook of Transatlantic Security》. Routledge. 14쪽. ISBN 9781136936081.
271. ↑  Jonathan Coleman, "The 1950 'Ambassador's agreement' on USAF bases in the UK and British fears of US atomic unilateralism" Journal of Strategic Studies (2007) 30#2 pp 285–307.
272. ↑  Brian Cathcart, Test of greatness: Britain's struggle for the atom bomb (1994).
273. ↑  Lawrence James, The Rise and Fall of the British Empire (2001)
274. ↑  Andrew Marr, A History of Modern Britain (2009)
275. ↑  Stephen Wall, A Stranger in Europe: Britain and the EU from Thatcher to Blair (Oxford University Press, 2008)
276. ↑  Andrew Gamble,  "Better Off Out? Britain and Europe." The Political Quarterly (2012) 83#3: 468–477.
277. ↑  Nathaniel Copsey and Tim Haughton, "Farewell Britannia? 'Issue Capture' and the Politics of David Cameron's 2013 EU Referendum Pledge." JCMS: Journal of Common Market Studies (2014) 52-S1: 74–89.
278. ↑  Michael J. Cohen, Britain's Moment in Palestine: Retrospect and Perspectives, 1917–1948 (2014)
279. ↑  Alan Sked and Chris Cook, Post-War Britain: a political history 1945–1992 (4th ed. 1993) pp 364–422.
280. ↑  Peter Byrd, ed., British foreign policy under Thatcher (1988).
281. ↑  Roy Lewis,  "From Zimbabwe‐Rhodesia to Zimbabwe: The Lancaster House conference." The Round Table 70#277 (1980): 6–9.
282. ↑  Lord Soames,  "From Rhodesia to Zimbabwe." International Affairs  56#3 (1980): 405–419. online
283. ↑  Daniel James Lahey, "The Thatcher government's response to the Soviet invasion of Afghanistan, 1979–1980," Cold War History (2013) 13#1 pp 21–42.
284. ↑  Stothard, Michael (2011년 12월 30일). “UK secretly supplied Saddam”. 《Financial Times》. 2015년 10월 11일에 확인함.
285. ↑  Gary Williams, "'A Matter of Regret': Britain, the 1983 Grenada Crisis, and the Special Relationship." Twentieth Century British History 12#2 (2001): 208–230.
286. ↑  “Trident is go”. 《Time》. 1980년 7월 28일. 2008년 9월 4일에 원본 문서에서 보존된 문서. 2011년 1월 16일에 확인함.
287. ↑  “Vanguard Class Ballistic Missile Submarine”. Federation of American Scientists. 1999년 11월 5일. 2011년 1월 16일에 확인함.
288. ↑  Marr (2007), 419쪽.
289. ↑  Smith (1989), 21쪽.
290. 1 2  Jackling (2005), 230쪽.
291. ↑  Hastings & Jenkins (1983), 80–81쪽.
292. ↑  Hastings & Jenkins (1983), 95쪽.
293. ↑  Evans, Michael (2007년 6월 15일). “The Falklands: 25 years since the Iron Lady won her war; Liberation Day”. 《The Times》. 32면.
294. ↑  Hastings & Jenkins (1983), 335–336쪽.
295. ↑  Sanders, David; Ward, Hugh; Marsh, David (July 1987). 《Government Popularity and the Falklands War: A Reassessment》. 《British Journal of Political Science》 17. 281–313쪽. doi:10.1017/s0007123400004762. S2CID 153797546.
296. ↑  Michael B. Yahuda,   Hong Kong: China's Challenge (1996).
297. ↑  Reitan (2003), 116쪽.
298. ↑  Campbell (2011), 322쪽.
299. ↑  See Mr Winnick, Hansard HC Deb (13 November 1987) vol 122 col 701
300. ↑  Thatcher, Margaret (1987년 10월 17일). 《Press Conference at Vancouver Commonwealth Summit》 (연설). Vancouver Trade and Convention Centre. 2023년 5월 8일에 확인함.
301. ↑  “Speech to the College of Europe ("The Bruges Speech")”. Margaret Thatcher Foundation. 1988년 9월 20일. 2008년 10월 31일에 확인함.
302. ↑  “Conservatives favor remaining in market”. 《Wilmington Morning Star》. United Press International. 1975년 6월 4일. 5면. 2011년 12월 26일에 확인함.
303. 1 2  Senden (2004), 9쪽.
304. ↑  Riddell, Peter (1987년 11월 23일). “Thatcher stands firm against full EMS role”. 《Financial Times》. 2008년 10월 8일에 확인함.
305. ↑  Thatcher (1993), 712쪽.
306. ↑  Marr (2007), 484쪽.
307. ↑  Riddell, Peter (1986년 4월 16일). “Thatcher Defends US Use Of British Bases/Libya bombing raid”. 《Financial Times》. 1면.
308. ↑  《Engagements: HC Debate》. 《Hansard》 95. 1986년 4월 15일. 723–28쪽.
309. ↑  Lejeune, Anthony (1986년 5월 23일). “A friend in need”. 《National Review》 38 (1). 27면.
310. 1 2  “Oral History: Margaret Thatcher”. Public Broadcasting Service. 2008년 11월 1일에 확인함.
311. ↑  Lewis, Anthony (1992년 8월 7일). “Abroad at Home; Will Bush Take Real Action?”. 《The New York Times》. 2008년 11월 1일에 확인함.
312. ↑  “Gulf War: Bush-Thatcher phone conversation (no time to go wobbly)”. Margaret Thatcher Foundation. 1990년 8월 26일. 2008년 11월 1일에 확인함.
313. ↑  Aitken (2013), 600–601쪽.
314. ↑  Grice, Andrew (2005년 10월 13일). “Thatcher reveals her doubts over basis for Iraq war”. 《인디펜던트》. 2016년 9월 22일에 확인함.
315. ↑  “Gorbachev Policy Has Ended The Cold War, Thatcher Says”. 《The New York Times》. Associated Press. 1988년 11월 18일. 2008년 10월 30일에 확인함.
316. ↑  Zemtsov, Ilya; Farrar, John (2007). 《Gorbachev: The Man and the System》. 트랜잭션 퍼블리셔스. 138쪽. ISBN 978-1-4128-0717-3.
317. ↑  Görtemaker (2006), 198쪽.

## 자료
- Aitken, Jonathan (2013). 《Margaret Thatcher: Power and Personality》. A & C Black. ISBN 978-1-4088-3186-1.
- Campbell, John (2011). 《Margaret Thatcher: The Iron Lady》 2. Random House. ISBN 978-1-4464-2008-9.
- Görtemaker, Manfred, 편집. (2006). 《Britain and Germany in the Twentieth Century》. Berg. ISBN 978-1-85973-842-9.
- Hastings, Max; Jenkins, Simon (1983). 《The Battle for the Falklands》. Macmillan (2012에 출판됨). ISBN 978-0-330-53676-9.
- Jackling, Roger (2005). 〈The Impact of the Falklands Conflict on Defence Policy〉.   Badsey, Stephen; Grove, Mark; Havers, Rob. 《The Falklands Conflict Twenty Years On: Lessons for the Future》. Routledge. ISBN 978-0-415-35029-7.
- Marr, Andrew (2007). 《A History of Modern Britain》. Pan Books (2009에 출판됨). ISBN 978-0-330-51329-6.
- Reitan, Earl A. (2003). 《The Thatcher Revolution: Margaret Thatcher, John Major, Tony Blair, and the Transformation of Modern Britain, 1979–2001》. Rowman & Littlefield. ISBN 978-0-7425-2203-9.
- Senden, Linda (2004). 《Soft Law in European Community Law》. Hart. ISBN 978-1-84113-432-1.
- Smith, Gordon (1989). 《Battles of the Falklands War》. Ian Allan. ISBN 978-0-7110-1792-4. 2018년 1월 3일에 원본 문서에서 보존된 문서. 2011년 1월 23일에 확인함.
- Thatcher, Margaret (1993). 《더 다우닝 스트리트 이어즈》. HarperCollins. ISBN 978-0-00-745663-5.

## 더 읽어보기
- 블랙, 제레미 외. The Makers of British Foreign Policy, From Pitt to Thatcher (Palgrave, 2002)
- Feiling, Keith G. British Foreign Policy 1660-1972 (Psychology Press, 2005).
- Neville, Peter. Historical Dictionary of British Foreign Policy (Scarecrow Press, 2013).
- Seton-Watson, R. W. Britain in Europe, 1789–1914. (1938); comprehensive history online
- Strang, Lord William. Britain in World Affairs: A survey of the Fluctuations in British Power and Influence from Henry VIII to Elizabeth II (1961). Online Popular history by a diplomat.
- Ward, A.W. and G.P. Gooch, eds. The Cambridge History of British Foreign Policy, 1783–1919 (3 vol, 1921–23), old detailed classic; vol 1, 1783–1815 ;  vol 2, 1815–1866; vol 3. 1866–1919

### 1500–1815
- Bayly, Christopher A. "The first age of global imperialism, c. 1760–1830." Journal of Imperial and Commonwealth History 26.2 (1998): 28–47.
- Black, Jeremy. A system of ambition? : British foreign policy 1660-1793 (2000) online
- Black, Jeremy. "Britain's Foreign Alliances in the Eighteenth Century." Albion 20#4 (1988): 573–602.
- Black, Jeremy, ed.  Knights Errant and True Englishmen: British Foreign Policy, 1660–1800 (2003)
- Black, Jeremy. Trade, empire and British foreign policy, 1689-1815 : politics of a commercial state (2007)
- Black, Jeremy. Natural and Necessary Enemies: Anglo-French Relations in the Eighteenth Century (1986).
- Christie, Ian R. Wars and revolutions: Britain 1760–1815 (1982).
- Crowson.  P.S. Tudor Foreign Policy (1973).
- Davis, Ralph. "English foreign trade, 1660–1700." Economic History Review 7.2 (1954): 150–166. in JSTOR
  - Davis, Ralph. "English Foreign trade, 1700–1774." Economic History Review 15.2 (1962): 285–303. in JSTOR
- Dickinson, H. T., ed. Britain and the French Revolution, 1789–1815 (1989)
- Horn, David Bayne. Great Britain and Europe in the eighteenth century (1967) 411pp; detailed coverage country by country
- Howat, Gerald. Stuart and Cromwellian Foreign Policy (1974).
- Jones, J. R. Britain and the World, 1649–1815 (1980).
- Langford, Paul. The Eighteenth Century, 1688–1815 (1976).
- Price, Jacob. "What Did Merchants Do? Reflections on British Overseas Trade, 1660–1790," Journal of Economic History 49#2 (1989), pp. 267–284 in JSTOR
- Wernham, Richard Bruce. Before the Armada: the growth of English foreign policy, 1485–1588 (1966).

### 1815–1919
- Bailey, Frank E. "The Economics of British Foreign Policy, 1825-50." Journal of Modern History 12.4 (1940): 449-484. online
- Bartlett, C. J.  Defence and Diplomacy: Britain and the Great Powers, 1815–1914 (1993) 160pp
- Baxter, C. and M. Dockrill, eds. Britain in Global Politics Volume 1: From Gladstone to Churchill  (2013) excerpt
- Brown, David. Palmerston and the politics of foreign policy, 1846-55 (2002) online dissertation version of 1998
- Bourne, Kenneth. The foreign policy of Victorian England, 1830–1902 (Oxford UP, 1970.) pp 195–504 contain 147 "Selected documents"; online. a major scholarly survey.
- Albrecht-Carrie, Rene. A Diplomatic History Of Europe Since The Congress Of Vienna  (1958), a major scholarly survey online
- Cecil, Algernon. British foreign secretaries, 1807-1916: studies in personality and policy (1927). pp 89–130. online
- Charmley, John. Splendid isolation? : Britain and the balance of power 1874-1914 (1999) online, a major scholarly survey.
- Chassaigne, Phillipe, and Michael Dockrill, eds. Anglo-French Relations 1898–1998: From Fashoda to Jospin (2002)
- Clark, Christopher. The sleepwalkers: how Europe went to war in 1914 (2012), a major scholarly survey.
- Cohen, Avner. "Joseph Chamberlain, Lord Lansdowne and British Foreign Policy 1901–1903: From Collaboration to Confrontation". Australian Journal of Politics and History 43.2 (1997): 122–134  doi.org/10.1111/j.1467-8497.1997.tb01383.x
- Davis, John R. "Britain and the European balance of power." in A Companion to Nineteenth‐Century Britain ed. Chris Williams  (2004): 34-52.
- Eichhorn, Niels. "The Intervention Crisis of 1862: A British Diplomatic Dilemma?." American Nineteenth Century History 15.3 (2014): 287-310.
- Feis, Herbert. Europe the World's Banker, 1870–1914 (1930) online; mostly about London banks
- Grenville, J. A. S. Lord Salisbury and Foreign Policy. The Close of the Nineteenth Century (1964)  online, covers 1895 to 1902.
- Hale, Oron James. Publicity and Diplomacy: With Special Reference to England and Germany, 1890–1914 (1940) online
- Hayes, Paul. Nineteenth Century: 1814-80 (Modern British foreign policy) (1975). online
- Hayes, Paul. The Twentieth Century: 1880-1939 (Modern British foreign policy) (1978) online.
- Hoppen, Theodore K. The Mid-Victorian Generation: 1846–1886  (1998), broad survey with coverage of foreign affairs. online
- Kennedy, Paul M. The Rise of the Anglo-German Antagonism, 1860–1914 (1987) 600 pp
- Kennedy, Paul M. The rise and fall of British naval mastery (1976) pp 149–238.
- Langer William L. European Alliances and Alignments: 1871-1890 (2nd ed, 1956), a major scholarly survey with global perspective. online
- Langer William L. The Diplomacy Of Imperialism (1890-1902)(2nd ed. 1960), a major scholarly survey with global perspective. online
- Lowe, C.J. The reluctant imperialists: British foreign policy, 1878–1902. Vol. 1.  (1967); vol 2: The reluctant imperialists: The Documents (1967). (American edition 1969, two volumes in one). A major scholarly survey.
- Lowe, C.J. and M.L. Dockrill. The Mirage of Power: Volume 1: British Foreign Policy, 1902–14. (1972); The Mirage of Power: Volume 2: British Foreign Policy, 1914–1922. (1972). vol 3 (1972) includes 190 documents; A major scholarly survey.
  - vol 1 online; also vol 2 online; and vol 3 online
- McKercher, B. J. C., and Erik Goldstein, eds. Aspects of British Policy and the Treaty of Versailles (Routledge, 2020) online
- MacMillan, Margaret. Paris 1919 : six months that changed the world (2002); also published as Six months that changed the world: the Paris Peace Conference of 1919 (2003) online
- MacMillan, Margaret.  The War that Ended Peace: The Road to 1914 (2013).
- Mahajan, Sneh. British foreign policy 1874-1914: The role of India (Routledge, 2003)
- Otte, T.G., The Foreign Office Mind: The Making of British Foreign Policy, 1865–1914 (Cambridge UP, 2011).
- Otte, T.G., ed. British World Policy and the Projection of Global Power, c.1830-1960 (2019),
- Platt, D.C.M. Finance, Trade, and Politics in British Foreign Policy, 1815–1914 (Oxford UP,  1968).
- Rich, Norman. Great power diplomacy 1814–1914 (1992), a scholarly survey
- 시튼-왓슨, R.W. Britain in Europe (1789–1914): A Survey of Foreign Policy (1937), a major scholarly survey  online
- Shannon, Richard. The crisis of imperialism, 1865-1915 (1974) a major survey of foreign affairs and domestic polics. online
- Siegel, J. (2002), 《Endgame: Britain, Russia, and the Final Struggle for Central Asia》, I.B. Tauris, ISBN 978-1-85043-371-2
- Sontag, Raymond James. European Diplomatic History 1871-1932 (1933) online
- Steele, David. "Three British Prime Ministers and the Survival of the Ottoman Empire, 1855–1902." Middle Eastern Studies 50.1 (2014): 43-60, On Palmerston, Gladstone and Salisbury..
- Taylor, A.J.P. Struggle for Mastery of Europe: 1848-1918 (1954); online
- Ward, A.W. and G.P. Gooch, eds. The Cambridge History of British Foreign Policy, 1783-1919 (3 vol, 1921–23), old detailed compendium; vol 2, 1815-1866; vol 3. 1866–1919

### 1919년 이후
- Adamthwaite, Anthony. "Britain and the world, 1945-9: the view from the foreign office," International Affairs 61#2 1985, 223–235.
- Bartlett, C. J. British Foreign Policy in the Twentieth Century (1989)
- Baxter, C. and M. Dockrill, eds. Britain in Global Politics Volume 1: From Gladstone to Churchill  (2013) excerpt
- Byrd, Peter, ed. British foreign policy under Thatcher (Philip Allan, 1988). online
- Callaghan, John. The Labour Party and foreign policy: a history (Routledge, 2007)
- Chassaigne, Phillipe, and Michael Dockrill, eds. Anglo-French Relations 1898–1998: From Fashoda to Jospin (2002)
- Cottrell, Robert. The end of Hong Kong: The secret diplomacy of imperial retreat (John Murray, 1993).
- Dilks, David. Retreat from Power: 1906–39 v. 1: Studies in Britain's Foreign Policy of the Twentieth Century (1981); Retreat from Power: After 1939 v. 2 (1981)
- Dimbleby, David, and David Reynolds. An Ocean Apart: The Relationship Between Britain and America in the Twentieth Century (1988)
- Feis, Herbert. Churchill Roosevelt Stalin: The War They Waged and the Peace They Sought: A Diplomatic History of World War II (1957), by a senior official of the U.S. State Department
- Gardner, Lloyd C. Safe for Democracy: The Anglo-American Response to Revolution, 1913–1923 (1987) focus on Lloyd George and Wilson
- Garnett, Mark; Simon Mabon; Robert Smith (2017). 《British Foreign Policy since 1945》. 테일러 & 프랜시스. ISBN 9781317588993.
- Holland, Robert. The pursuit of greatness : Britain and the world role, 1900-1970 (1991), a major scholarly survey.  online
- Hopkins, Michael F. et al. eds. Cold War Britain, 1945–1964: New Perspectives (2003)
- Hughes, Geraint. Harold Wilson's Cold War: The Labour Government and East-West Politics, 1964-1970 (2009)
- Kuiken, J. (2014), “Caught in Transition: Britain's Oil Policy in the Face of Impending Crisis, 1967–1973”, 《Historical Social Research》 39 (4): 272–90, JSTOR 24145537
- MacMillan, Margaret. Peacemakers : the Paris Conference of 1919 and its attempt to end war (2001), the Paris Peace Conference and the Treaty of Versailles; a major scholarly survey. online
- McNeill, William Hardy. America, Britain, & Russia: their co-operation and conflict, 1941–1946 (1953), 820pp; comprehensive overview
- Medlicott, W. N. British foreign policy since Versailles, 1919–1963 (1968).
- Monroe, Elizabeth.  Britain's Moment in the Middle East, 1914–1956 (1963)
- Northedge, F.S.  The troubled giant: Britain among the great powers, 1916–1939 (1966), 657pp, a major scholarly survey.
- Northedge, F.S. Descent From Power British Foreign Policy 1945–1973 (1974), a major scholarly survey. online
- Overy, Richard. The road to war (2009) pp 29–83 for UK in 1930s. online
- Reynolds, David.  Britannia Overruled: British Policy and World Power in the Twentieth Century (2nd ed. 2000) excerpt and text search, a major scholarly survey.
- Reynolds, David.  From World War to Cold War: Churchill, Roosevelt, and the International History of the 1940s (2006) excerpt and text search
- Rich, Norman. Great power diplomacy since 1914 (1992), a scholarly survey
- Sharp, Alan, and Glyn Stone, eds. Anglo-French Relations in the Twentieth Century: Rivalry and Cooperation (2000)
- Sharp, Paul. Thatcher's Diplomacy: The Revival of British Foreign Policy (St. Martin's Press, 1997) online.
- Thane, Pat, and Derek Beales, eds. Cassell's Companion to Twentieth-century Britain. (2001).
- Turner, Michael J. Britain's international role, 1970–1991 (Palgrave Macmillan, 2010).
- Vickers, Rhiannon. The Evolution of Labour's Foreign Policy, 1900–51 (2003) online edition
  - Vickers, Rhiannon. The Labour Party and the World Volume 2: Labour's Foreign Policy Since 1951 (2011)
- Weiler, Peter. "British Labour and the Cold War: The Foreign Policy of the Labour Governments, 1945–1951" The Journal of British Studies(1987).  26, pp 54–82 doi:10.1086/385879, reviews the major scholarly studies
- Woodward, Llewellyn. British Foreign Policy in the Second World War (1962); summary of his 5-volume highly detailed history
- Young, John W. ed. The Labour governments 1964–1970 volume 2: International policy (2008).
- Young, J. and E. Pedaliu, eds. Britain in Global Politics Volume 2: From Churchill to Blair(2013) excerpt

### 국방: 육군과 왕립 해군
- Asteris, Michael. "British Overseas Military Commitments 1945–47: Making Painful Choices." Contemporary British History 27.3 (2013): 348–371. online
- Barnett, Correlli. Britain and her army, 1509–1970: a military, political and social survey (1970).
- Carlton, Charles. This Seat of Mars: War and the British Isles, 1485–1746 (Yale UP; 2011) 332 pages; studies the impact of near unceasing war from the individual to the national levels.
- Chandler, David G., and Ian Frederick William Beckett, eds. The Oxford history of the British army (Oxford UP, 2003).
- Cole, D. H and E. C Priestley. An outline of British military history, 1660–1936 (1936). online
- Cotterell, Arthur. Western Power in Asia: Its Slow Rise and Swift Fall, 1415 - 1999 (Wiley, 2010) popular history
- Higham, John, ed. A Guide to the Sources of British Military History  (1971) 654 pages excerpt; Highly detailed bibliography and discussion up to 1970; includes Royal Navy
- James, Lawrence. Warrior race: a history of the British at war (Hachette UK, 2010). online
- Ranft, Bryan. The Oxford Illustrated History of the Royal Navy (Oxford UP, 2002).
- Rodger, N. A.M. The safeguard of the sea: A naval history of Britain, 660–1649 (Vol. 1. 1998). online
  - Rodger, The Command of the Ocean: A Naval History of Britain, 1649–1815 (vol 2 2006) online
- Sheppard, Eric William. A short history of the British army (1950). online

### 역사 연구
- Martel, Gordon, ed. A Companion to International History 1900–2001 (2010).
- Messenger, Charles, ed. Reader's Guide to Military History (2001) pp 55–74; annotated guide to most important books.
- Mulligan, William, and Brendan Simms, eds. The Primacy of Foreign Policy in British History, 1660–2000 (Palgrave Macmillan; 2011) 345 pages; excerpt alo online chapters
- Schroeder, Paul W. "Old Wine in Old Bottles: Recent Contributions to British Foreign Policy and European International Politics, 1789–1848." Journal of British Studies 26#1 (1987): 1–25.
- Weigall, David. Britain and the World, 1815–1986: a dictionary of international relations (1987), 300 short scholarly entries with bibliographies; 252pp and maps.
- Weiler, Peter. "British Labour and the Cold War: The Foreign Policy of the Labour Governments, 1945–1951" The Journal of British Studies(1987).  26, pp 54–82 doi:10.1086/385879
- Wiener, Martin J. "The Idea of "Colonial Legacy" and the Historiography of Empire." Journal of The Historical Society 13#1 (2013): 1–32.
- Winks, Robin, ed. Historiography (1999) vol. 5 in William Roger Louis, eds. The Oxford History of the British Empire
  - Winks, Robin W. The Historiography of the British Empire-Commonwealth: Trends, Interpretations and Resources (1966); this book is by a different set of authors from the Winks 1999 entry

### 1차 자료
- Bourne, Kenneth. The foreign policy of Victorian England, 1830–1902 (Oxford UP, 1970.) pp 195–504 are copies of 147 selected documents; online
- Hicks, Geoff, et al. eds. Documents on Conservative Foreign Policy, 1852-1878 (2013), 550 documents excerpt
- Howe, Geoffrey. Conflict of Loyalty (1994), memoir covers 1983 to 1989 online
- Joll, James, ed. Britain and Europe: Pitt to Churchill, 1793-1940 (1961) reprints 68 primary sources, with short commentaries online
- Jones, Edgar Rees, ed. Selected speeches on British foreign policy, 1738–1914 (1914). online free
- Lowe, C.J. The reluctant imperialists: vol 2: The Documents (1967), 140 documents 1878–1902. (American edition 1969 vol 1 and 2 bound together).
- Lowe, C.J. and M.L. Dockrill, eds. The Mirage of Power: Volume 3: The Documents British Foreign Policy, 1902–22. (1972), 191 documents.
- 마이스키, 이반. The Maisky Diaries: The Wartime Revelations of Stalin's Ambassador in London edited by 가브리엘 고로데츠키, (Yale UP, 2016); highly revealing commentary 1934–43; excerpts; abridged from 3 volume Yale edition; online review
- Medlicott, W. N. et al. eds. Documents on British Foreign Policy, 1919–1939 (HMSO, 1946), primary sources; many volumes online
- Temperley, Harold, and Lillian M. Penson, eds. Foundations of British Foreign Policy from Pitt (1792) to Salisbury (1902); Or, Documents, Old and New (1938), 612pp online
- Wiener, Joel H. ed. Great Britain: Foreign Policy and the Span of Empire, 1689–1971: A Documentary History (4 vol 1972) online